# Dinastia Nassau
A Dinastia Nassau ou Casa de Nassau é uma dinastia aristocrática de diversificadas casas reais na Europa. É nomeado após a senhoria associada com o Castelo de Nassau, localizado nos dias atuais em Nassau, Renânia-Palatinado, Alemanha. Os senhores de Nassau foram originalmente intitulados Conde de Nassau, em seguida, elevada à categoria principesca. No final do Sacro Império Romano-Germânico, eles próprios proclamaram-se Duque de Nassau
Todos os reis holandeses desde 1890 e do Grão Ducado de Luxemburgo desde 1912, são descendentes da linha feminina da Dinastia Nassau. Segundo a tradição alemã, o nome da família é passada só na linha de sucessão masculina. A casa é, portanto, a partir desta perspectiva, extinta. No entanto, os costumes aristocráticos holandeses (e do Luxemburgo, que se baseiam neles) diferem, e não consideram a casa extinta.

## Origens

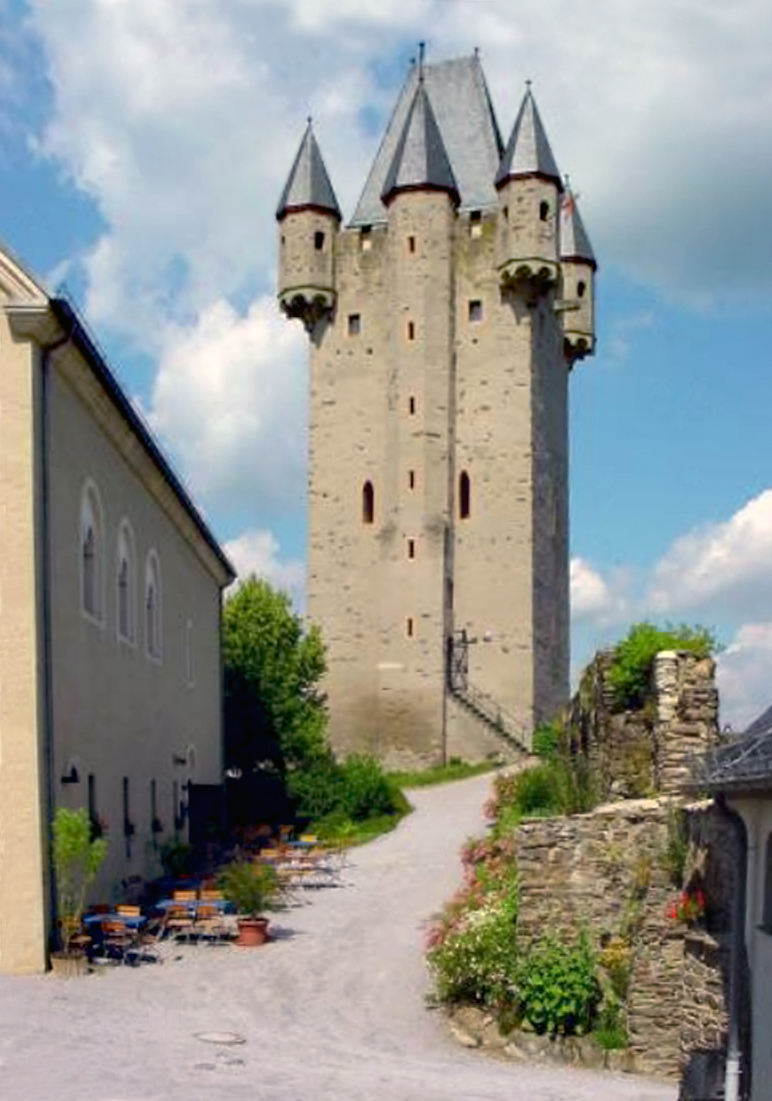
Castelo Nassau, a primeira sede da Casa de Nassau, em Nassau, Renânia-Palatinado, Alemanha, o castelo foi fundado em torno de 1100 pelo Conde Dudo-Henry de Laurenburg e Nassau e fundador da Dinastia Nassau.

O conde Dudo-Henry de Laurenburg e Nassau (ca. 1060 - ca. 1123) é considerado o fundador da Casa de Nassau. Ele é primeiramente mencionado na suposta carta-fundação da Abadia Maria Laach em 1093 (embora muitos historiadores considerassem o documento como fabricado). O Castelo Laurenburg, localizado a alguns quilômetros rio acima a partir de Nassau sobre a Lahn, foi a sede da sua senhoria. Sua família provavelmente descende dos Senhores do Lipporn. Em 1159, o Castelo de Nassau tornou-se a sede dominante e a casa passou a ser nomeada em homenagem a este castelo. Os Condes de Nassau e Laurenburg expandiram a sua autoridade sob os irmãos Roberto (Ruprecht) I (1123-1154) e Arnaldo Laurenburg (1123-1148).
Roberto foi a primeira pessoa a chamar-se Conde de Nassau, mas o título não foi confirmado até 1159, cinco anos após a morte de Roberto. O filho de Roberto, Walram I (1154-1198) foi a primeira pessoa a ser legalmente titulada Conde de Nassau. A cronologia dos Condes de Laurenburg não é certa, bem como o vínculo entre Roberto I e Walram é particularmente controversa. Além disso, algumas fontes consideram Gerhard, listado como co-Conde de Laurenburg em 1148, como sendo filho do irmão de Roberto I, Arnoldo I. No entanto, Erich Brandenburg em seu Die Nachkommen Karls des Großen afirma que o mais provável é que Gerhard era filho de Roberto I, porque Gerard era o nome do avô materno, pai de Beatrix de Limburg.

### Condes de Laurenburg (ca. 1093–1159)
- ca. 1060 – ca. 1123: Dudo-Henry
- 1123–1154: Roberto (Ruprecht) I - filho de Dudo-Henry
- 1123–1148: Arnaldo I - filho de Dudo-Henry
- 1148: Gerhard - filho (provavelmente) de Roberto I
- 1151–1154: Arnoldo II - filho de Roberto I
- 1154–1159: Roberto II - filho de Roberto I

### Condes de Nassau (1159–1255)
- 1154–1198: Walram I - filho de Roberto I
- 1158–1167: Henrique (Heinrich) I - filho de Arnaldo I, morto em Roma durante a epidemia de agosto de 1167 (depois da Batalha de Monte Porzio)
- 1160–1191: Roberto III, o Belicoso - filho de Arnaldo I
- 1198–1247: Henrique II, o Rico - filho de Walram I
- 1198–1230: Roberto IV - filho de Walram I; entre 1230–1240: Cavaleiro da Ordem Teutônica
- 1247–1255: Oto I; entre 1255–1289: Conde de Nassau em Dillenburg, Hadamar, Siegen, Herborn e Beilstein
- 1249–1255: Walram II; entre 1255–1276: Conde de Nassau em Wiesbaden, Idstein e Weilburg

Em 1255, os filhos de Henrique II, Walram II e Oto I, dividiram as possessões. Os descendentes de Walram ficaram conhecidos como o ramo walramiano, que se tornou importante no Condado de Nassau e Luxemburgo. Os descendentes de Oto ficaram conhecidos como o ramo otoniano, que herdariam partes de Nassau, França e Países Baixos. Ambas as linhas muitas vezes se dividiram nos séculos seguintes. Em 1783, os chefes de vários ramos da Casa de Nassau selaram o Pacto da Família Nassau (Erbverein) para regular a futura sucessão nos seus estados.

## A linha Walramiana (1255–1344)

Armas e crista do ramo walramiano

### Condes de Nassau em Wiesbaden, Idstein e Weilburg (1255–1344)
- 1255–1276: Walram II
- 1276–1298: Adolfo de Nassau, coroado Rei da Germânia em 1292
- 1298–1304: Roberto VI de Nassau
- 1298–1324: Walram III, Conde de Nassau em Wiesbaden, Idstein e Weilnau
- 1298–1344: Gerlach I, Conde de Nassau em Wiesbaden, Idstein, Weilburg e Weilnau

Após a morte de Gerlach, as posses da linha walramiana foram divididos em Nassau-Weilburg e Nassau-Wiesbaden-Idstein.

### Nassau-Weilburg (1344–1816)

Bandeira de Nassau-Weilburg

Conde Walram II começou a administração do Condado de Nassau-Weilburg, que existiu até 1816. Os soberanos da casa depois governaram o Ducado de Nassau até 1866 e a partir de 1890 o Grão-Ducado de Luxemburgo. O ramo de Nassau-Weilburg atualmente é governante de Luxemburgo. O ramo walramiano recebeu o senhorio de Merenberg em 1328 e Saarbrücken (por casamento) em 1353.

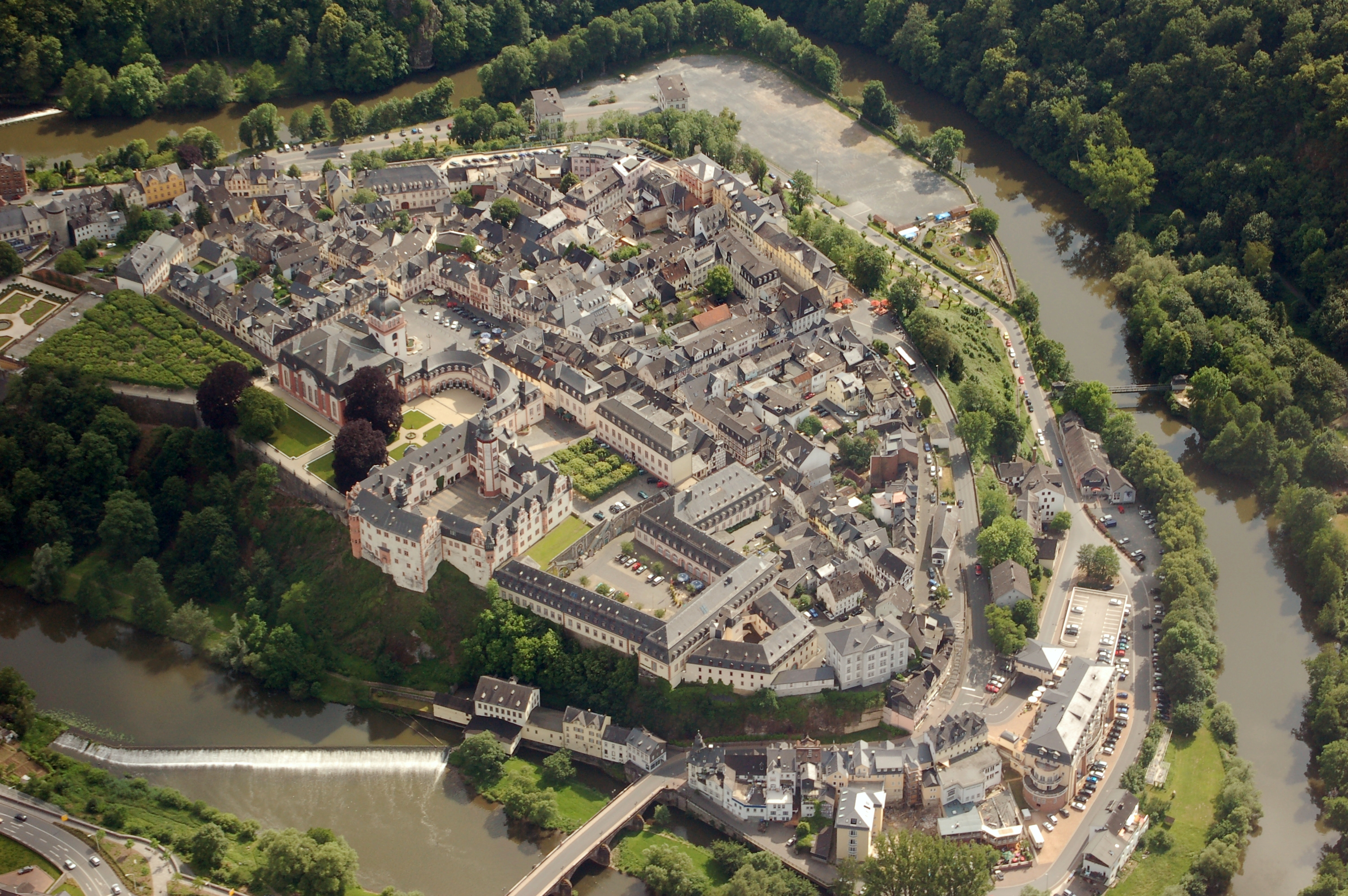
Weilburg
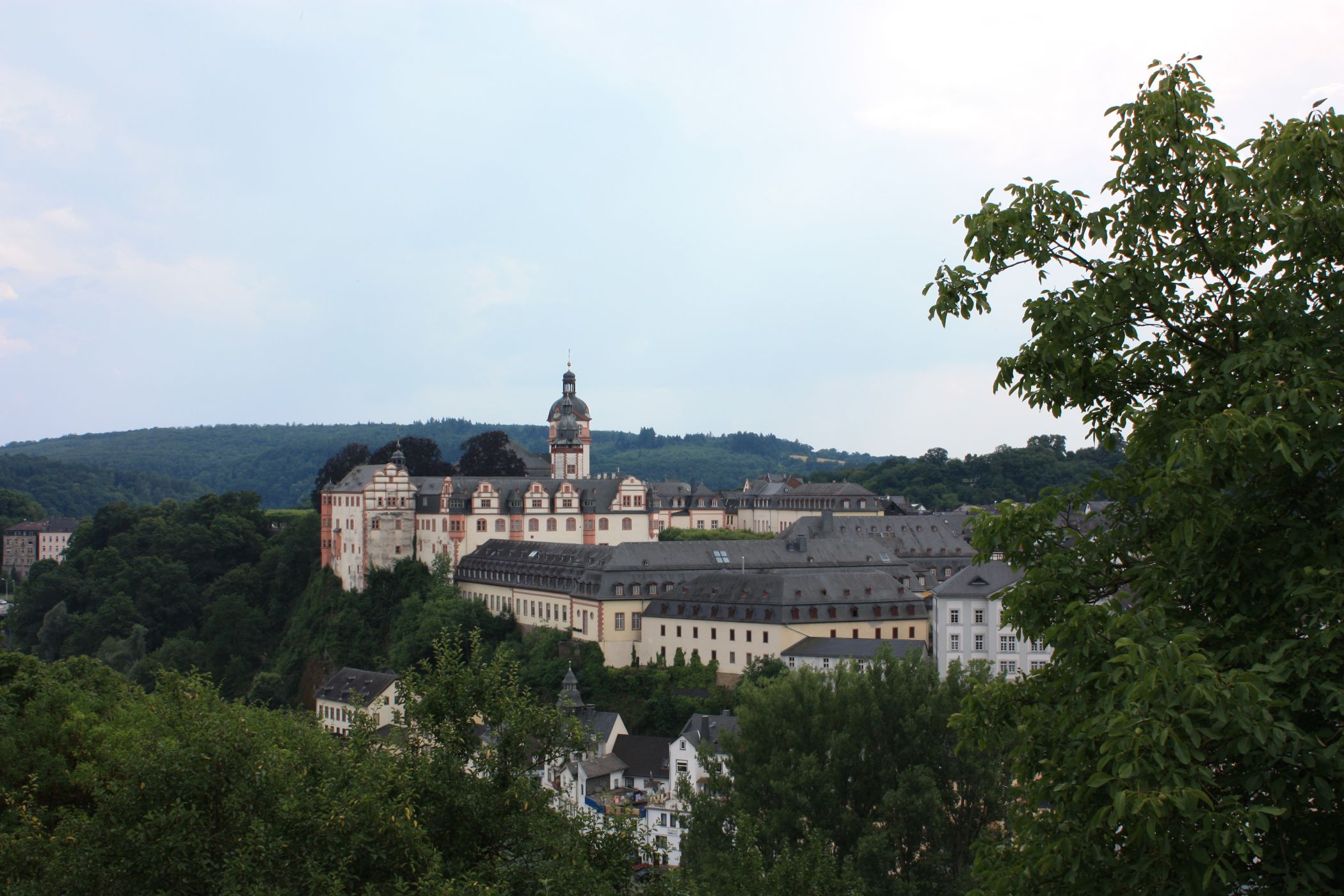
Castelo de Weilburg
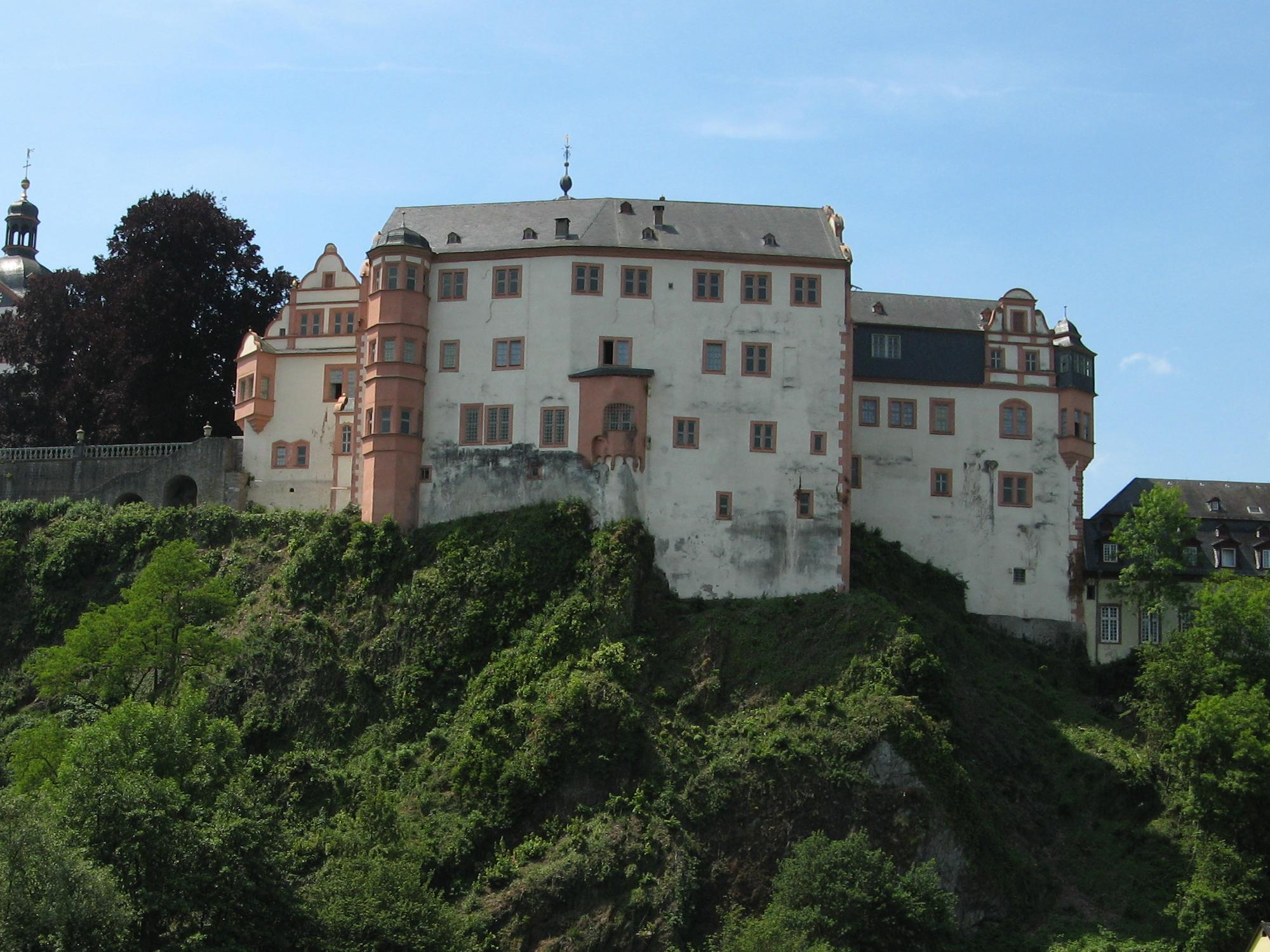
Vista oriental do castelo

#### Condes de Nassau-Weilburg (1344–1688)
- 1344–1371: João IMapa de Nassau-Weilburg como era em 1789

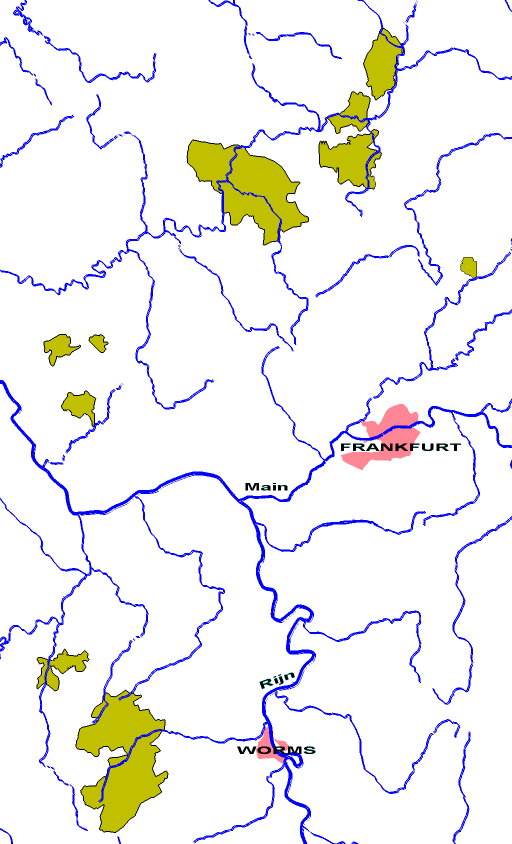
Mapa de Nassau-Weilburg como era em 1789

- 1371–1429: Filipe I de Nassau-Weilburg, e (após 1381) Conde de Saarbrücken
- 1429–1492: Filipe II
- 1492–1523: Luís I
- 1523–1559: Filipe III
- 1559–1593: Alberto
- 1559–1602: Filipe IV
- 1593–1625: Luís II, Conde de Nassau-Weilburg e em Ottweiler, Saarbrücken, Wiesbaden e Idstein
- 1625–1629: Guilherme Luís, João IV e Ernesto Casimiro
- 1629–1655: Ernesto Casimiro
- 1655–1675: Frederico
- 1675–1688: João Ernesto

#### Príncipes de Nassau-Weilburg (1688–1816)
- 1688–1719: João Ernesto
- 1719–1753 :Carlos Augusto
- 1753–1788: Carlos Cristiano
- 1788–1816: Frederico Guilherme
- 1816: Guilherme, Príncipe de Nassau-Weilburg e Duque de Nassau — Nassau-Weilburg foi unido com o Ducado de Nassau

#### Duques de Nassau (1816–1866)
- 1816–1839: Guilherme
- 1839–1866: Adolfo

Em 1866, a Prússia anexou o Ducado de Nassau como o duque tinha sido um aliado da Áustria na Guerra Austro-Prussiana. Em 1890, o duque Adolfo tornou-se o Grão-duque Adolfo de Luxemburgo.

#### Grão-duques de Luxemburgo (da Casa de Nassau-Weilburg) - 1890–1912 e sucessão por via feminina
- 1890–1905: Adolfo
- 1905–1912: Guilherme IV
- 1912–1919: Marie-Adélaïde
- 1919–1964: Carlota
- 1964–2000: João
- 2000–presente: Henrique

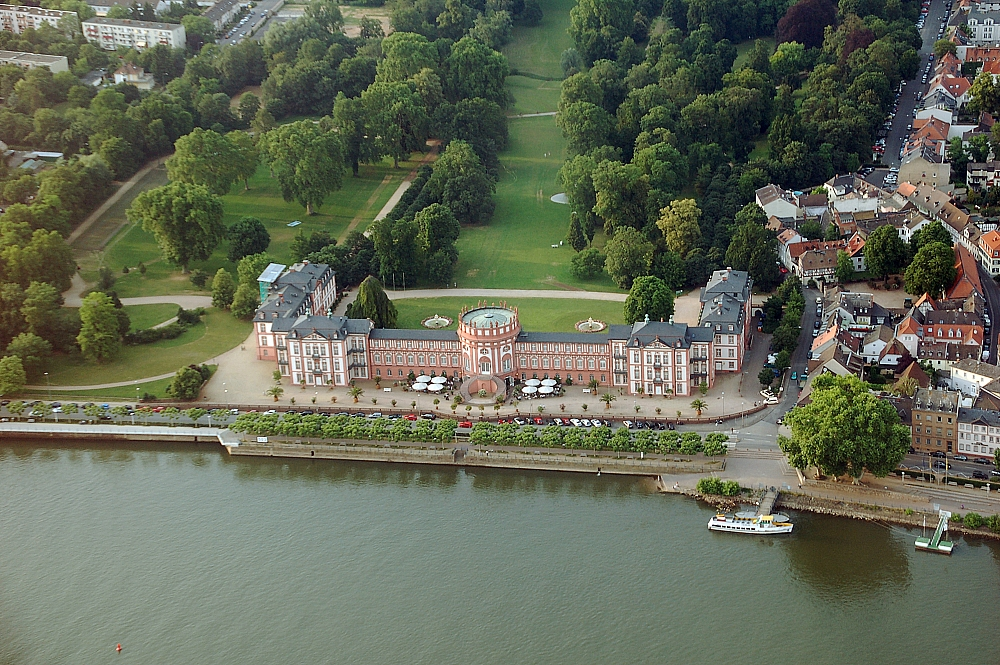
Palácio de Biebrich, Wiesbaden
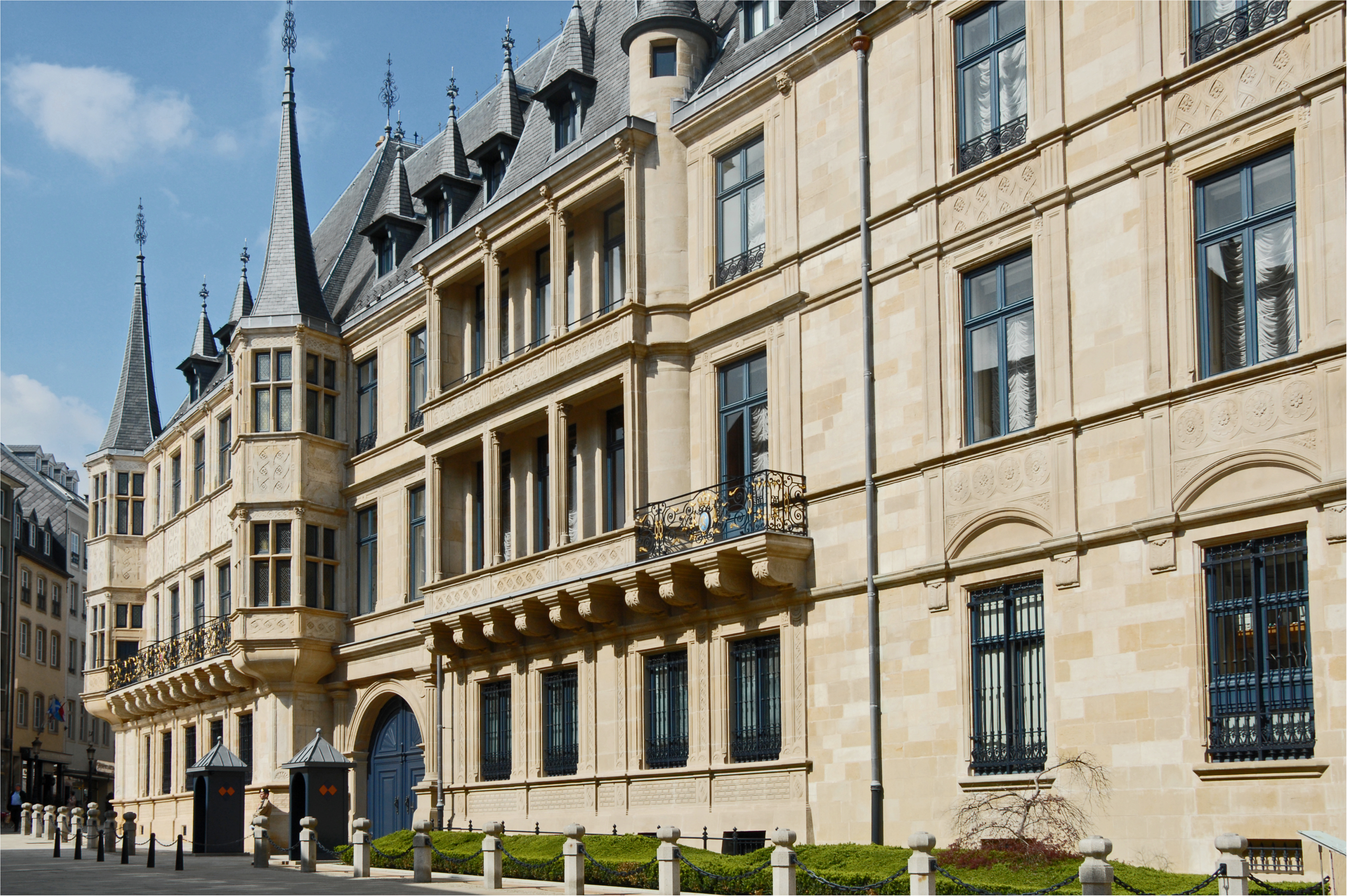
Palácio Grão-ducal, Luxemburgo
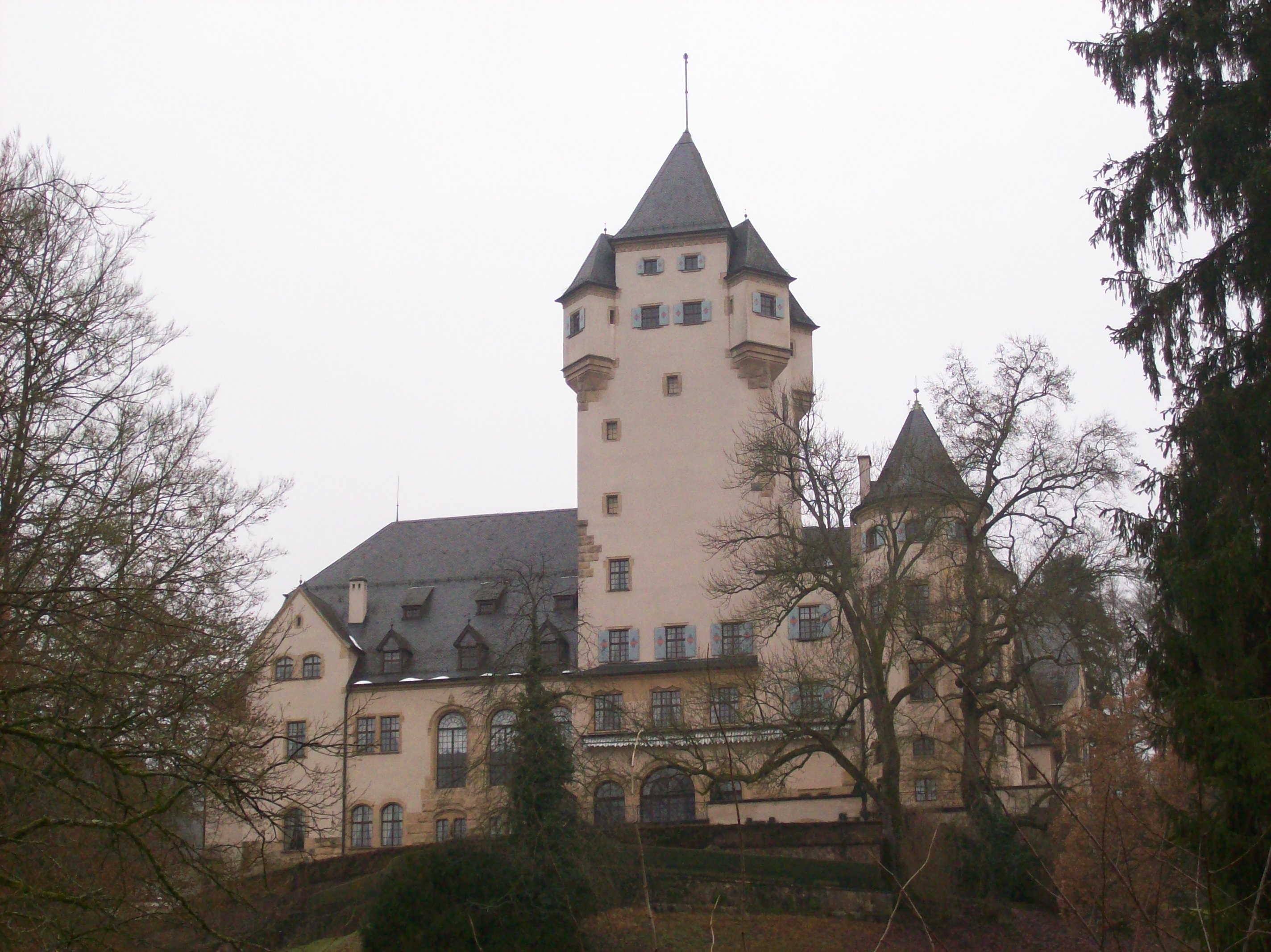
Castelo de Berg, Luxemburgo

A partir de um casamento morganático, contratado em 1868, descende uma família, ver Conde de Merenberg, que em 1907 foi declarada não-dinástica. Se não tivessem sido excluídos da sucessão, eles teriam herdado a liderança da casa em 1912.

### Condes de Nassau-Wiesbaden-Idstein (1344–1728)
- 1344–1370: Adolfo I
- 1370–depois de 1386: Gerlach II, Conde de Nassau-Wiesbaden
- 1370–1393: Walram IV, Conde de Nassau-Idstein; herdou Wiesbaden quando Gerlach II morreu
- 1393–1426: Adolfo II
- 1426–1480: João II
- 1480–1509: Filipe, Conde de Nassau-Idstein
- 1480–1511: Adolfo III, Conde de Nassau-Wiesbaden; herdou Idstein em 1509
- 1511–1558: Filipe I
- 1558–1566: Filipe II
- 1566–1568: Baltasar
- 1568–1596: João Luís I
- 1596–1599: João Filipe, junto com seu irmão João Luís II
- 1596–1605: João Luís II
- 1605–1627: Luís II
- 1627–1629: Guilherme Luís
- 1629–1677: João, Conde de Nassau-Idstein, e (desde 1651) em Wiesbaden, Sonnenberg, Wehen, Burg-Schwalbach e Lahr
- 1677–1721: Jorge Augusto Samuel (1688–1721)
- 1721–1723: Carlos Luís
- 1723–1728: Frederico Luís, Conde de Nassau-Ottweiler (1680–1728) e em Rixingen (1703–28), Idstein (1721–1728) e em Wiesbaden, etc. (1723–28)

Após a morte de Frederico Luís, Nassau-Wiesbaden-Idstein ficou para Carlos, Príncipe de Nassau-Usingen

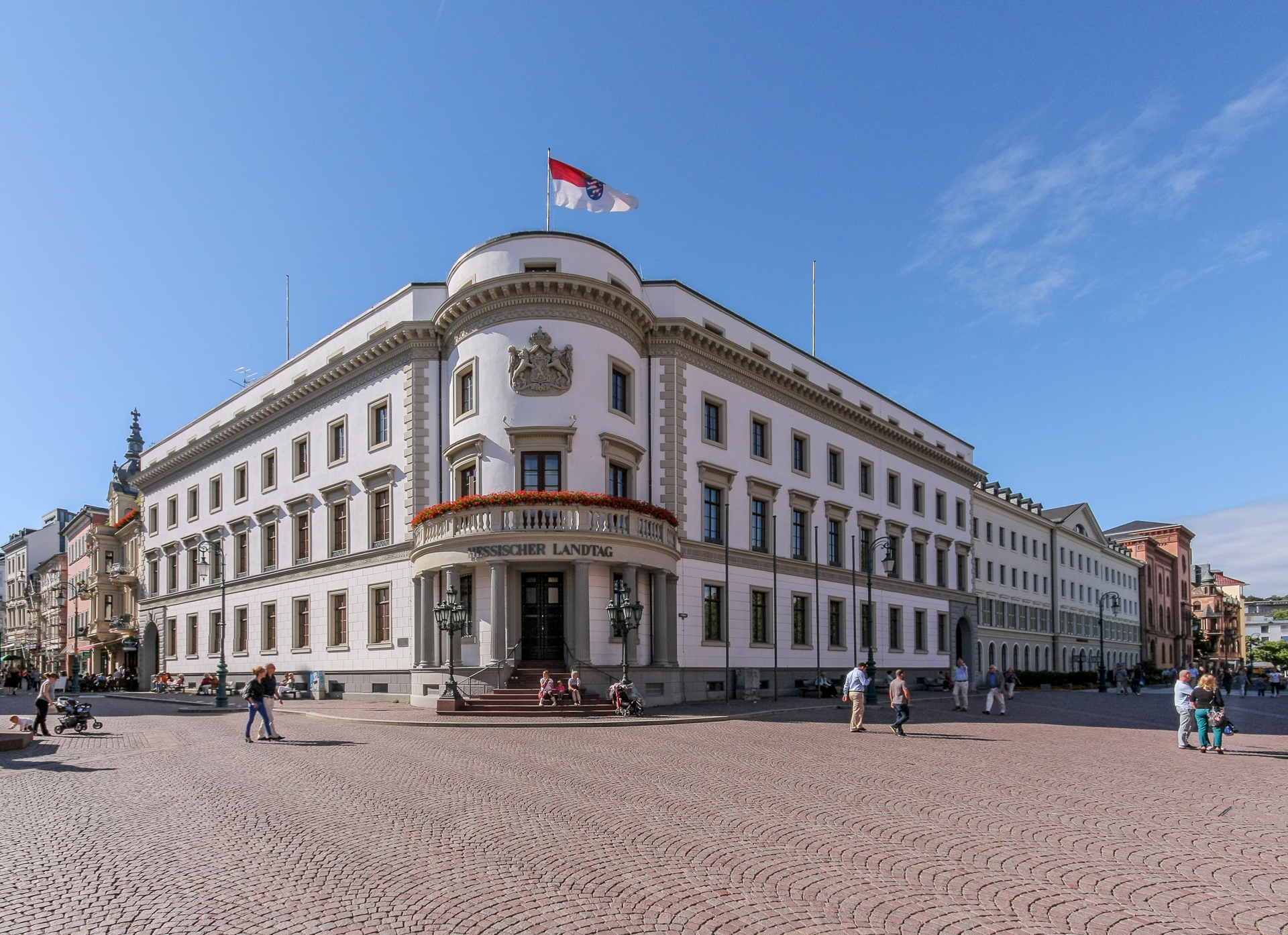
Stadtschloss
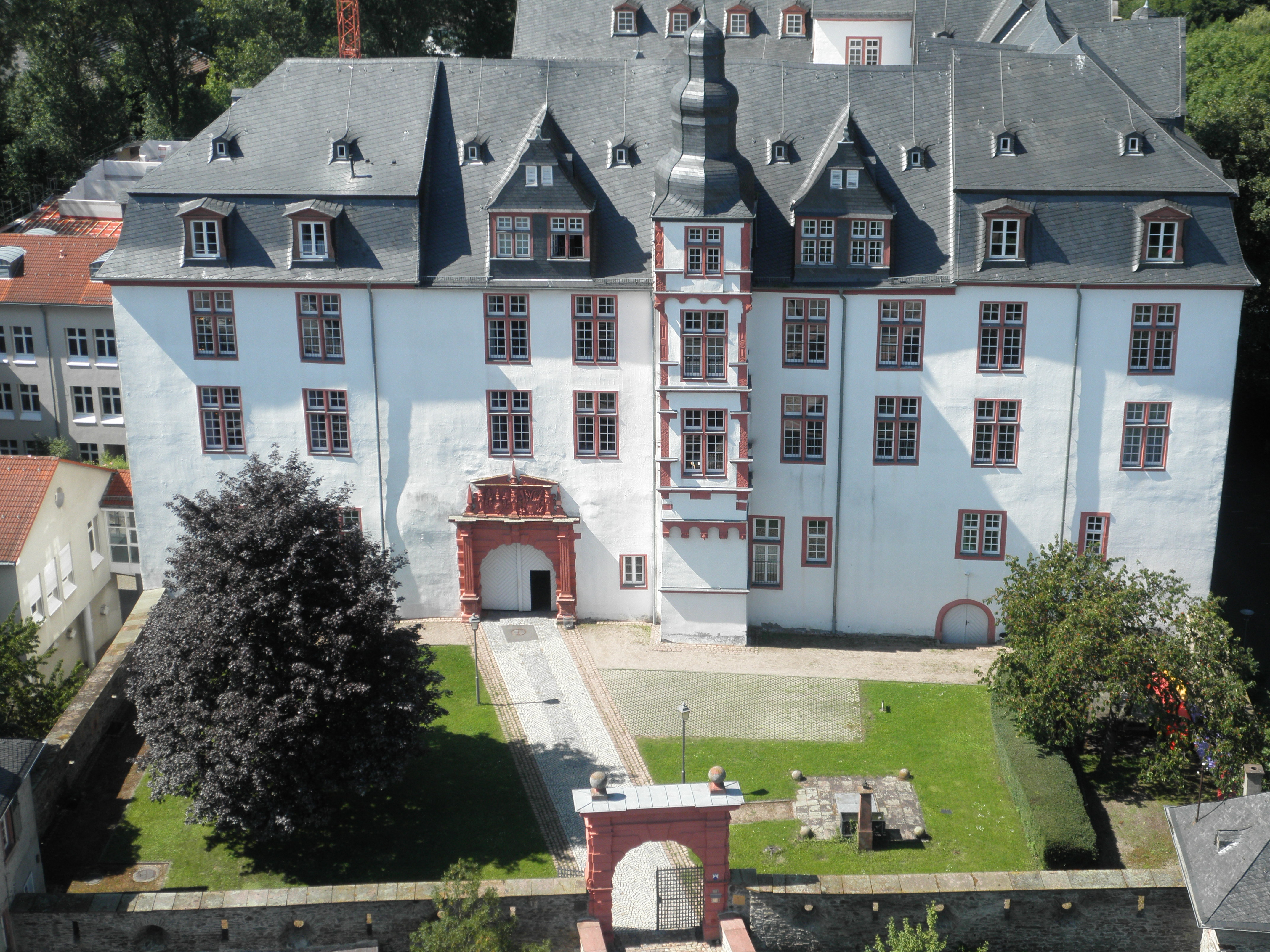
Castelo de Idstein

### Condes de Nassau-Saarbrücken (1429–1797)
- 1429–1472: João II
- 1472–1545: João Luís I
- 1545–1554: Filipe II
- 1554–1574: João III
- 1574–1602: Filipe IV, como Filipe III de Nassau-Saarbrücken
- 1602–1625: Luís II, Conde de Nassau-Saarbrücken e Ottweiler
- 1629–1640: Guilherme Luís, Conde de Nassau-Saarbrücken e Ottweiler
- 1640–1642: Crato
- 1642–1659: João Luís II, Conde de Nassau-Saarbrücken e (1659–80) em Ottweiler, Jungenheim e Wöllstein
- 1659–1677: Gustavo Adoldo
- 1677–1713: Luís Crato
- 1713–1723: Carlos Luís
- 1723–1728: Frederico Luís
- 1728–1735: Carlos
- 1735–1768: Guilherme Henrique, primeiro Príncipe de Nassau-Saarbrücken
- 1768–1794: Luís
- 1794–1797: Henrique Luís

Após a morte de Henrique Luís, Nassau-Saarbrücken ficou com Carlos Guilherme de Nassau-Usingen

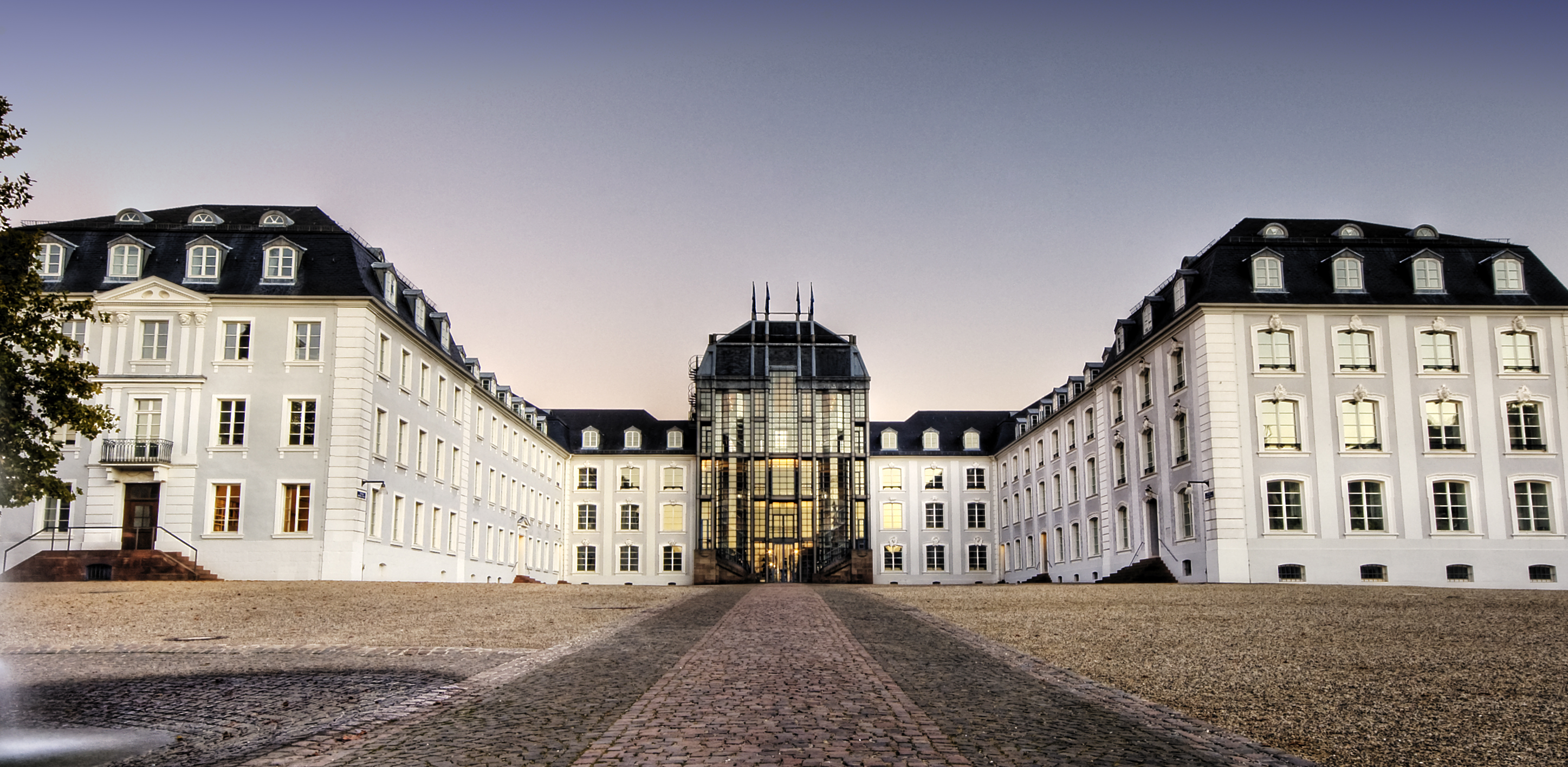
Castelo de Saarbrücken

### Príncipes de Nassau-Usingen (1659–1816)
- 1659–1702: Walrad, elevado à Príncipe
- 1702–1718: Guilherme Henrique
- 1718–1775: Carlos
- 1775–1803: Carlos Guilherme
- 1803–1816: Frederico Augusto

Em 1816, Nassau-Usingen foi unido com Nassau-Weilburg para formar o Ducado de Nassau.  Veja "Duques de Nassau" acima.

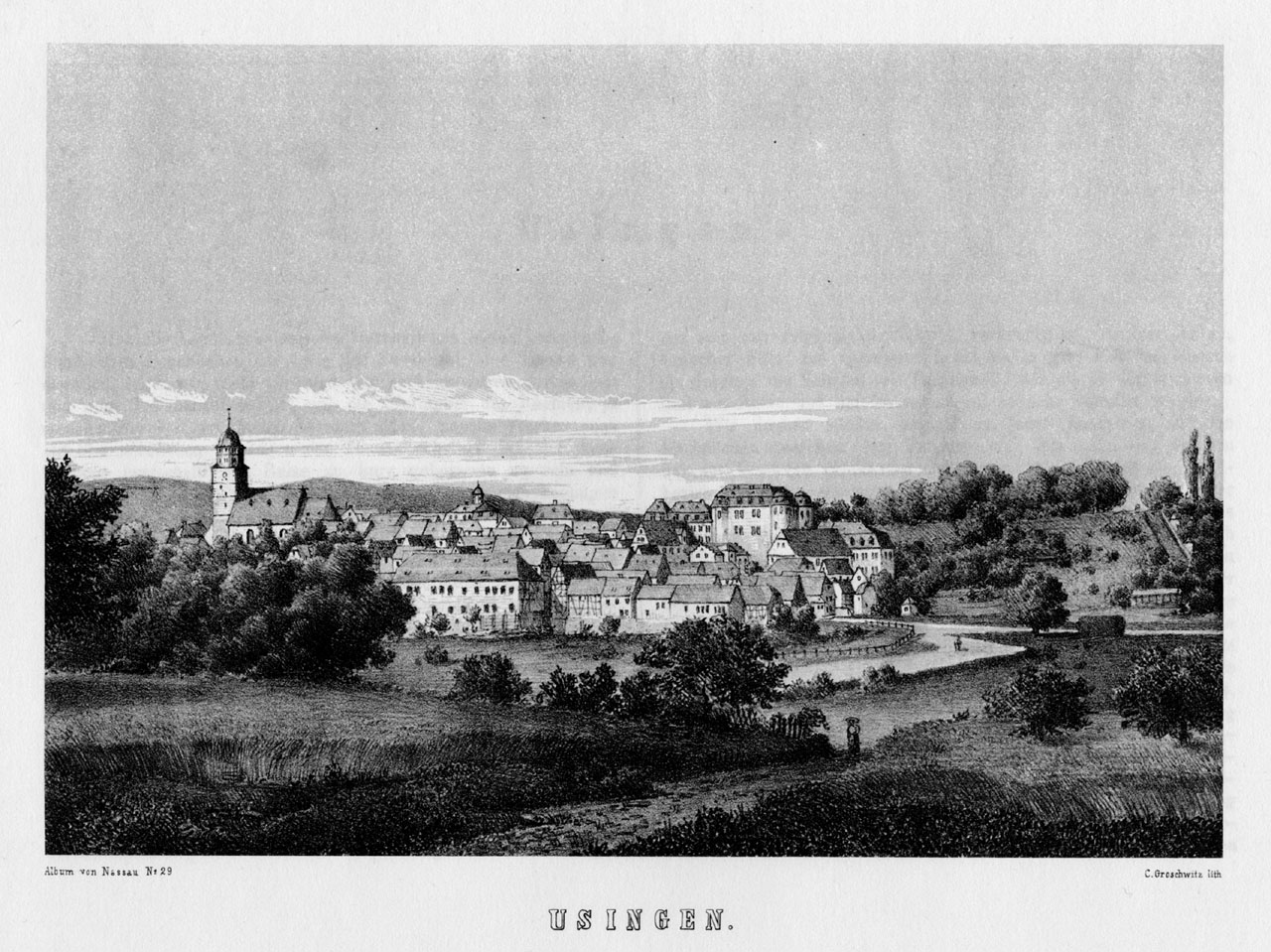
Castelo de Usingen

## O ramo Otoniano

Armas e crista do ramo Otoniano (desde o século XIII)

- 1255–1290: Oto I, Conde de Nassau em Siegen, Dillenburg, Beilstein e Ginsberg
- 1290–1303: Comando conjunto de Henrique, João e Emico I, filhos de Oto I

Em 1303, os filhos de Oto dividiram as possessões do ramo Otoniano. Henrique recebeu Nassau-Siegen, João recebeu Nassau-Dillenburg e Emico I recebeu Nassau-Hadamar. Após a morte de João, Nassau-Dillenburg ficou para Henrique.

### Condes de Nassau-Dillenburg
- 1303–1328: João em Dillenburg, Beilstein e Herborn, e (em 1320) em Katzenelnbogen
- 1328–1343: Henrique, desde 1303 em Siegen, Ginsberg, Haiger e Westerwald, e desde 1328 em Dillenburg, Herborn e Beilstein
- 1343–1350: Oto II
- 1350–1416: João I
- Tetrarquia
  - 1416–1420: Adolfo
  - 1420–1429: João III
  - 1420–1442: Engelbert I
  - 1420–1443: João II
- 1442–1451: Henrique II
- 1448–1475: João IV
- 1475–1504: Engelbert II
- 1504–1516: João V
- 1516–1538: Henrique III
- 1538–1559: Guilherme I
- 1559–1606: João VI
- 1606–1620: Guilherme Luís
- 1620–1623: Jorge
- 1623–1662: Luís Henrique, Príncipe de Nassau-Dillenburg a partir de 1654
- 1662–1701: Henrique
- 1701–1724: Guilherme II
- 1724–1739: Cristiano

Em 1739, Nassau-Dillenburg junta-se com Nassau-Dietz, agora conhecido como Orange-Nassau.

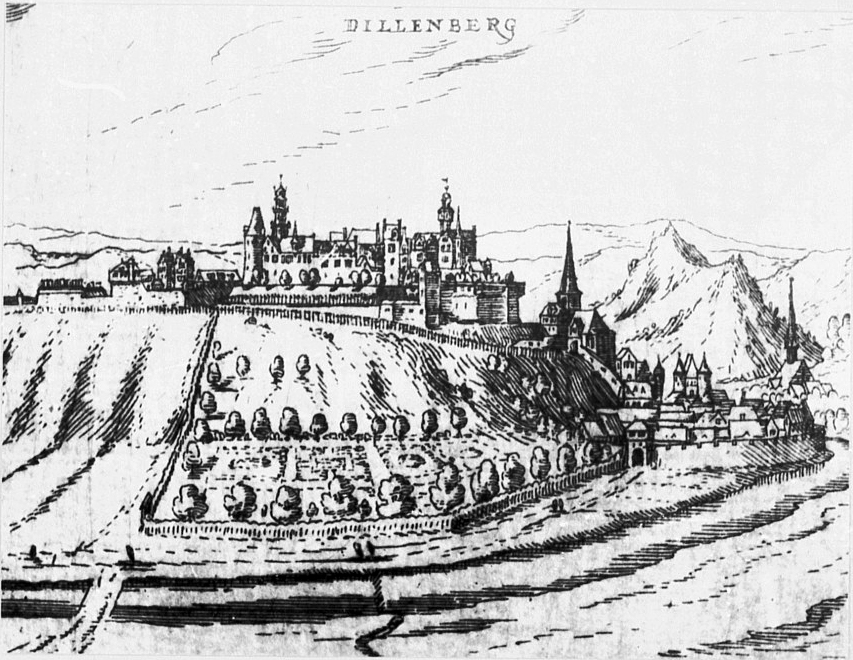
Castelo de Dillenburg
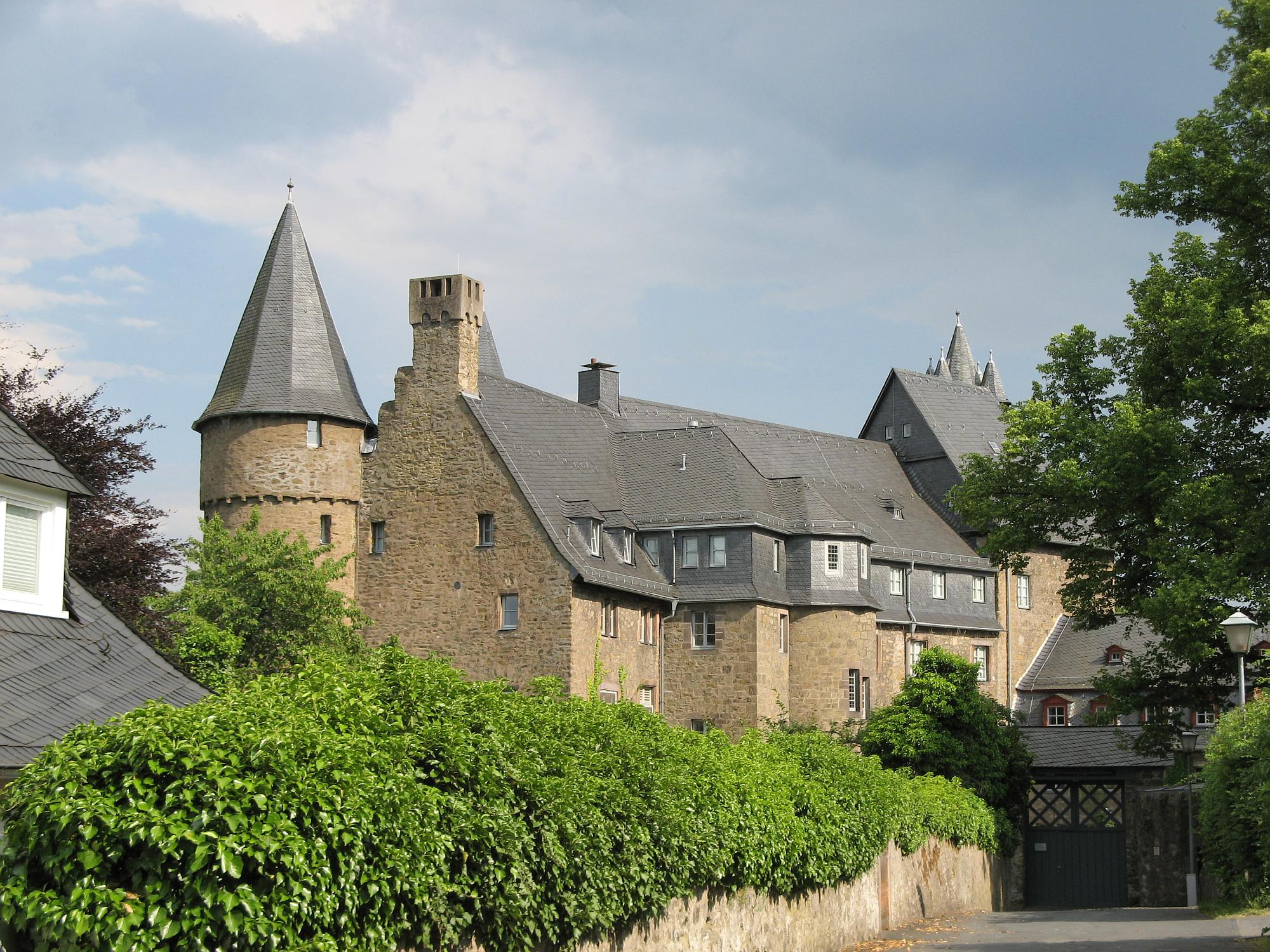
Castelo de Herborn

#### Condes de Nassau-Beilstein
Em 1343, Nassau-Beilstein foi dividido a partir de Nassau-Dillenburg.
- 1343–1388: Henrique I
- 1388–1410: Henrique II, junto com seu irmão Reinaldo
- 1388–1412: Reinaldo
- 1412–1473: João I, junto com seu irmão Henrique III
- 1412–1477: Henrique III
- 1473–1499: Henrique IV
- 1499–1513: João II
- 1513–1561: João III, junto com seu irmão Henrique V
- 1513–1525: Henrique V

Após a morte de João III, Nassau-Beilstein foi juntado a Nassau-Dillenburg. Ele foi dividido novamente em 1607 po Jorge, que herdou o resto de Nassau-Dillenburg em 1620.

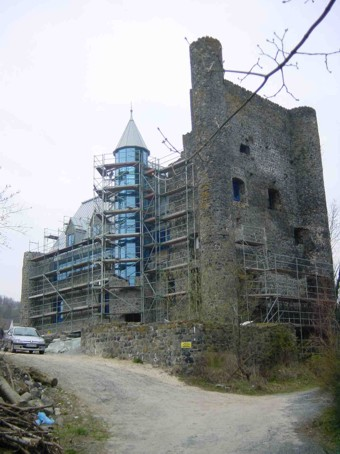
Castelo de Beilstein

### Condes e Príncipes de Nassau-Hadamar
- 1303–1334: Emico I, Conde em Driedorf, Esterau e Hadamar, casou com Ana de Nuremberg
- 1334–1364: João, casou com Isabel de Waldeck
- 1334–1359: Emico II, filho de Emico I, casado com Ana de Dietz
- 1364–1369: Henrique, filho de João, Conde de Nassau-Hadamar
- 1369–1394: Emico III, filho de João

Após a morte de Emico III, Nassau-Hadamar volta para Nassau-Dillenburg.
Em 1620, a linha mais jovem de Nassau-Hadamar foi dividido a partir de Nassau-Dillenburg.
- 1620–1653: João Luís, filho de João VI de Nassau-Dillenburg, príncipe a partir de 1650
- 1653–1679: Maurício Henrique, filho de João Luís.
- 1679–1711: Francisco Alexandre, filho de Maurício Henrique.

Em 1711, Nassau-Hadamar foi dividido entre Nassau-Dietz, Nassau-Dillenburg, e Nassau-Siegen.

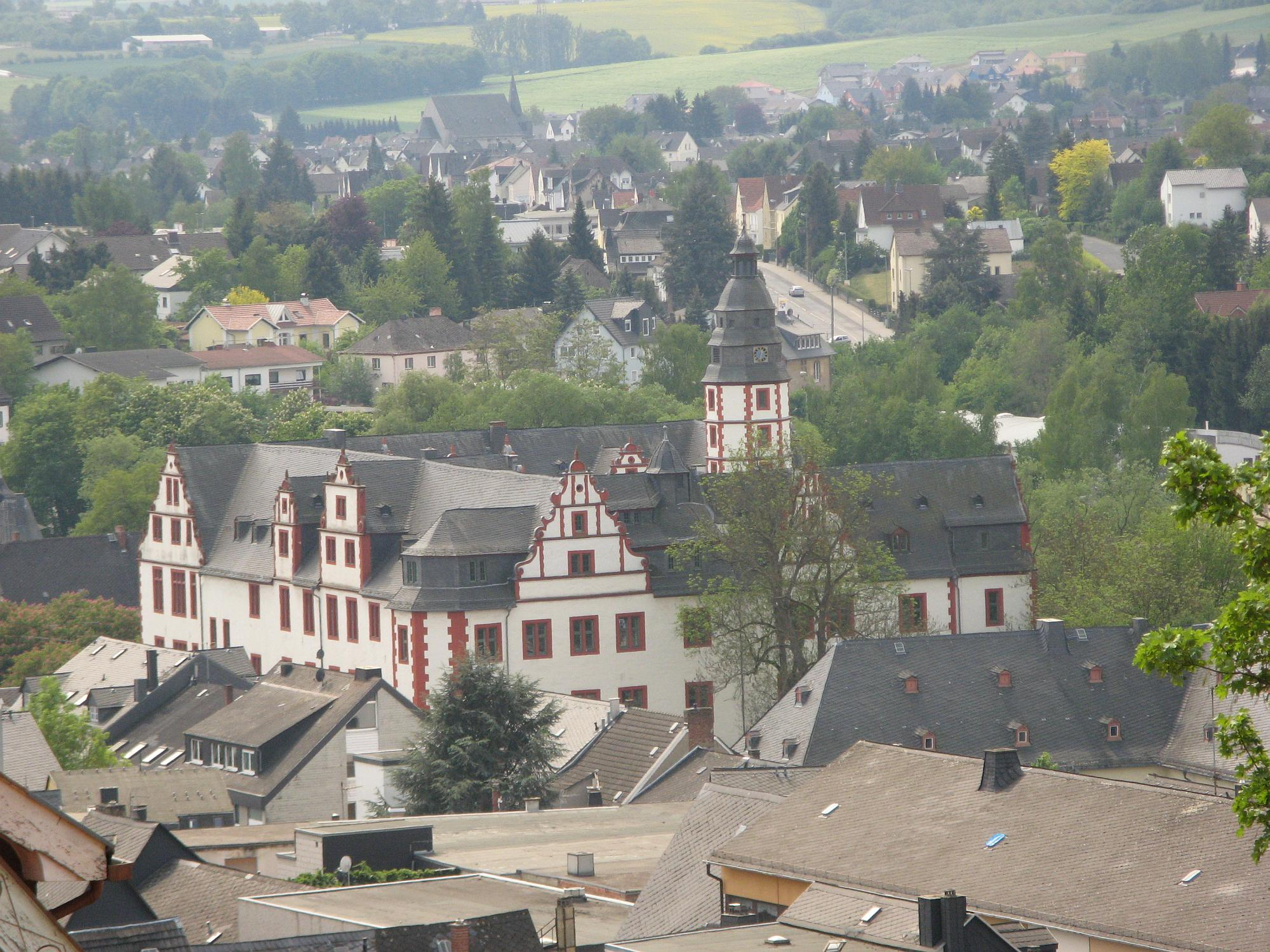
Castelo de Hadamar

### Nassau-Siegen
O ramo de Nassau-Siegen foi uma linha colateral da Casa de Nassau e sediada em Siegen. O primeiro conde de Nassau em Siegen foi o conde Henrique, Conde de Nassau em Siegen (m. 1343), o filho mais velho do conde Oto I de Nassau. Seu filho Oto II de Nassau comandou a partir de Dillenburg.
- 1303–1343: Henrique, Conde de Nassau em Siegen, Ginsberg, Haiger e Westerwald, e (1328–1343) em Dillenburg, Herborn e Beilstein

Em 1328, João de Nassau-Dillenburg morreu solteiro e sem filhos, e Dillenburg ficou para Henrique de Nassau-Siegen. Para condes de Nassau-Siegen entre 1343 e 1606, veja "Condes de Nassau-Dillenburg" acima.
Em 1606, a linha mais jovem de Nassau-Siegen foi dividido a partir da Casa de Nassau-Dillenburg. Após a linha principal da casa ser extinta em 1734, Carlos VI, Sacro Imperador Romano-Germânico transferiu o condado para a Casa de Orange-Nassau.

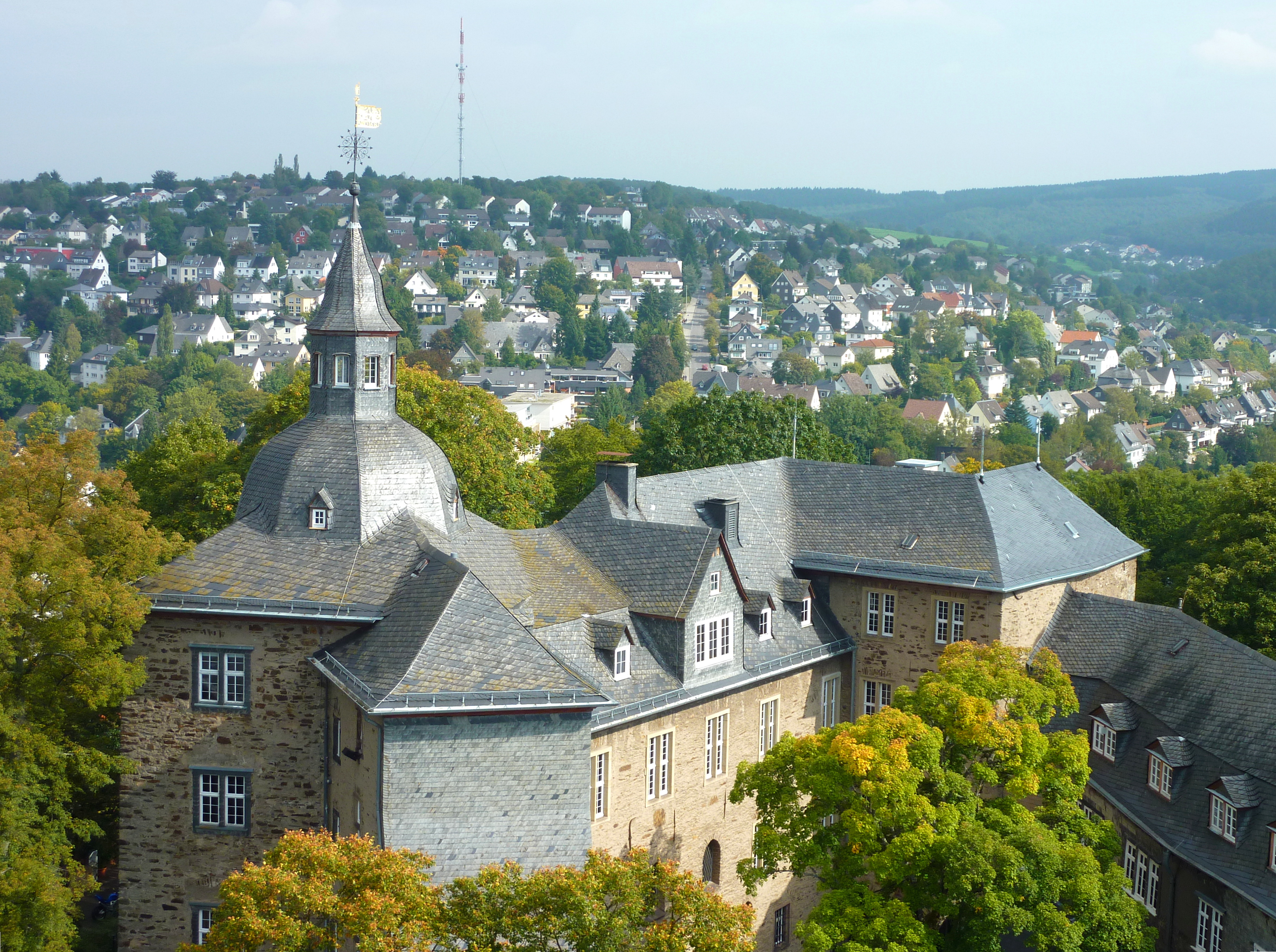
Siegen

#### Condes e Príncipes de Nassau-Siegen
- 1606–1623 João I
- 1623–1638 João II
- 1638–1674 Jorge Frederico
- 1674–1679 João Maurício
- 1679–1691 Guilherme Maurício

Gozdzki - de Nassau Palace em Varsóvia que pertencia à rica Karolina Gozdzka (1747–1807) e seu marido Carlos Henrique de Nassau-Siegen (1745–1808).

- 1691–1699 João Francisco Desiderato
- 1699–1707 Guilherme Jacinto
- 1707–1722 Frederico Guilherme Adolfo
- 1722–1734 Frederico Guilherme II

Em 1734, Nassau-Siegen passa para Nassau-Dietz, atualmente Orange-Nassau.

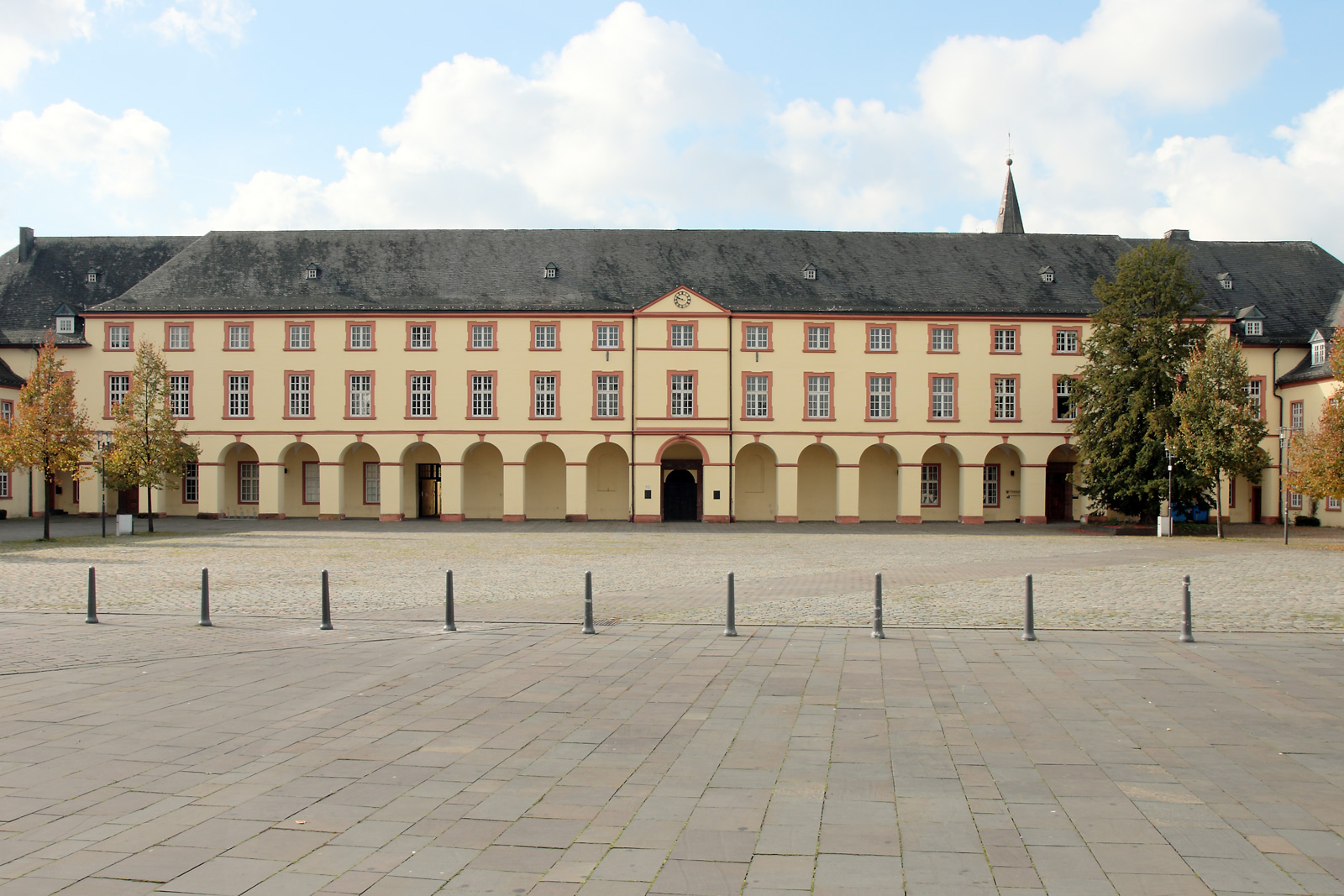
Siegen

### Condes e Príncipes de Nassau-Dietz
- 1606–1632: Ernesto Casimiro
- 1632–1640: Henrique Casimiro I

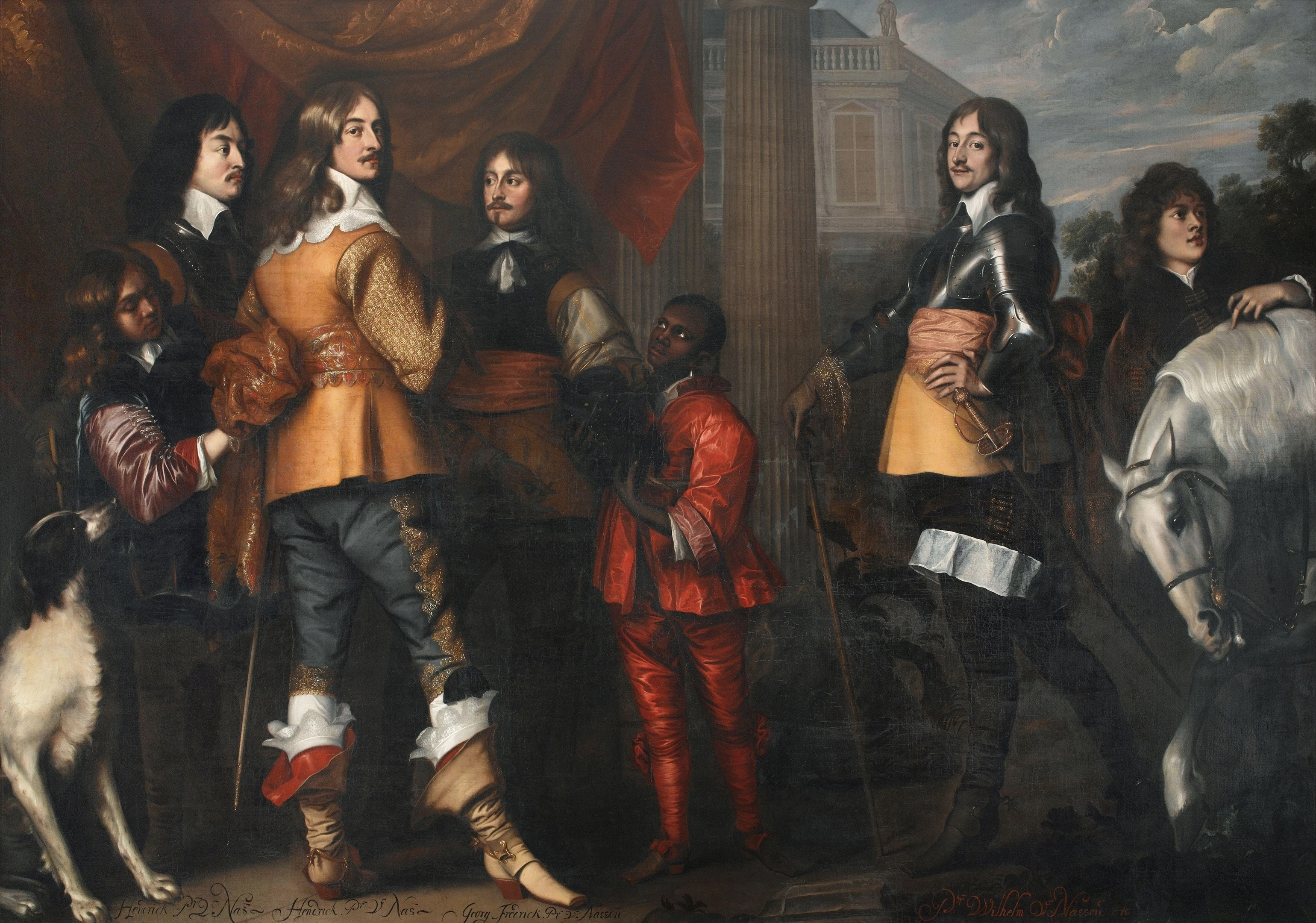
Príncipes da Casa de Nassau-Dietz com o Stadhouderlijk Hof de Paleis em Leeuwaarden, H.Príncipe de Nassau, Henrique Casimiro, Príncipe de Nassau, Jorge, Príncipe de Nassau e Guilherme Frederico, Príncipe de Nassau-Dietz

- 1640–1664: Guilherme Frederico, príncipe a partir de 1650
- 1664–1696: Henrique Casimiro II de Nassau-Dietz, Príncipe de Nassau-Dietz
- 1696–1711: João Guilherme Friso, Príncipe de Nassau-Dietz (após 1702 também Príncipe de Orange)

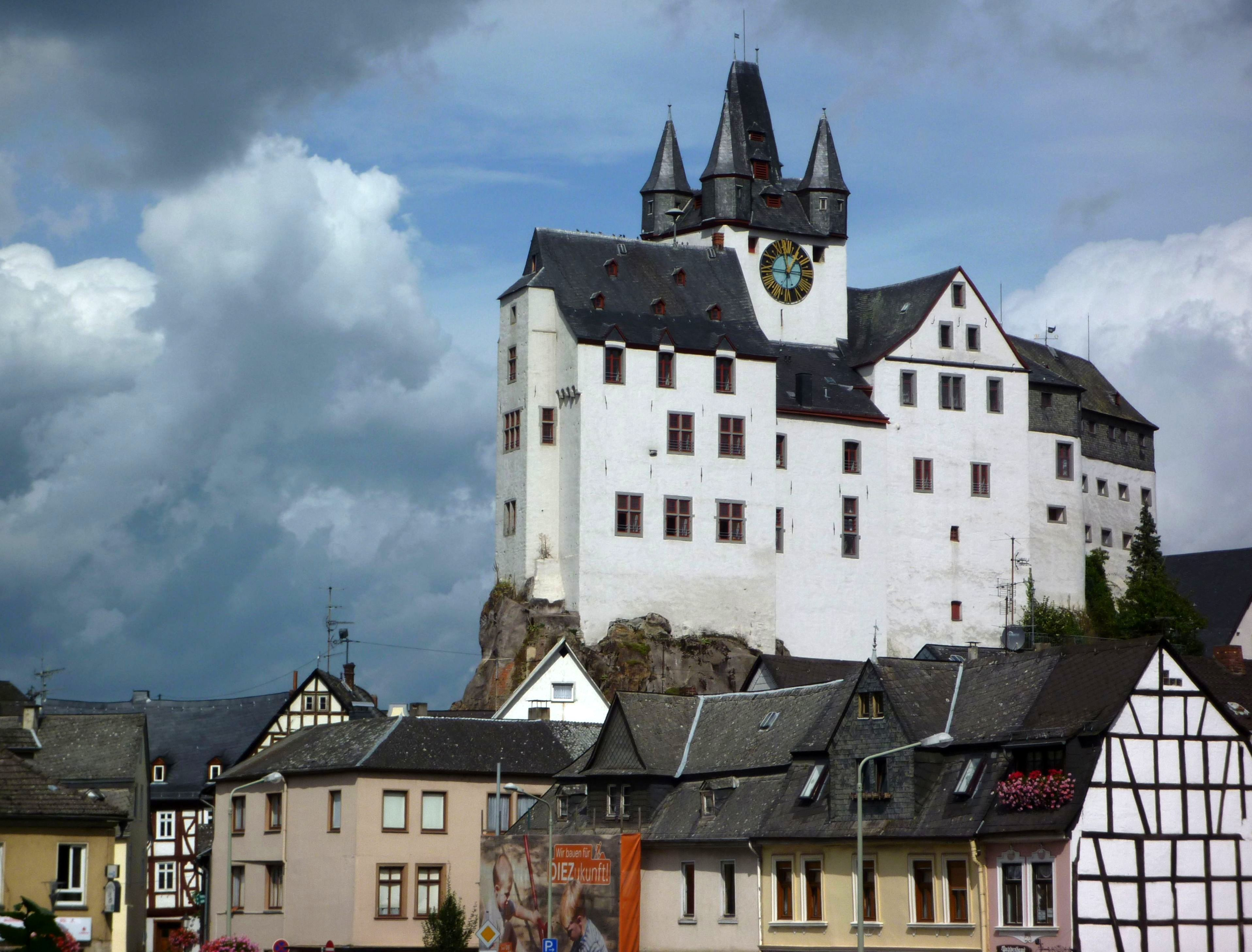
Castelo de Diez
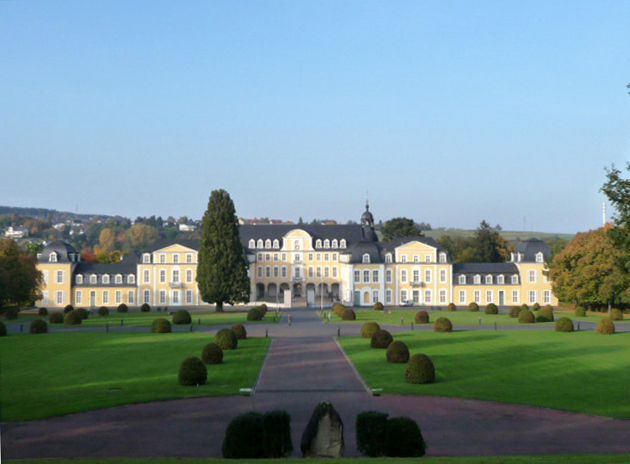
Castelo de Oranienstein, Diez

### Orange-Nassau
A Casa de Orange-Nassau decorre da Linha Otoniana. A ligação foi via Engelberto I, que ofereceu seus serviços ao Duque da Borgonha, casado com uma nobre holandesa e herdou terras nos Países Baixos, com a baronia de Breda como o coração de suas possessões neerlandesas.

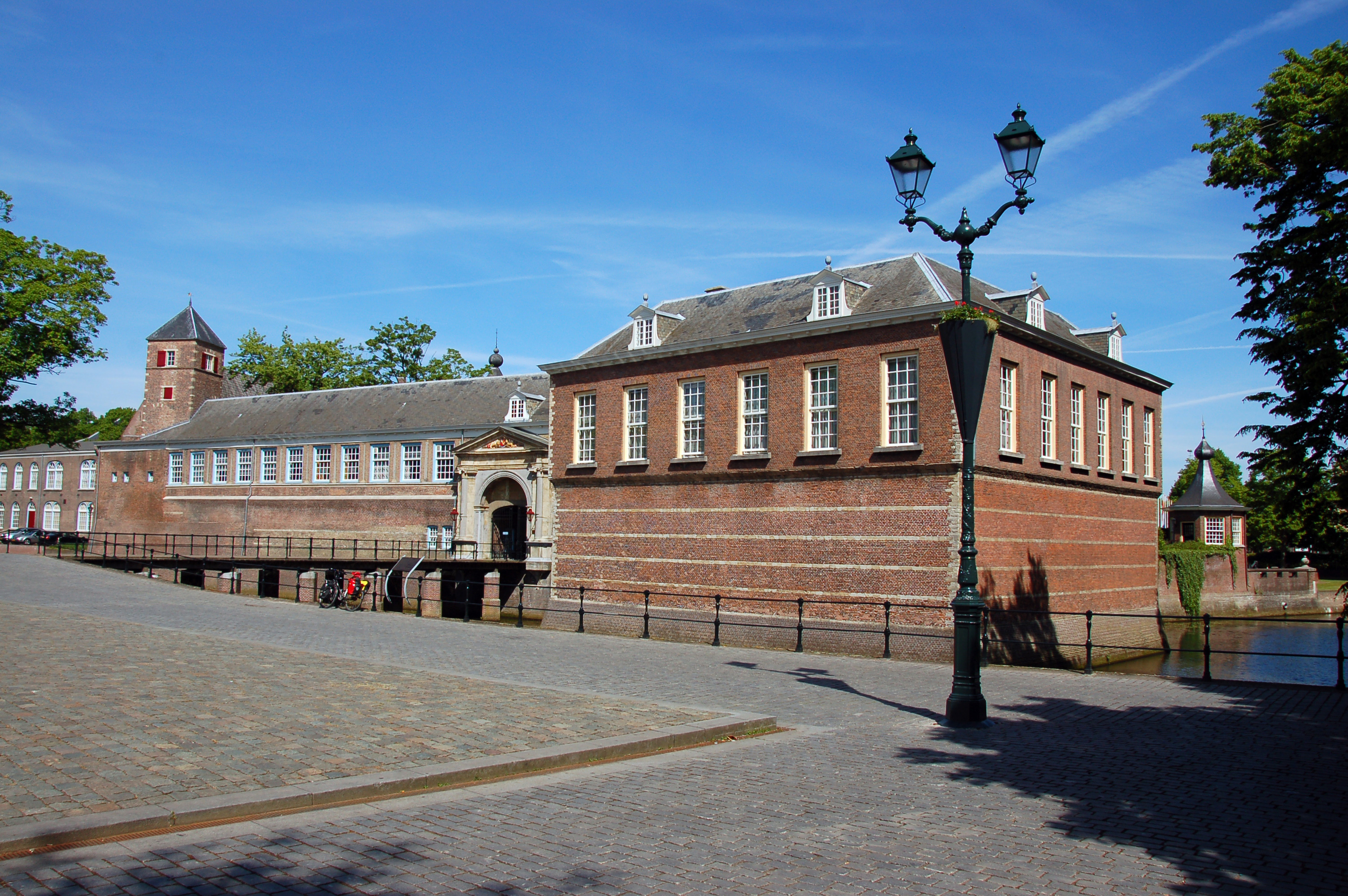
Casleto de Breda

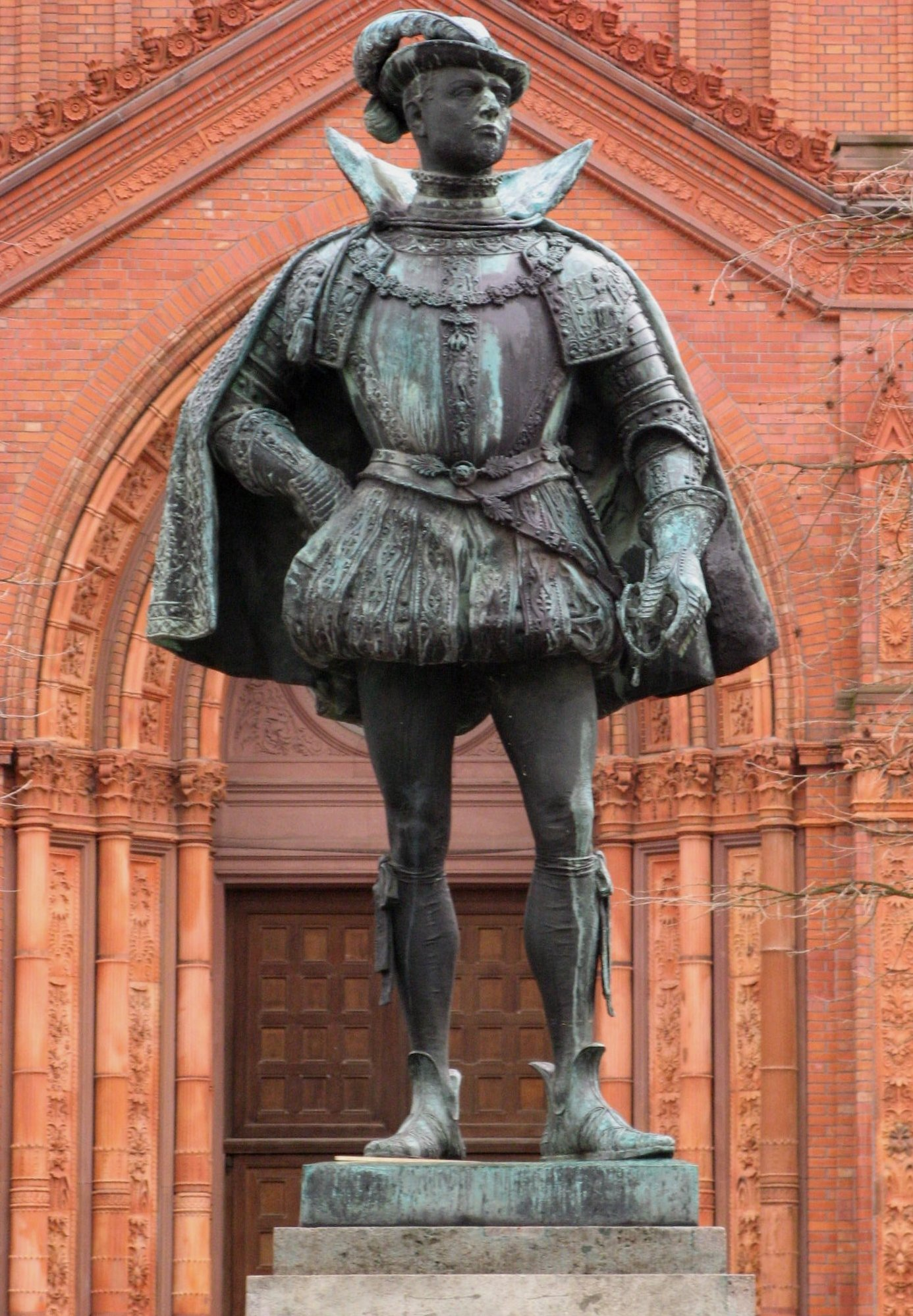
Guilherme I, "O Taciturno" (1545–1584), fundador dos Países Baixos, estátua em Wiesbaden

A importância dos Nassaus cresceu ao longo do século XV e XVI. Henrique III de Nassau-Breda foi apontado como stadtholder da Holanda, Zelândia e de Utrecht pelo Imperador Carlos V no começo do século XVI. Henrique foi sucedido por seu filho, René de Châlon-Orange em 1538, que foi, como se pode deduzir do seu nome, um Príncipe de Orange. Quando René morreu prematuramente no campo de batalha em 1544 suas possessões e seu título principesco passaram para seu primo, Guilherme, "O Taciturno", um conde de Nassau-Dillenburg. Ao deixar cair o nome sufixo "Dillenburg" (de Orange-Nassau-Dillenburg), a partir de então os membros da família se chamavam "Orange-Nassau." 
Com a morte de Guilherme III, a linha masculina direta legítima de Guilherme, "O Taciturno" extinguiu-se e, assim, a primeira Casa de Orange-Nassau. João Guilherme Friso, o descendente agnático sênior do irmão Guilherme, "O Taciturno" e um descendente cognático de Frederico Henrique, avô de Guilherme III, herdou o título de príncipe e todos os bens nos Países Baixos e Alemanha, mas não o Principado de Orange. O principado foi cedido para a França sob o Tratado de Utrecht que terminava a guerra com o rei Luís XIV. João Guilherme Friso, que também era Príncipe de Nassau-Dietz, fundou assim a segunda Casa de Orange-Nassau (o nome do sufixo "Dietz" caiu do nome combinado Orange-Nassau-Dietz).
Após a reorganização pós-napoleônica da Europa, o chefe da Casa de Orange-Nassau ganhou o título de "Rei / Rainha dos Países Baixos".

#### Príncipes de Orange

##### Casa de Orange-Nassau(-Dillenburg), primeira criação
- 1544–1584: Guilherme I, "O Taciturno", também Conde de Katzenelnbogen, Vianden, Dietz, Buren de Leerdam e Senhor de IJsselstein
- 1584–1618: Filipe Guilherme, também conde de Nassau-Dillenburg, de Vianden, Buren e Leerdam e Senhor de IJsselstein
- 1618–1625: Maurício, também conde de Nassau-Dillenburg, conde de Vianden, Buren e Leerdam e Senhor de IJsselstein
- 1625–1647: Frederico Henrique, também conde de Nassau-Dillenburg, conde de Vianden, Buren e Leerdam e Senhor de IJsselstein
- 1647–1650: Guilherme II, também conde de Nassau-Dillenburg, conde de Vianden, Buren e Leerdam e Senhor de IJsselstein
- 1650–1702: Guilherme III, também conde de Nassau-Dillenburg, conde de Vianden, Buren e Leerdam e Senhor de IJsselstein, e (depois de 1689) Rei da Inglaterra, Escócia e Irlanda.

Em 1702, a linha Orange-Nassau-Dillenburg morre e suas possessões passam para a linha Nassau-Dietz.

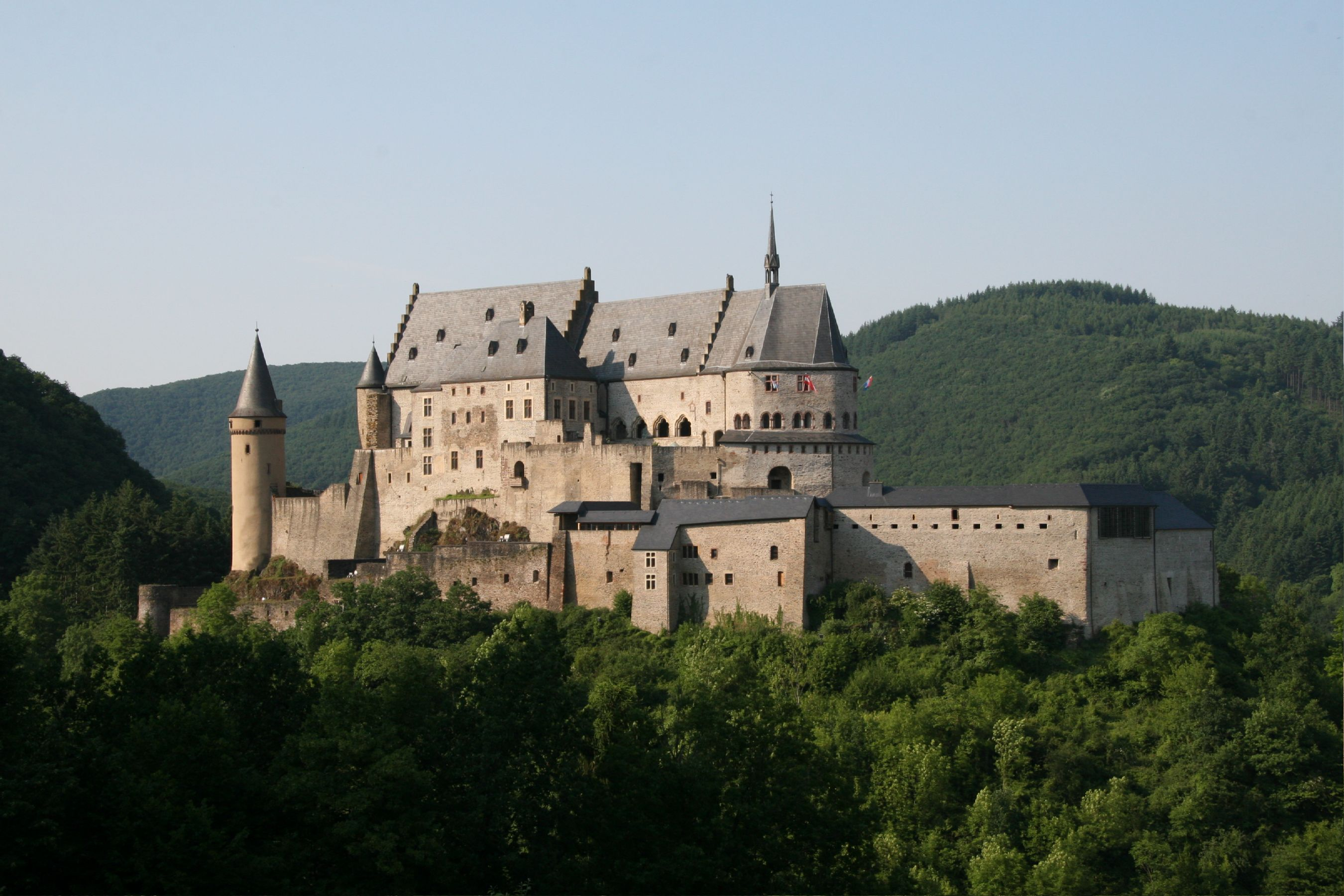
Castelo de Vianden, Luxemburgo

##### Casa de Orange-Nassau(-Dietz), segunda criação
- 1702–1711: João Guilherme Friso, também príncipe de Nassau-Dietz, conde de Vianden, Buren e Leerdam e Senhor de IJsselstein
- 1711–1751: Guilherme IV, também príncipe de Nassau-Dietz, conde de Vianden, Buren e Leerdam e Senhor de IJsselstein
- 1751–1806: Guilherme V, também príncipe de Nassau-Dietz, conde de Vianden, Buren e Leerdam e Senhor de IJsselstein
- 1806–1815: Guilherme VI, também príncipe de Fulda e conde de Corvey, Weingarten e Dortmund; em 1815 torna-se rei Guilherme I dos Países Baixos

Royal Coat of Arms of the Netherlands

#### Reis e rainhas dos Países Baixos (pela Casa de Orange-Nassau-Dietz)
- 1815–1840: Guilherme I, também Duque e Grão-duque de Luxemburgo e duque de Limburgo
- 1840–1849: Guilherme II, também Grão-duque de Luxemburgo e duque de Limburgo
- 1849–1890: Guilherme III, também Grão-duque de Luxemburgo e duque de Limburgo
- 1890–1948: Guilhermina

Segundo as leis germânicas, a Casa de Orange-Nassau(-Dietz) foi extinta desde a morte de Guilhermina (1962). As leis e a nação neerlandesas não a consideram extintas.
- 1948–1980: Juliana
- 1980–2013: Beatriz
- 2013-presente: Guilherme Alexandre

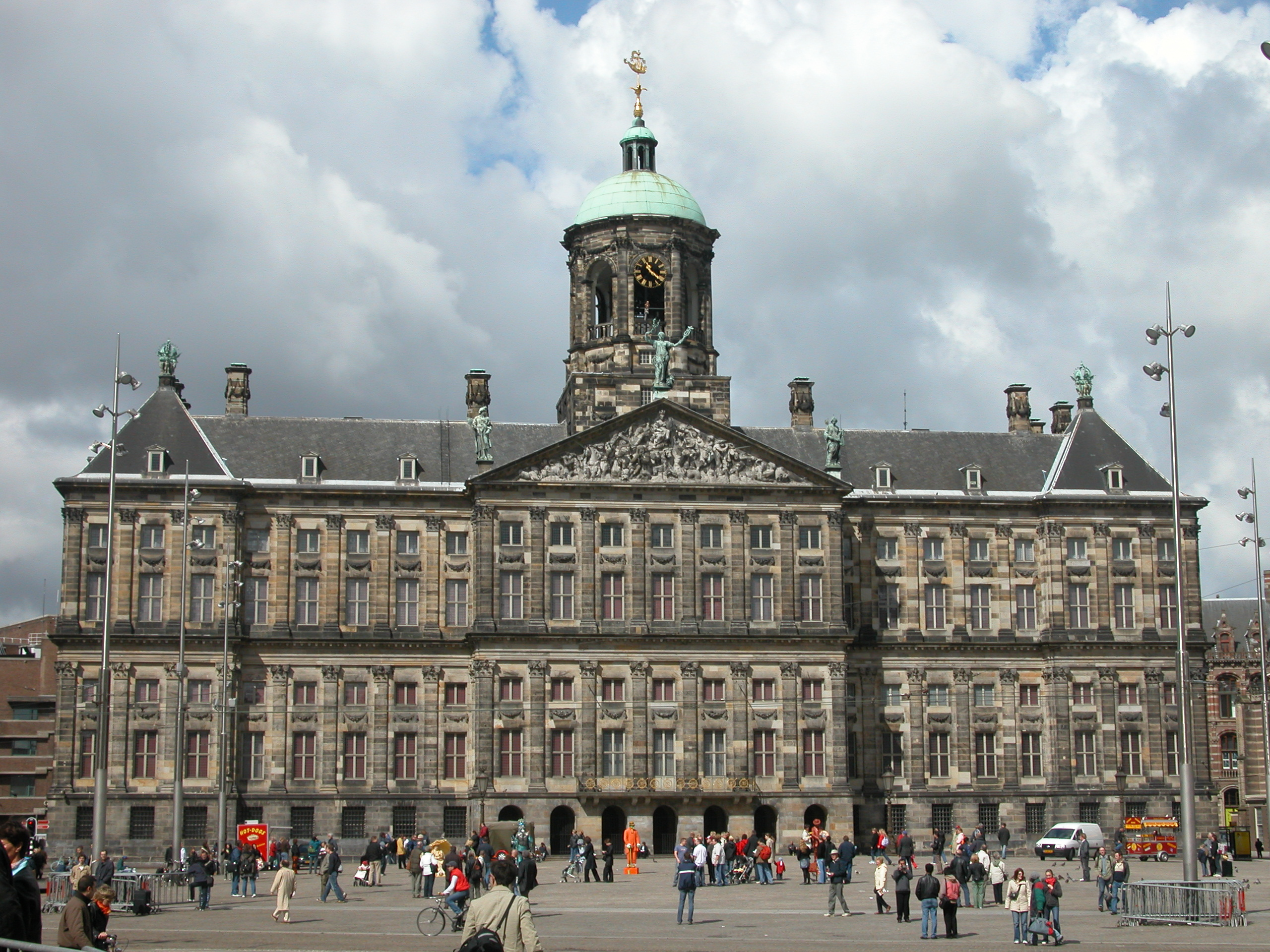
Palácio Real de Amesterdão
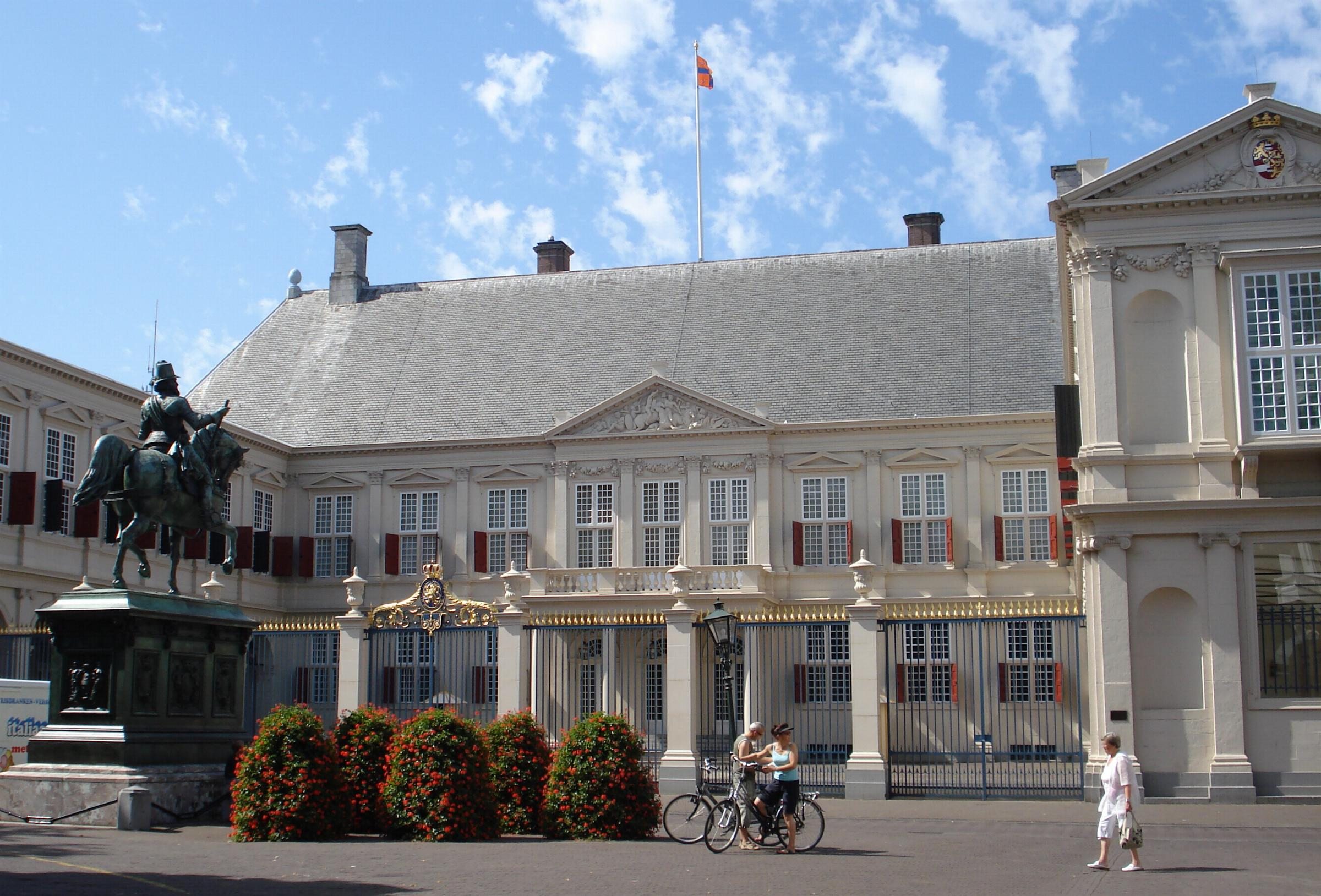
Palácio Noordeinde, Den Haag
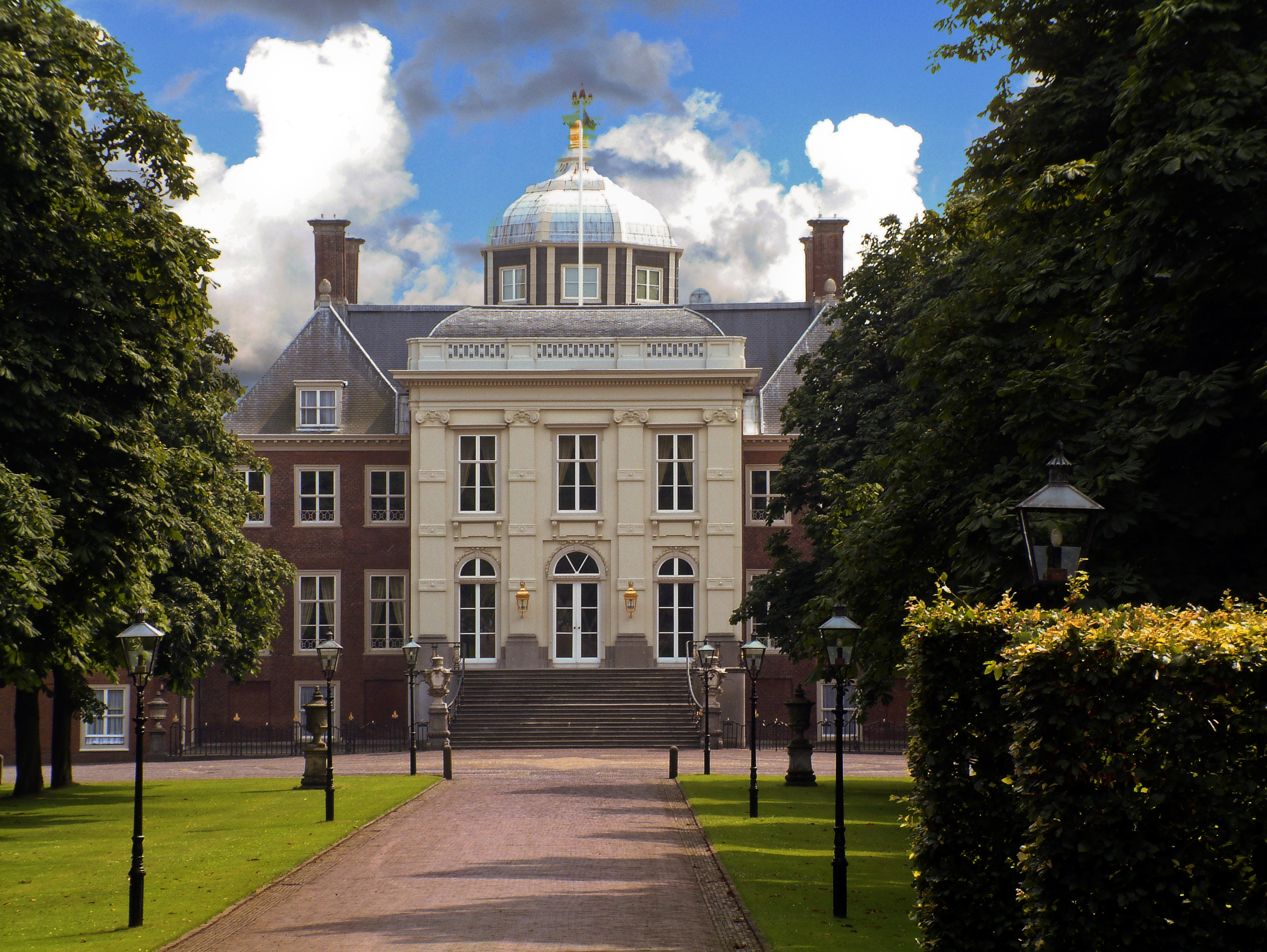
Palácio de Huis Ten Bosch, Den Haag
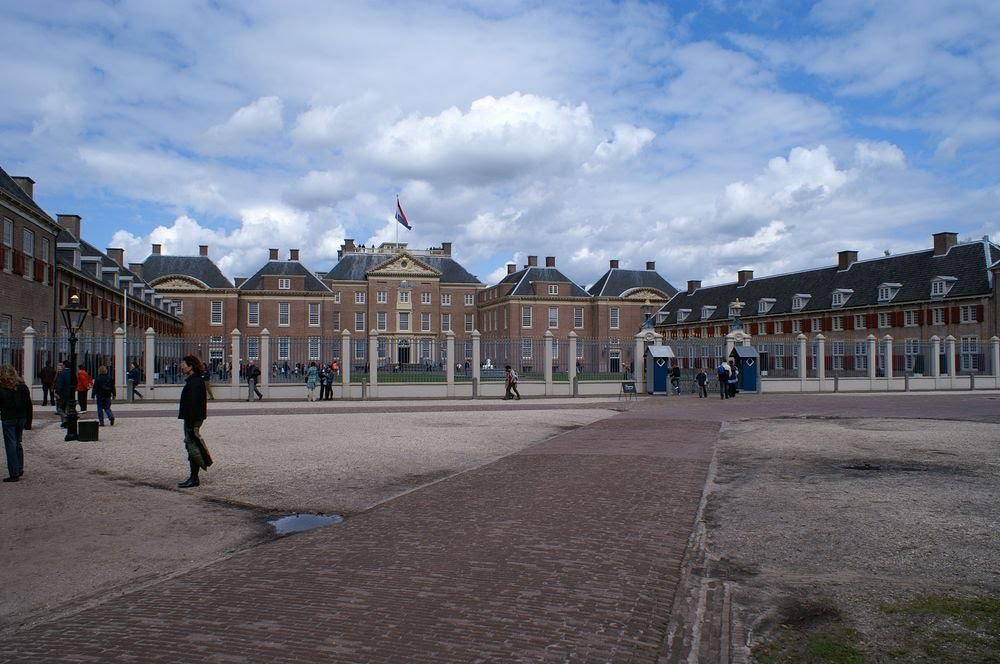
Het Loo

## Árvore genealógica
A seguinte árvore genealógica é compilada a partir da Wikipédia e a referência citada na nota
|                                                                   |                                                                   | | | | | | | | | Dudo-Henry de Laurenburg (Alemão: Dudo-Heinrich) (ca. 1060 – ca. 1123) foi conde de Laurenburg em 1093                                       | | | | | |                                                                                   |                                                                                   | | | | | | | | | | | | | | | | |                                                                                                   |                                                                                                   |                                                                                                   |                                                                                                   |                                                                                        |                                                                                        |                                                                                        |                                                                                        |                                                      |                                                      |                                                      |                                                      |                                                     |                                                     |  |  |  |  |  |  |  |  |  |  |  |  |  |  |  |  |  |  |  |  |  |  |  |  |  |  |  |  |
|                                                                   |                                                                   | | | | | | | | | | | | | | |                                                                                   |                                                                                   | | | | | | | | | | | | | | | | |                                                                                                   |                                                                                                   |                                                                                                   |                                                                                                   |                                                                                        |                                                                                        |                                                                                        |                                                                                        |                                                      |                                                      |                                                      |                                                      |                                                     |                                                     |  |  |  |  |  |  |  |  |  |  |  |  |  |  |  |  |  |  |  |  |  |  |  |  |  |  |  |  |
|                                                                   |                                                                   | | | | | | | | | | | | | | |                                                                                   |                                                                                   | | | | | | | | | | | | | | | | |                                                                                                   |                                                                                                   |                                                                                                   |                                                                                                   |                                                                                        |                                                                                        |                                                                                        |                                                                                        |                                                      |                                                      |                                                      |                                                      |                                                     |                                                     |  |  |  |  |  |  |  |  |  |  |  |  |  |  |  |  |  |  |  |  |  |  |  |  |  |  |  |  |
|                                                                   |                                                                   | | | | | | | | | | | | | | |                                                                                   |                                                                                   | | | | | | | | | | | | | | | | |                                                                                                   |                                                                                                   |                                                                                                   |                                                                                                   |                                                                                        |                                                                                        |                                                                                        |                                                                                        |                                                      |                                                      |                                                      |                                                      |                                                     |                                                     |  |  |  |  |  |  |  |  |  |  |  |  |  |  |  |  |  |  |  |  |  |  |  |  |  |  |  |  |
|                                                                   |                                                                   | | | | | Roberto I de Nassau (Alemão: Ruprecht) (ca. 1090 – ca. 1154) desde 1123 co-conde de Laurenburg depois titulou a si mesmo 1.º conde de Nassau | Roberto I de Nassau (Alemão: Ruprecht) (ca. 1090 – ca. 1154) desde 1123 co-conde de Laurenburg depois titulou a si mesmo 1.º conde de Nassau | Roberto I de Nassau (Alemão: Ruprecht) (ca. 1090 – ca. 1154) desde 1123 co-conde de Laurenburg depois titulou a si mesmo 1.º conde de Nassau | Roberto I de Nassau (Alemão: Ruprecht) (ca. 1090 – ca. 1154) desde 1123 co-conde de Laurenburg depois titulou a si mesmo 1.º conde de Nassau | Roberto I de Nassau (Alemão: Ruprecht) (ca. 1090 – ca. 1154) desde 1123 co-conde de Laurenburg depois titulou a si mesmo 1.º conde de Nassau | Roberto I de Nassau (Alemão: Ruprecht) (ca. 1090 – ca. 1154) desde 1123 co-conde de Laurenburg depois titulou a si mesmo 1.º conde de Nassau | | | | |                                                                                   |                                                                                   | | | Arnaldo I de Laurenburg (morreu ca. 1148)                                                                      | Arnaldo I de Laurenburg (morreu ca. 1148)                                                                      | Arnaldo I de Laurenburg (morreu ca. 1148)                                                                                    | Arnaldo I de Laurenburg (morreu ca. 1148)                                                                                    | Arnaldo I de Laurenburg (morreu ca. 1148)                                                                                    | Arnaldo I de Laurenburg (morreu ca. 1148)                                                                                    | | | | | | | | |                                                                                                   |                                                                                                   |                                                                                                   |                                                                                                   |                                                                                        |                                                                                        |                                                                                        |                                                                                        |                                                      |                                                      |                                                      |                                                      |                                                     |                                                     |  |  |  |  |  |  |  |  |  |  |  |  |  |  |  |  |  |  |  |  |  |  |  |  |  |  |  |  |
|                                                                   |                                                                   | | | | | Roberto I de Nassau (Alemão: Ruprecht) (ca. 1090 – ca. 1154) desde 1123 co-conde de Laurenburg depois titulou a si mesmo 1.º conde de Nassau | Roberto I de Nassau (Alemão: Ruprecht) (ca. 1090 – ca. 1154) desde 1123 co-conde de Laurenburg depois titulou a si mesmo 1.º conde de Nassau | Roberto I de Nassau (Alemão: Ruprecht) (ca. 1090 – ca. 1154) desde 1123 co-conde de Laurenburg depois titulou a si mesmo 1.º conde de Nassau | Roberto I de Nassau (Alemão: Ruprecht) (ca. 1090 – ca. 1154) desde 1123 co-conde de Laurenburg depois titulou a si mesmo 1.º conde de Nassau | Roberto I de Nassau (Alemão: Ruprecht) (ca. 1090 – ca. 1154) desde 1123 co-conde de Laurenburg depois titulou a si mesmo 1.º conde de Nassau | Roberto I de Nassau (Alemão: Ruprecht) (ca. 1090 – ca. 1154) desde 1123 co-conde de Laurenburg depois titulou a si mesmo 1.º conde de Nassau | | | | |                                                                                   |                                                                                   | | | Arnaldo I de Laurenburg (morreu ca. 1148)                                                                      | Arnaldo I de Laurenburg (morreu ca. 1148)                                                                      | Arnaldo I de Laurenburg (morreu ca. 1148)                                                                                    | Arnaldo I de Laurenburg (morreu ca. 1148)                                                                                    | Arnaldo I de Laurenburg (morreu ca. 1148)                                                                                    | Arnaldo I de Laurenburg (morreu ca. 1148)                                                                                    | | | | | | | | |                                                                                                   |                                                                                                   |                                                                                                   |                                                                                                   |                                                                                        |                                                                                        |                                                                                        |                                                                                        |                                                      |                                                      |                                                      |                                                      |                                                     |                                                     |  |  |  |  |  |  |  |  |  |  |  |  |  |  |  |  |  |  |  |  |  |  |  |  |  |  |  |  |
|                                                                   |                                                                   | | | | | | | | | | | | | | |                                                                                   |                                                                                   | | | | | | | | | | | | | | | | |                                                                                                   |                                                                                                   |                                                                                                   |                                                                                                   |                                                                                        |                                                                                        |                                                                                        |                                                                                        |                                                      |                                                      |                                                      |                                                      |                                                     |                                                     |  |  |  |  |  |  |  |  |  |  |  |  |  |  |  |  |  |  |  |  |  |  |  |  |  |  |  |  |
|                                                                   |                                                                   | Roberto II (Alemão: Ruprecht) conde de Laurenburg (1154-1158)(morreu ca. 1159)                               | Roberto II (Alemão: Ruprecht) conde de Laurenburg (1154-1158)(morreu ca. 1159)                               | Roberto II (Alemão: Ruprecht) conde de Laurenburg (1154-1158)(morreu ca. 1159)                               | Roberto II (Alemão: Ruprecht) conde de Laurenburg (1154-1158)(morreu ca. 1159)                               | Roberto II (Alemão: Ruprecht) conde de Laurenburg (1154-1158)(morreu ca. 1159)                                                               | Roberto II (Alemão: Ruprecht) conde de Laurenburg (1154-1158)(morreu ca. 1159)                                                               | | | Walram I de Nassau (Francês: Valéran) (ca. 1146–1198) foi o 1.º (título legal) conde de Nassau (1154-1198)                                   | Walram I de Nassau (Francês: Valéran) (ca. 1146–1198) foi o 1.º (título legal) conde de Nassau (1154-1198)                                   | Walram I de Nassau (Francês: Valéran) (ca. 1146–1198) foi o 1.º (título legal) conde de Nassau (1154-1198) | Walram I de Nassau (Francês: Valéran) (ca. 1146–1198) foi o 1.º (título legal) conde de Nassau (1154-1198) | Walram I de Nassau (Francês: Valéran) (ca. 1146–1198) foi o 1.º (título legal) conde de Nassau (1154-1198) | Walram I de Nassau (Francês: Valéran) (ca. 1146–1198) foi o 1.º (título legal) conde de Nassau (1154-1198) |                                                                                   |                                                                                   | Henry (Heinrich) I co-conde of Nassau (1160 - 1167)                                                            | Henry (Heinrich) I co-conde of Nassau (1160 - 1167)                                                            | Henry (Heinrich) I co-conde of Nassau (1160 - 1167)                                                            | Henry (Heinrich) I co-conde of Nassau (1160 - 1167)                                                            | Henry (Heinrich) I co-conde of Nassau (1160 - 1167)                                                                          | Henry (Heinrich) I co-conde of Nassau (1160 - 1167)                                                                          | | | | | Roberto III, o Belicoso Alemão: Ruprecht der Streitbare (morreu em 1191) co-conde de Nassau (1160-1191) | Roberto III, o Belicoso Alemão: Ruprecht der Streitbare (morreu em 1191) co-conde de Nassau (1160-1191) | Roberto III, o Belicoso Alemão: Ruprecht der Streitbare (morreu em 1191) co-conde de Nassau (1160-1191) | Roberto III, o Belicoso Alemão: Ruprecht der Streitbare (morreu em 1191) co-conde de Nassau (1160-1191) | Roberto III, o Belicoso Alemão: Ruprecht der Streitbare (morreu em 1191) co-conde de Nassau (1160-1191) | Roberto III, o Belicoso Alemão: Ruprecht der Streitbare (morreu em 1191) co-conde de Nassau (1160-1191) |                                                                                                   |                                                                                                   |                                                                                                   |                                                                                                   |                                                                                        |                                                                                        |                                                                                        |                                                                                        |                                                      |                                                      |                                                      |                                                      |                                                     |                                                     |  |  |  |  |  |  |  |  |  |  |  |  |  |  |  |  |  |  |  |  |  |  |  |  |  |  |  |  |
|                                                                   |                                                                   | Roberto II (Alemão: Ruprecht) conde de Laurenburg (1154-1158)(morreu ca. 1159)                               | Roberto II (Alemão: Ruprecht) conde de Laurenburg (1154-1158)(morreu ca. 1159)                               | Roberto II (Alemão: Ruprecht) conde de Laurenburg (1154-1158)(morreu ca. 1159)                               | Roberto II (Alemão: Ruprecht) conde de Laurenburg (1154-1158)(morreu ca. 1159)                               | Roberto II (Alemão: Ruprecht) conde de Laurenburg (1154-1158)(morreu ca. 1159)                                                               | Roberto II (Alemão: Ruprecht) conde de Laurenburg (1154-1158)(morreu ca. 1159)                                                               | | | Walram I de Nassau (Francês: Valéran) (ca. 1146–1198) foi o 1.º (título legal) conde de Nassau (1154-1198)                                   | Walram I de Nassau (Francês: Valéran) (ca. 1146–1198) foi o 1.º (título legal) conde de Nassau (1154-1198)                                   | Walram I de Nassau (Francês: Valéran) (ca. 1146–1198) foi o 1.º (título legal) conde de Nassau (1154-1198) | Walram I de Nassau (Francês: Valéran) (ca. 1146–1198) foi o 1.º (título legal) conde de Nassau (1154-1198) | Walram I de Nassau (Francês: Valéran) (ca. 1146–1198) foi o 1.º (título legal) conde de Nassau (1154-1198) | Walram I de Nassau (Francês: Valéran) (ca. 1146–1198) foi o 1.º (título legal) conde de Nassau (1154-1198) |                                                                                   |                                                                                   | Henry (Heinrich) I co-conde of Nassau (1160 - 1167)                                                            | Henry (Heinrich) I co-conde of Nassau (1160 - 1167)                                                            | Henry (Heinrich) I co-conde of Nassau (1160 - 1167)                                                            | Henry (Heinrich) I co-conde of Nassau (1160 - 1167)                                                            | Henry (Heinrich) I co-conde of Nassau (1160 - 1167)                                                                          | Henry (Heinrich) I co-conde of Nassau (1160 - 1167)                                                                          | | | | | Roberto III, o Belicoso Alemão: Ruprecht der Streitbare (morreu em 1191) co-conde de Nassau (1160-1191) | Roberto III, o Belicoso Alemão: Ruprecht der Streitbare (morreu em 1191) co-conde de Nassau (1160-1191) | Roberto III, o Belicoso Alemão: Ruprecht der Streitbare (morreu em 1191) co-conde de Nassau (1160-1191) | Roberto III, o Belicoso Alemão: Ruprecht der Streitbare (morreu em 1191) co-conde de Nassau (1160-1191) | Roberto III, o Belicoso Alemão: Ruprecht der Streitbare (morreu em 1191) co-conde de Nassau (1160-1191) | Roberto III, o Belicoso Alemão: Ruprecht der Streitbare (morreu em 1191) co-conde de Nassau (1160-1191) |                                                                                                   |                                                                                                   |                                                                                                   |                                                                                                   |                                                                                        |                                                                                        |                                                                                        |                                                                                        |                                                      |                                                      |                                                      |                                                      |                                                     |                                                     |  |  |  |  |  |  |  |  |  |  |  |  |  |  |  |  |  |  |  |  |  |  |  |  |  |  |  |  |
|                                                                   |                                                                   | | | | | | | | | | | | | | |                                                                                   |                                                                                   | | | | | | | | | | | | | | | | |                                                                                                   |                                                                                                   |                                                                                                   |                                                                                                   |                                                                                        |                                                                                        |                                                                                        |                                                                                        |                                                      |                                                      |                                                      |                                                      |                                                     |                                                     |  |  |  |  |  |  |  |  |  |  |  |  |  |  |  |  |  |  |  |  |  |  |  |  |  |  |  |  |
|                                                                   |                                                                   | | | Henrique (Heinrich) II, o Rico conde de Nassau (1180–1251)                                                   | Henrique (Heinrich) II, o Rico conde de Nassau (1180–1251)                                                   | Henrique (Heinrich) II, o Rico conde de Nassau (1180–1251)                                                                                   | Henrique (Heinrich) II, o Rico conde de Nassau (1180–1251)                                                                                   | Henrique (Heinrich) II, o Rico conde de Nassau (1180–1251)                                                                                   | Henrique (Heinrich) II, o Rico conde de Nassau (1180–1251)                                                                                   | | | Roberto (Ruprecht) IV conde de Nassau (1198–1230) Cavaleiro Teutônico (1230–1240)                          | Roberto (Ruprecht) IV conde de Nassau (1198–1230) Cavaleiro Teutônico (1230–1240)                          | Roberto (Ruprecht) IV conde de Nassau (1198–1230) Cavaleiro Teutônico (1230–1240)                          | Roberto (Ruprecht) IV conde de Nassau (1198–1230) Cavaleiro Teutônico (1230–1240)                          | Roberto (Ruprecht) IV conde de Nassau (1198–1230) Cavaleiro Teutônico (1230–1240) | Roberto (Ruprecht) IV conde de Nassau (1198–1230) Cavaleiro Teutônico (1230–1240) | | | | | | | Herrmann (m. após 3 de dezembro de 1240) Cânon da Catedral de Mogúncia                                                       | Herrmann (m. após 3 de dezembro de 1240) Cânon da Catedral de Mogúncia                                                       | Herrmann (m. após 3 de dezembro de 1240) Cânon da Catedral de Mogúncia                                                       | Herrmann (m. após 3 de dezembro de 1240) Cânon da Catedral de Mogúncia                                                       | Herrmann (m. após 3 de dezembro de 1240) Cânon da Catedral de Mogúncia                                  | Herrmann (m. após 3 de dezembro de 1240) Cânon da Catedral de Mogúncia                                  | | | | |                                                                                                   |                                                                                                   |                                                                                                   |                                                                                                   |                                                                                        |                                                                                        |                                                                                        |                                                                                        |                                                      |                                                      |                                                      |                                                      |                                                     |                                                     |  |  |  |  |  |  |  |  |  |  |  |  |  |  |  |  |  |  |  |  |  |  |  |  |  |  |  |  |
|                                                                   |                                                                   | | | Henrique (Heinrich) II, o Rico conde de Nassau (1180–1251)                                                   | Henrique (Heinrich) II, o Rico conde de Nassau (1180–1251)                                                   | Henrique (Heinrich) II, o Rico conde de Nassau (1180–1251)                                                                                   | Henrique (Heinrich) II, o Rico conde de Nassau (1180–1251)                                                                                   | Henrique (Heinrich) II, o Rico conde de Nassau (1180–1251)                                                                                   | Henrique (Heinrich) II, o Rico conde de Nassau (1180–1251)                                                                                   | | | Roberto (Ruprecht) IV conde de Nassau (1198–1230) Cavaleiro Teutônico (1230–1240)                          | Roberto (Ruprecht) IV conde de Nassau (1198–1230) Cavaleiro Teutônico (1230–1240)                          | Roberto (Ruprecht) IV conde de Nassau (1198–1230) Cavaleiro Teutônico (1230–1240)                          | Roberto (Ruprecht) IV conde de Nassau (1198–1230) Cavaleiro Teutônico (1230–1240)                          | Roberto (Ruprecht) IV conde de Nassau (1198–1230) Cavaleiro Teutônico (1230–1240) | Roberto (Ruprecht) IV conde de Nassau (1198–1230) Cavaleiro Teutônico (1230–1240) | | | | | | | Herrmann (m. após 3 de dezembro de 1240) Cânon da Catedral de Mogúncia                                                       | Herrmann (m. após 3 de dezembro de 1240) Cânon da Catedral de Mogúncia                                                       | Herrmann (m. após 3 de dezembro de 1240) Cânon da Catedral de Mogúncia                                                       | Herrmann (m. após 3 de dezembro de 1240) Cânon da Catedral de Mogúncia                                                       | Herrmann (m. após 3 de dezembro de 1240) Cânon da Catedral de Mogúncia                                  | Herrmann (m. após 3 de dezembro de 1240) Cânon da Catedral de Mogúncia                                  | | | | |                                                                                                   |                                                                                                   |                                                                                                   |                                                                                                   |                                                                                        |                                                                                        |                                                                                        |                                                                                        |                                                      |                                                      |                                                      |                                                      |                                                     |                                                     |  |  |  |  |  |  |  |  |  |  |  |  |  |  |  |  |  |  |  |  |  |  |  |  |  |  |  |  |
|                                                                   |                                                                   | | | | | | | | | | | | | | |                                                                                   |                                                                                   | | | | | | | | | | | | | | | | |                                                                                                   |                                                                                                   |                                                                                                   |                                                                                                   |                                                                                        |                                                                                        |                                                                                        |                                                                                        |                                                      |                                                      |                                                      |                                                      |                                                     |                                                     |  |  |  |  |  |  |  |  |  |  |  |  |  |  |  |  |  |  |  |  |  |  |  |  |  |  |  |  |
|                                                                   |                                                                   | Walram II de Nassau (ca. 1220 - 1276) O ramo WALRAMIANO os atuais governantes de Luxemburgo descende dele    | Walram II de Nassau (ca. 1220 - 1276) O ramo WALRAMIANO os atuais governantes de Luxemburgo descende dele    | Walram II de Nassau (ca. 1220 - 1276) O ramo WALRAMIANO os atuais governantes de Luxemburgo descende dele    | Walram II de Nassau (ca. 1220 - 1276) O ramo WALRAMIANO os atuais governantes de Luxemburgo descende dele    | Walram II de Nassau (ca. 1220 - 1276) O ramo WALRAMIANO os atuais governantes de Luxemburgo descende dele                                    | Walram II de Nassau (ca. 1220 - 1276) O ramo WALRAMIANO os atuais governantes de Luxemburgo descende dele                                    | | | Roberto (Ruprecht) V m. antes de 1247 Cavaleiro Teutônico (1230–1240)                                                                        | Roberto (Ruprecht) V m. antes de 1247 Cavaleiro Teutônico (1230–1240)                                                                        | Roberto (Ruprecht) V m. antes de 1247 Cavaleiro Teutônico (1230–1240)                                      | Roberto (Ruprecht) V m. antes de 1247 Cavaleiro Teutônico (1230–1240)                                      | Roberto (Ruprecht) V m. antes de 1247 Cavaleiro Teutônico (1230–1240)                                      | Roberto (Ruprecht) V m. antes de 1247 Cavaleiro Teutônico (1230–1240)                                      |                                                                                   |                                                                                   | Oto I de Nassau (reinou ca. 1247 - 1290) O ramo OTONIANO os atuais governantes dos Países Baixos descende dele | Oto I de Nassau (reinou ca. 1247 - 1290) O ramo OTONIANO os atuais governantes dos Países Baixos descende dele | Oto I de Nassau (reinou ca. 1247 - 1290) O ramo OTONIANO os atuais governantes dos Países Baixos descende dele | Oto I de Nassau (reinou ca. 1247 - 1290) O ramo OTONIANO os atuais governantes dos Países Baixos descende dele | Oto I de Nassau (reinou ca. 1247 - 1290) O ramo OTONIANO os atuais governantes dos Países Baixos descende dele               | Oto I de Nassau (reinou ca. 1247 - 1290) O ramo OTONIANO os atuais governantes dos Países Baixos descende dele               | | | João (ca. 1230 - 1309) Bispo-Eleitor de Utrecht (1267–1290)                                                                  | João (ca. 1230 - 1309) Bispo-Eleitor de Utrecht (1267–1290)                                                                  | João (ca. 1230 - 1309) Bispo-Eleitor de Utrecht (1267–1290)                                             | João (ca. 1230 - 1309) Bispo-Eleitor de Utrecht (1267–1290)                                             | João (ca. 1230 - 1309) Bispo-Eleitor de Utrecht (1267–1290)                                             | João (ca. 1230 - 1309) Bispo-Eleitor de Utrecht (1267–1290)                                             | | |                                                                                                   |                                                                                                   |                                                                                                   |                                                                                                   |                                                                                        |                                                                                        |                                                                                        |                                                                                        |                                                      |                                                      |                                                      |                                                      |                                                     |                                                     |  |  |  |  |  |  |  |  |  |  |  |  |  |  |  |  |  |  |  |  |  |  |  |  |  |  |  |  |
|                                                                   |                                                                   | Walram II de Nassau (ca. 1220 - 1276) O ramo WALRAMIANO os atuais governantes de Luxemburgo descende dele    | Walram II de Nassau (ca. 1220 - 1276) O ramo WALRAMIANO os atuais governantes de Luxemburgo descende dele    | Walram II de Nassau (ca. 1220 - 1276) O ramo WALRAMIANO os atuais governantes de Luxemburgo descende dele    | Walram II de Nassau (ca. 1220 - 1276) O ramo WALRAMIANO os atuais governantes de Luxemburgo descende dele    | Walram II de Nassau (ca. 1220 - 1276) O ramo WALRAMIANO os atuais governantes de Luxemburgo descende dele                                    | Walram II de Nassau (ca. 1220 - 1276) O ramo WALRAMIANO os atuais governantes de Luxemburgo descende dele                                    | | | Roberto (Ruprecht) V m. antes de 1247 Cavaleiro Teutônico (1230–1240)                                                                        | Roberto (Ruprecht) V m. antes de 1247 Cavaleiro Teutônico (1230–1240)                                                                        | Roberto (Ruprecht) V m. antes de 1247 Cavaleiro Teutônico (1230–1240)                                      | Roberto (Ruprecht) V m. antes de 1247 Cavaleiro Teutônico (1230–1240)                                      | Roberto (Ruprecht) V m. antes de 1247 Cavaleiro Teutônico (1230–1240)                                      | Roberto (Ruprecht) V m. antes de 1247 Cavaleiro Teutônico (1230–1240)                                      |                                                                                   |                                                                                   | Oto I de Nassau (reinou ca. 1247 - 1290) O ramo OTONIANO os atuais governantes dos Países Baixos descende dele | Oto I de Nassau (reinou ca. 1247 - 1290) O ramo OTONIANO os atuais governantes dos Países Baixos descende dele | Oto I de Nassau (reinou ca. 1247 - 1290) O ramo OTONIANO os atuais governantes dos Países Baixos descende dele | Oto I de Nassau (reinou ca. 1247 - 1290) O ramo OTONIANO os atuais governantes dos Países Baixos descende dele | Oto I de Nassau (reinou ca. 1247 - 1290) O ramo OTONIANO os atuais governantes dos Países Baixos descende dele               | Oto I de Nassau (reinou ca. 1247 - 1290) O ramo OTONIANO os atuais governantes dos Países Baixos descende dele               | | | João (ca. 1230 - 1309) Bispo-Eleitor de Utrecht (1267–1290)                                                                  | João (ca. 1230 - 1309) Bispo-Eleitor de Utrecht (1267–1290)                                                                  | João (ca. 1230 - 1309) Bispo-Eleitor de Utrecht (1267–1290)                                             | João (ca. 1230 - 1309) Bispo-Eleitor de Utrecht (1267–1290)                                             | João (ca. 1230 - 1309) Bispo-Eleitor de Utrecht (1267–1290)                                             | João (ca. 1230 - 1309) Bispo-Eleitor de Utrecht (1267–1290)                                             | | |                                                                                                   |                                                                                                   |                                                                                                   |                                                                                                   |                                                                                        |                                                                                        |                                                                                        |                                                                                        |                                                      |                                                      |                                                      |                                                      |                                                     |                                                     |  |  |  |  |  |  |  |  |  |  |  |  |  |  |  |  |  |  |  |  |  |  |  |  |  |  |  |  |
|                                                                   |                                                                   | | | | | | | | | | | | | | |                                                                                   |                                                                                   | | | | | | | | | | | | | | | | |                                                                                                   |                                                                                                   |                                                                                                   |                                                                                                   |                                                                                        |                                                                                        |                                                                                        |                                                                                        |                                                      |                                                      |                                                      |                                                      |                                                     |                                                     |  |  |  |  |  |  |  |  |  |  |  |  |  |  |  |  |  |  |  |  |  |  |  |  |  |  |  |  |
|                                                                   |                                                                   | Adolfo (ca. 1255-1298) Rei da Germânia (1292 - 1298)                                                         | Adolfo (ca. 1255-1298) Rei da Germânia (1292 - 1298)                                                         | Adolfo (ca. 1255-1298) Rei da Germânia (1292 - 1298)                                                         | Adolfo (ca. 1255-1298) Rei da Germânia (1292 - 1298)                                                         | Adolfo (ca. 1255-1298) Rei da Germânia (1292 - 1298)                                                                                         | Adolfo (ca. 1255-1298) Rei da Germânia (1292 - 1298)                                                                                         | | | | | | | | | Henrique (m. 1343) conde de Nassau em Siegen                                      | Henrique (m. 1343) conde de Nassau em Siegen                                      | Henrique (m. 1343) conde de Nassau em Siegen                                                                   | Henrique (m. 1343) conde de Nassau em Siegen                                                                   | Henrique (m. 1343) conde de Nassau em Siegen                                                                   | Henrique (m. 1343) conde de Nassau em Siegen                                                                   | | | Emico (m. 7 de junho de 1334) conde de Nassau em Hadamar extinct 1394                                                        | Emico (m. 7 de junho de 1334) conde de Nassau em Hadamar extinct 1394                                                        | Emico (m. 7 de junho de 1334) conde de Nassau em Hadamar extinct 1394                                                        | Emico (m. 7 de junho de 1334) conde de Nassau em Hadamar extinct 1394                                                        | Emico (m. 7 de junho de 1334) conde de Nassau em Hadamar extinct 1394                                   | Emico (m. 7 de junho de 1334) conde de Nassau em Hadamar extinct 1394                                   | | | João (m. 1328) conde de Nassau em Dillenburg                                                            | João (m. 1328) conde de Nassau em Dillenburg                                                            | João (m. 1328) conde de Nassau em Dillenburg                                                      | João (m. 1328) conde de Nassau em Dillenburg                                                      | João (m. 1328) conde de Nassau em Dillenburg                                                      | João (m. 1328) conde de Nassau em Dillenburg                                                      |                                                                                        |                                                                                        |                                                                                        |                                                                                        |                                                      |                                                      |                                                      |                                                      |                                                     |                                                     |  |  |  |  |  |  |  |  |  |  |  |  |  |  |  |  |  |  |  |  |  |  |  |  |  |  |  |  |
|                                                                   |                                                                   | Adolfo (ca. 1255-1298) Rei da Germânia (1292 - 1298)                                                         | Adolfo (ca. 1255-1298) Rei da Germânia (1292 - 1298)                                                         | Adolfo (ca. 1255-1298) Rei da Germânia (1292 - 1298)                                                         | Adolfo (ca. 1255-1298) Rei da Germânia (1292 - 1298)                                                         | Adolfo (ca. 1255-1298) Rei da Germânia (1292 - 1298)                                                                                         | Adolfo (ca. 1255-1298) Rei da Germânia (1292 - 1298)                                                                                         | | | | | | | | | Henrique (m. 1343) conde de Nassau em Siegen                                      | Henrique (m. 1343) conde de Nassau em Siegen                                      | Henrique (m. 1343) conde de Nassau em Siegen                                                                   | Henrique (m. 1343) conde de Nassau em Siegen                                                                   | Henrique (m. 1343) conde de Nassau em Siegen                                                                   | Henrique (m. 1343) conde de Nassau em Siegen                                                                   | | | Emico (m. 7 de junho de 1334) conde de Nassau em Hadamar extinct 1394                                                        | Emico (m. 7 de junho de 1334) conde de Nassau em Hadamar extinct 1394                                                        | Emico (m. 7 de junho de 1334) conde de Nassau em Hadamar extinct 1394                                                        | Emico (m. 7 de junho de 1334) conde de Nassau em Hadamar extinct 1394                                                        | Emico (m. 7 de junho de 1334) conde de Nassau em Hadamar extinct 1394                                   | Emico (m. 7 de junho de 1334) conde de Nassau em Hadamar extinct 1394                                   | | | João (m. 1328) conde de Nassau em Dillenburg                                                            | João (m. 1328) conde de Nassau em Dillenburg                                                            | João (m. 1328) conde de Nassau em Dillenburg                                                      | João (m. 1328) conde de Nassau em Dillenburg                                                      | João (m. 1328) conde de Nassau em Dillenburg                                                      | João (m. 1328) conde de Nassau em Dillenburg                                                      |                                                                                        |                                                                                        |                                                                                        |                                                                                        |                                                      |                                                      |                                                      |                                                      |                                                     |                                                     |  |  |  |  |  |  |  |  |  |  |  |  |  |  |  |  |  |  |  |  |  |  |  |  |  |  |  |  |
|                                                                   |                                                                   | | | | | | | | | | | | | | |                                                                                   |                                                                                   | | | | | | | | | | | | | | | | |                                                                                                   |                                                                                                   |                                                                                                   |                                                                                                   |                                                                                        |                                                                                        |                                                                                        |                                                                                        |                                                      |                                                      |                                                      |                                                      |                                                     |                                                     |  |  |  |  |  |  |  |  |  |  |  |  |  |  |  |  |  |  |  |  |  |  |  |  |  |  |  |  |
| Ruprecht (+ 1304)                                                 | Ruprecht (+ 1304)                                                 | Ruprecht (+ 1304)                                                                                            | Ruprecht (+ 1304)                                                                                            | Ruprecht (+ 1304)                                                                                            | Ruprecht (+ 1304)                                                                                            | | | Gerlach I de Nassau-Wiesbaden (antes de 1288 +1361)                                                                                          | Gerlach I de Nassau-Wiesbaden (antes de 1288 +1361)                                                                                          | Gerlach I de Nassau-Wiesbaden (antes de 1288 +1361)                                                                                          | Gerlach I de Nassau-Wiesbaden (antes de 1288 +1361)                                                                                          | Gerlach I de Nassau-Wiesbaden (antes de 1288 +1361)                                                        | Gerlach I de Nassau-Wiesbaden (antes de 1288 +1361)                                                        | | | Walram III conde de Nassau-Wiesbaden                                              | Walram III conde de Nassau-Wiesbaden                                              | Walram III conde de Nassau-Wiesbaden                                                                           | Walram III conde de Nassau-Wiesbaden                                                                           | Walram III conde de Nassau-Wiesbaden                                                                           | Walram III conde de Nassau-Wiesbaden                                                                           | | | Oto II (c.?1305 – 1330/1331) conde de Nassau-Dillenburg                                                                      | Oto II (c.?1305 – 1330/1331) conde de Nassau-Dillenburg                                                                      | Oto II (c.?1305 – 1330/1331) conde de Nassau-Dillenburg                                                                      | Oto II (c.?1305 – 1330/1331) conde de Nassau-Dillenburg                                                                      | Oto II (c.?1305 – 1330/1331) conde de Nassau-Dillenburg                                                 | Oto II (c.?1305 – 1330/1331) conde de Nassau-Dillenburg                                                 | | | | | Henrique (1307-1388) conde de Nassau-Beilstein ext. 1561                                          | Henrique (1307-1388) conde de Nassau-Beilstein ext. 1561                                          | Henrique (1307-1388) conde de Nassau-Beilstein ext. 1561                                          | Henrique (1307-1388) conde de Nassau-Beilstein ext. 1561                                          | Henrique (1307-1388) conde de Nassau-Beilstein ext. 1561                               | Henrique (1307-1388) conde de Nassau-Beilstein ext. 1561                               |                                                                                        |                                                                                        |                                                      |                                                      |                                                      |                                                      |                                                     |                                                     |  |  |  |  |  |  |  |  |  |  |  |  |  |  |  |  |  |  |  |  |  |  |  |  |  |  |  |  |
| Ruprecht (+ 1304)                                                 | Ruprecht (+ 1304)                                                 | Ruprecht (+ 1304)                                                                                            | Ruprecht (+ 1304)                                                                                            | Ruprecht (+ 1304)                                                                                            | Ruprecht (+ 1304)                                                                                            | | | Gerlach I de Nassau-Wiesbaden (antes de 1288 +1361)                                                                                          | Gerlach I de Nassau-Wiesbaden (antes de 1288 +1361)                                                                                          | Gerlach I de Nassau-Wiesbaden (antes de 1288 +1361)                                                                                          | Gerlach I de Nassau-Wiesbaden (antes de 1288 +1361)                                                                                          | Gerlach I de Nassau-Wiesbaden (antes de 1288 +1361)                                                        | Gerlach I de Nassau-Wiesbaden (antes de 1288 +1361)                                                        | | | Walram III conde de Nassau-Wiesbaden                                              | Walram III conde de Nassau-Wiesbaden                                              | Walram III conde de Nassau-Wiesbaden                                                                           | Walram III conde de Nassau-Wiesbaden                                                                           | Walram III conde de Nassau-Wiesbaden                                                                           | Walram III conde de Nassau-Wiesbaden                                                                           | | | Oto II (c.?1305 – 1330/1331) conde de Nassau-Dillenburg                                                                      | Oto II (c.?1305 – 1330/1331) conde de Nassau-Dillenburg                                                                      | Oto II (c.?1305 – 1330/1331) conde de Nassau-Dillenburg                                                                      | Oto II (c.?1305 – 1330/1331) conde de Nassau-Dillenburg                                                                      | Oto II (c.?1305 – 1330/1331) conde de Nassau-Dillenburg                                                 | Oto II (c.?1305 – 1330/1331) conde de Nassau-Dillenburg                                                 | | | | | Henrique (1307-1388) conde de Nassau-Beilstein ext. 1561                                          | Henrique (1307-1388) conde de Nassau-Beilstein ext. 1561                                          | Henrique (1307-1388) conde de Nassau-Beilstein ext. 1561                                          | Henrique (1307-1388) conde de Nassau-Beilstein ext. 1561                                          | Henrique (1307-1388) conde de Nassau-Beilstein ext. 1561                               | Henrique (1307-1388) conde de Nassau-Beilstein ext. 1561                               |                                                                                        |                                                                                        |                                                      |                                                      |                                                      |                                                      |                                                     |                                                     |  |  |  |  |  |  |  |  |  |  |  |  |  |  |  |  |  |  |  |  |  |  |  |  |  |  |  |  |
|                                                                   |                                                                   | | | | | | | | | | | | | | |                                                                                   |                                                                                   | | | | | | | | | | | | | | | | |                                                                                                   |                                                                                                   |                                                                                                   |                                                                                                   |                                                                                        |                                                                                        |                                                                                        |                                                                                        |                                                      |                                                      |                                                      |                                                      |                                                     |                                                     |  |  |  |  |  |  |  |  |  |  |  |  |  |  |  |  |  |  |  |  |  |  |  |  |  |  |  |  |
| Adolfo (1307 +1370) conde de Nassau em Wiesbaden-Idstein ext 1605 | Adolfo (1307 +1370) conde de Nassau em Wiesbaden-Idstein ext 1605 | Adolfo (1307 +1370) conde de Nassau em Wiesbaden-Idstein ext 1605                                            | Adolfo (1307 +1370) conde de Nassau em Wiesbaden-Idstein ext 1605                                            | Adolfo (1307 +1370) conde de Nassau em Wiesbaden-Idstein ext 1605                                            | Adolfo (1307 +1370) conde de Nassau em Wiesbaden-Idstein ext 1605                                            | | | João I (1309 +1371) conde de Nassau-Weilburg                                                                                                 | João I (1309 +1371) conde de Nassau-Weilburg                                                                                                 | João I (1309 +1371) conde de Nassau-Weilburg                                                                                                 | João I (1309 +1371) conde de Nassau-Weilburg                                                                                                 | João I (1309 +1371) conde de Nassau-Weilburg                                                               | João I (1309 +1371) conde de Nassau-Weilburg                                                               | | | Rupert 'o Belicoso' (c.?1340 +1390) conde de Nassau-Sonnenberg                    | Rupert 'o Belicoso' (c.?1340 +1390) conde de Nassau-Sonnenberg                    | Rupert 'o Belicoso' (c.?1340 +1390) conde de Nassau-Sonnenberg                                                 | Rupert 'o Belicoso' (c.?1340 +1390) conde de Nassau-Sonnenberg                                                 | Rupert 'o Belicoso' (c.?1340 +1390) conde de Nassau-Sonnenberg                                                 | Rupert 'o Belicoso' (c.?1340 +1390) conde de Nassau-Sonnenberg                                                 | | | João I (1340 +1416) conde de Nassau-Dillenburg                                                                               | João I (1340 +1416) conde de Nassau-Dillenburg                                                                               | João I (1340 +1416) conde de Nassau-Dillenburg                                                                               | João I (1340 +1416) conde de Nassau-Dillenburg                                                                               | João I (1340 +1416) conde de Nassau-Dillenburg                                                          | João I (1340 +1416) conde de Nassau-Dillenburg                                                          | | | | |                                                                                                   |                                                                                                   |                                                                                                   |                                                                                                   |                                                                                        |                                                                                        |                                                                                        |                                                                                        |                                                      |                                                      |                                                      |                                                      |                                                     |                                                     |  |  |  |  |  |  |  |  |  |  |  |  |  |  |  |  |  |  |  |  |  |  |  |  |  |  |  |  |
| Adolfo (1307 +1370) conde de Nassau em Wiesbaden-Idstein ext 1605 | Adolfo (1307 +1370) conde de Nassau em Wiesbaden-Idstein ext 1605 | Adolfo (1307 +1370) conde de Nassau em Wiesbaden-Idstein ext 1605                                            | Adolfo (1307 +1370) conde de Nassau em Wiesbaden-Idstein ext 1605                                            | Adolfo (1307 +1370) conde de Nassau em Wiesbaden-Idstein ext 1605                                            | Adolfo (1307 +1370) conde de Nassau em Wiesbaden-Idstein ext 1605                                            | | | João I (1309 +1371) conde de Nassau-Weilburg                                                                                                 | João I (1309 +1371) conde de Nassau-Weilburg                                                                                                 | João I (1309 +1371) conde de Nassau-Weilburg                                                                                                 | João I (1309 +1371) conde de Nassau-Weilburg                                                                                                 | João I (1309 +1371) conde de Nassau-Weilburg                                                               | João I (1309 +1371) conde de Nassau-Weilburg                                                               | | | Rupert 'o Belicoso' (c.?1340 +1390) conde de Nassau-Sonnenberg                    | Rupert 'o Belicoso' (c.?1340 +1390) conde de Nassau-Sonnenberg                    | Rupert 'o Belicoso' (c.?1340 +1390) conde de Nassau-Sonnenberg                                                 | Rupert 'o Belicoso' (c.?1340 +1390) conde de Nassau-Sonnenberg                                                 | Rupert 'o Belicoso' (c.?1340 +1390) conde de Nassau-Sonnenberg                                                 | Rupert 'o Belicoso' (c.?1340 +1390) conde de Nassau-Sonnenberg                                                 | | | João I (1340 +1416) conde de Nassau-Dillenburg                                                                               | João I (1340 +1416) conde de Nassau-Dillenburg                                                                               | João I (1340 +1416) conde de Nassau-Dillenburg                                                                               | João I (1340 +1416) conde de Nassau-Dillenburg                                                                               | João I (1340 +1416) conde de Nassau-Dillenburg                                                          | João I (1340 +1416) conde de Nassau-Dillenburg                                                          | | | | |                                                                                                   |                                                                                                   |                                                                                                   |                                                                                                   |                                                                                        |                                                                                        |                                                                                        |                                                                                        |                                                      |                                                      |                                                      |                                                      |                                                     |                                                     |  |  |  |  |  |  |  |  |  |  |  |  |  |  |  |  |  |  |  |  |  |  |  |  |  |  |  |  |
|                                                                   |                                                                   | | | | | | | | | | | | | | |                                                                                   |                                                                                   | | | | | | | | | | | | | | | | |                                                                                                   |                                                                                                   |                                                                                                   |                                                                                                   |                                                                                        |                                                                                        |                                                                                        |                                                                                        |                                                      |                                                      |                                                      |                                                      |                                                     |                                                     |  |  |  |  |  |  |  |  |  |  |  |  |  |  |  |  |  |  |  |  |  |  |  |  |  |  |  |  |
|                                                                   |                                                                   | | | | | Filipe I 1368 +1429) conde de Nassau em Weilburg, Saarbrücken, etc.                                                                          | Filipe I 1368 +1429) conde de Nassau em Weilburg, Saarbrücken, etc.                                                                          | Filipe I 1368 +1429) conde de Nassau em Weilburg, Saarbrücken, etc.                                                                          | Filipe I 1368 +1429) conde de Nassau em Weilburg, Saarbrücken, etc.                                                                          | Filipe I 1368 +1429) conde de Nassau em Weilburg, Saarbrücken, etc.                                                                          | Filipe I 1368 +1429) conde de Nassau em Weilburg, Saarbrücken, etc.                                                                          | | | | | Adolfo (1362 +1420) conde de Nassau-Dillenburg-Dietz                              | Adolfo (1362 +1420) conde de Nassau-Dillenburg-Dietz                              | Adolfo (1362 +1420) conde de Nassau-Dillenburg-Dietz                                                           | Adolfo (1362 +1420) conde de Nassau-Dillenburg-Dietz                                                           | Adolfo (1362 +1420) conde de Nassau-Dillenburg-Dietz                                                           | Adolfo (1362 +1420) conde de Nassau-Dillenburg-Dietz                                                           | | | João II "o Velho" ( +1443)                                                                                                   | João II "o Velho" ( +1443)                                                                                                   | João II "o Velho" ( +1443)                                                                                                   | João II "o Velho" ( +1443)                                                                                                   | João II "o Velho" ( +1443)                                                                              | João II "o Velho" ( +1443)                                                                              | | | Engelberto I (c.?1370/80 +1442) conde de Nassau, Barão de Breda fundador dos Nassaus neerlandeses       | Engelberto I (c.?1370/80 +1442) conde de Nassau, Barão de Breda fundador dos Nassaus neerlandeses       | Engelberto I (c.?1370/80 +1442) conde de Nassau, Barão de Breda fundador dos Nassaus neerlandeses | Engelberto I (c.?1370/80 +1442) conde de Nassau, Barão de Breda fundador dos Nassaus neerlandeses | Engelberto I (c.?1370/80 +1442) conde de Nassau, Barão de Breda fundador dos Nassaus neerlandeses | Engelberto I (c.?1370/80 +1442) conde de Nassau, Barão de Breda fundador dos Nassaus neerlandeses |                                                                                        |                                                                                        | João III "o Jovem" (+1430) conde de Nassau em Siegen                                   | João III "o Jovem" (+1430) conde de Nassau em Siegen                                   | João III "o Jovem" (+1430) conde de Nassau em Siegen | João III "o Jovem" (+1430) conde de Nassau em Siegen | João III "o Jovem" (+1430) conde de Nassau em Siegen | João III "o Jovem" (+1430) conde de Nassau em Siegen |                                                     |                                                     |  |  |  |  |  |  |  |  |  |  |  |  |  |  |  |  |  |  |  |  |  |  |  |  |  |  |  |  |
|                                                                   |                                                                   | | | | | Filipe I 1368 +1429) conde de Nassau em Weilburg, Saarbrücken, etc.                                                                          | Filipe I 1368 +1429) conde de Nassau em Weilburg, Saarbrücken, etc.                                                                          | Filipe I 1368 +1429) conde de Nassau em Weilburg, Saarbrücken, etc.                                                                          | Filipe I 1368 +1429) conde de Nassau em Weilburg, Saarbrücken, etc.                                                                          | Filipe I 1368 +1429) conde de Nassau em Weilburg, Saarbrücken, etc.                                                                          | Filipe I 1368 +1429) conde de Nassau em Weilburg, Saarbrücken, etc.                                                                          | | | | | Adolfo (1362 +1420) conde de Nassau-Dillenburg-Dietz                              | Adolfo (1362 +1420) conde de Nassau-Dillenburg-Dietz                              | Adolfo (1362 +1420) conde de Nassau-Dillenburg-Dietz                                                           | Adolfo (1362 +1420) conde de Nassau-Dillenburg-Dietz                                                           | Adolfo (1362 +1420) conde de Nassau-Dillenburg-Dietz                                                           | Adolfo (1362 +1420) conde de Nassau-Dillenburg-Dietz                                                           | | | João II "o Velho" ( +1443)                                                                                                   | João II "o Velho" ( +1443)                                                                                                   | João II "o Velho" ( +1443)                                                                                                   | João II "o Velho" ( +1443)                                                                                                   | João II "o Velho" ( +1443)                                                                              | João II "o Velho" ( +1443)                                                                              | | | Engelberto I (c.?1370/80 +1442) conde de Nassau, Barão de Breda fundador dos Nassaus neerlandeses       | Engelberto I (c.?1370/80 +1442) conde de Nassau, Barão de Breda fundador dos Nassaus neerlandeses       | Engelberto I (c.?1370/80 +1442) conde de Nassau, Barão de Breda fundador dos Nassaus neerlandeses | Engelberto I (c.?1370/80 +1442) conde de Nassau, Barão de Breda fundador dos Nassaus neerlandeses | Engelberto I (c.?1370/80 +1442) conde de Nassau, Barão de Breda fundador dos Nassaus neerlandeses | Engelberto I (c.?1370/80 +1442) conde de Nassau, Barão de Breda fundador dos Nassaus neerlandeses |                                                                                        |                                                                                        | João III "o Jovem" (+1430) conde de Nassau em Siegen                                   | João III "o Jovem" (+1430) conde de Nassau em Siegen                                   | João III "o Jovem" (+1430) conde de Nassau em Siegen | João III "o Jovem" (+1430) conde de Nassau em Siegen | João III "o Jovem" (+1430) conde de Nassau em Siegen | João III "o Jovem" (+1430) conde de Nassau em Siegen |                                                     |                                                     |  |  |  |  |  |  |  |  |  |  |  |  |  |  |  |  |  |  |  |  |  |  |  |  |  |  |  |  |
|                                                                   |                                                                   | | | | | | | | | | | | | | |                                                                                   |                                                                                   | | | | | | | | | | | | | | | | |                                                                                                   |                                                                                                   |                                                                                                   |                                                                                                   |                                                                                        |                                                                                        |                                                                                        |                                                                                        |                                                      |                                                      |                                                      |                                                      |                                                     |                                                     |  |  |  |  |  |  |  |  |  |  |  |  |  |  |  |  |  |  |  |  |  |  |  |  |  |  |  |  |
|                                                                   |                                                                   | Filipe II (1418 +1492) conde de Nassau-Weilburg                                                              | Filipe II (1418 +1492) conde de Nassau-Weilburg                                                              | Filipe II (1418 +1492) conde de Nassau-Weilburg                                                              | Filipe II (1418 +1492) conde de Nassau-Weilburg                                                              | Filipe II (1418 +1492) conde de Nassau-Weilburg                                                                                              | Filipe II (1418 +1492) conde de Nassau-Weilburg                                                                                              | | | | | João II (1423 +1472) conde de Nassau-Saarbrücken ext. 1574                                                 | João II (1423 +1472) conde de Nassau-Saarbrücken ext. 1574                                                 | João II (1423 +1472) conde de Nassau-Saarbrücken ext. 1574                                                 | João II (1423 +1472) conde de Nassau-Saarbrücken ext. 1574                                                 | João II (1423 +1472) conde de Nassau-Saarbrücken ext. 1574                        | João II (1423 +1472) conde de Nassau-Saarbrücken ext. 1574                        | | | | | João IV (Jan) (1410, +1475) conde de Nassau-Dillenburg-Dietz                                                                 | João IV (Jan) (1410, +1475) conde de Nassau-Dillenburg-Dietz                                                                 | João IV (Jan) (1410, +1475) conde de Nassau-Dillenburg-Dietz                                                                 | João IV (Jan) (1410, +1475) conde de Nassau-Dillenburg-Dietz                                                                 | João IV (Jan) (1410, +1475) conde de Nassau-Dillenburg-Dietz                                                                 | João IV (Jan) (1410, +1475) conde de Nassau-Dillenburg-Dietz                                                                 | | | | | | |                                                                                                   |                                                                                                   |                                                                                                   |                                                                                                   |                                                                                        |                                                                                        |                                                                                        |                                                                                        | Henrique II (1414 +1450) conde de Nassau-Dillenburg  | Henrique II (1414 +1450) conde de Nassau-Dillenburg  | Henrique II (1414 +1450) conde de Nassau-Dillenburg  | Henrique II (1414 +1450) conde de Nassau-Dillenburg  | Henrique II (1414 +1450) conde de Nassau-Dillenburg | Henrique II (1414 +1450) conde de Nassau-Dillenburg |  |  |  |  |  |  |  |  |  |  |  |  |  |  |  |  |  |  |  |  |  |  |  |  |  |  |  |  |
|                                                                   |                                                                   | Filipe II (1418 +1492) conde de Nassau-Weilburg                                                              | Filipe II (1418 +1492) conde de Nassau-Weilburg                                                              | Filipe II (1418 +1492) conde de Nassau-Weilburg                                                              | Filipe II (1418 +1492) conde de Nassau-Weilburg                                                              | Filipe II (1418 +1492) conde de Nassau-Weilburg                                                                                              | Filipe II (1418 +1492) conde de Nassau-Weilburg                                                                                              | | | | | João II (1423 +1472) conde de Nassau-Saarbrücken ext. 1574                                                 | João II (1423 +1472) conde de Nassau-Saarbrücken ext. 1574                                                 | João II (1423 +1472) conde de Nassau-Saarbrücken ext. 1574                                                 | João II (1423 +1472) conde de Nassau-Saarbrücken ext. 1574                                                 | João II (1423 +1472) conde de Nassau-Saarbrücken ext. 1574                        | João II (1423 +1472) conde de Nassau-Saarbrücken ext. 1574                        | | | | | João IV (Jan) (1410, +1475) conde de Nassau-Dillenburg-Dietz                                                                 | João IV (Jan) (1410, +1475) conde de Nassau-Dillenburg-Dietz                                                                 | João IV (Jan) (1410, +1475) conde de Nassau-Dillenburg-Dietz                                                                 | João IV (Jan) (1410, +1475) conde de Nassau-Dillenburg-Dietz                                                                 | João IV (Jan) (1410, +1475) conde de Nassau-Dillenburg-Dietz                                                                 | João IV (Jan) (1410, +1475) conde de Nassau-Dillenburg-Dietz                                                                 | | | | | | |                                                                                                   |                                                                                                   |                                                                                                   |                                                                                                   |                                                                                        |                                                                                        |                                                                                        |                                                                                        | Henrique II (1414 +1450) conde de Nassau-Dillenburg  | Henrique II (1414 +1450) conde de Nassau-Dillenburg  | Henrique II (1414 +1450) conde de Nassau-Dillenburg  | Henrique II (1414 +1450) conde de Nassau-Dillenburg  | Henrique II (1414 +1450) conde de Nassau-Dillenburg | Henrique II (1414 +1450) conde de Nassau-Dillenburg |  |  |  |  |  |  |  |  |  |  |  |  |  |  |  |  |  |  |  |  |  |  |  |  |  |  |  |  |
|                                                                   |                                                                   | | | | | | | | | | | | | | |                                                                                   |                                                                                   | | | | | | | | | | | | | | | | |                                                                                                   |                                                                                                   |                                                                                                   |                                                                                                   |                                                                                        |                                                                                        |                                                                                        |                                                                                        |                                                      |                                                      |                                                      |                                                      |                                                     |                                                     |  |  |  |  |  |  |  |  |  |  |  |  |  |  |  |  |  |  |  |  |  |  |  |  |  |  |  |  |
|                                                                   |                                                                   | João III (1441 +1480) conde de Nassau-Weilburg                                                               | João III (1441 +1480) conde de Nassau-Weilburg                                                               | João III (1441 +1480) conde de Nassau-Weilburg                                                               | João III (1441 +1480) conde de Nassau-Weilburg                                                               | João III (1441 +1480) conde de Nassau-Weilburg                                                                                               | João III (1441 +1480) conde de Nassau-Weilburg                                                                                               | | | | | Filipe (1443-1471) conde de Nassau-Weilburg                                                                | Filipe (1443-1471) conde de Nassau-Weilburg                                                                | Filipe (1443-1471) conde de Nassau-Weilburg                                                                | Filipe (1443-1471) conde de Nassau-Weilburg                                                                | Filipe (1443-1471) conde de Nassau-Weilburg                                       | Filipe (1443-1471) conde de Nassau-Weilburg                                       | | | | | Engelberto II o Valoroso (1451 +1504) conde de Nassau e Vianden, Barão de Breda(fr), Lek, Diest, Roosendaal en Nispen e Wouw | Engelberto II o Valoroso (1451 +1504) conde de Nassau e Vianden, Barão de Breda(fr), Lek, Diest, Roosendaal en Nispen e Wouw | Engelberto II o Valoroso (1451 +1504) conde de Nassau e Vianden, Barão de Breda(fr), Lek, Diest, Roosendaal en Nispen e Wouw | Engelberto II o Valoroso (1451 +1504) conde de Nassau e Vianden, Barão de Breda(fr), Lek, Diest, Roosendaal en Nispen e Wouw | Engelberto II o Valoroso (1451 +1504) conde de Nassau e Vianden, Barão de Breda(fr), Lek, Diest, Roosendaal en Nispen e Wouw | Engelberto II o Valoroso (1451 +1504) conde de Nassau e Vianden, Barão de Breda(fr), Lek, Diest, Roosendaal en Nispen e Wouw | | | | | | |                                                                                                   |                                                                                                   | João V (1455 +1516) conde de Nassau em Dillenburg,Siegen,Hadamar,Herborn,Vianden,Dietz            | João V (1455 +1516) conde de Nassau em Dillenburg,Siegen,Hadamar,Herborn,Vianden,Dietz            | João V (1455 +1516) conde de Nassau em Dillenburg,Siegen,Hadamar,Herborn,Vianden,Dietz | João V (1455 +1516) conde de Nassau em Dillenburg,Siegen,Hadamar,Herborn,Vianden,Dietz | João V (1455 +1516) conde de Nassau em Dillenburg,Siegen,Hadamar,Herborn,Vianden,Dietz | João V (1455 +1516) conde de Nassau em Dillenburg,Siegen,Hadamar,Herborn,Vianden,Dietz |                                                      |                                                      |                                                      |                                                      |                                                     |                                                     |  |  |  |  |  |  |  |  |  |  |  |  |  |  |  |  |  |  |  |  |  |  |  |  |  |  |  |  |
|                                                                   |                                                                   | João III (1441 +1480) conde de Nassau-Weilburg                                                               | João III (1441 +1480) conde de Nassau-Weilburg                                                               | João III (1441 +1480) conde de Nassau-Weilburg                                                               | João III (1441 +1480) conde de Nassau-Weilburg                                                               | João III (1441 +1480) conde de Nassau-Weilburg                                                                                               | João III (1441 +1480) conde de Nassau-Weilburg                                                                                               | | | | | Filipe (1443-1471) conde de Nassau-Weilburg                                                                | Filipe (1443-1471) conde de Nassau-Weilburg                                                                | Filipe (1443-1471) conde de Nassau-Weilburg                                                                | Filipe (1443-1471) conde de Nassau-Weilburg                                                                | Filipe (1443-1471) conde de Nassau-Weilburg                                       | Filipe (1443-1471) conde de Nassau-Weilburg                                       | | | | | Engelberto II o Valoroso (1451 +1504) conde de Nassau e Vianden, Barão de Breda(fr), Lek, Diest, Roosendaal en Nispen e Wouw | Engelberto II o Valoroso (1451 +1504) conde de Nassau e Vianden, Barão de Breda(fr), Lek, Diest, Roosendaal en Nispen e Wouw | Engelberto II o Valoroso (1451 +1504) conde de Nassau e Vianden, Barão de Breda(fr), Lek, Diest, Roosendaal en Nispen e Wouw | Engelberto II o Valoroso (1451 +1504) conde de Nassau e Vianden, Barão de Breda(fr), Lek, Diest, Roosendaal en Nispen e Wouw | Engelberto II o Valoroso (1451 +1504) conde de Nassau e Vianden, Barão de Breda(fr), Lek, Diest, Roosendaal en Nispen e Wouw | Engelberto II o Valoroso (1451 +1504) conde de Nassau e Vianden, Barão de Breda(fr), Lek, Diest, Roosendaal en Nispen e Wouw | | | | | | |                                                                                                   |                                                                                                   | João V (1455 +1516) conde de Nassau em Dillenburg,Siegen,Hadamar,Herborn,Vianden,Dietz            | João V (1455 +1516) conde de Nassau em Dillenburg,Siegen,Hadamar,Herborn,Vianden,Dietz            | João V (1455 +1516) conde de Nassau em Dillenburg,Siegen,Hadamar,Herborn,Vianden,Dietz | João V (1455 +1516) conde de Nassau em Dillenburg,Siegen,Hadamar,Herborn,Vianden,Dietz | João V (1455 +1516) conde de Nassau em Dillenburg,Siegen,Hadamar,Herborn,Vianden,Dietz | João V (1455 +1516) conde de Nassau em Dillenburg,Siegen,Hadamar,Herborn,Vianden,Dietz |                                                      |                                                      |                                                      |                                                      |                                                     |                                                     |  |  |  |  |  |  |  |  |  |  |  |  |  |  |  |  |  |  |  |  |  |  |  |  |  |  |  |  |
|                                                                   |                                                                   | A partir daqui descende a Casa de Nassau-Weilburg e a Família grão-ducal luxemburguesa (veja abaixo também)' | A partir daqui descende a Casa de Nassau-Weilburg e a Família grão-ducal luxemburguesa (veja abaixo também)' | A partir daqui descende a Casa de Nassau-Weilburg e a Família grão-ducal luxemburguesa (veja abaixo também)' | A partir daqui descende a Casa de Nassau-Weilburg e a Família grão-ducal luxemburguesa (veja abaixo também)' | A partir daqui descende a Casa de Nassau-Weilburg e a Família grão-ducal luxemburguesa (veja abaixo também)'                                 | A partir daqui descende a Casa de Nassau-Weilburg e a Família grão-ducal luxemburguesa (veja abaixo também)'                                 | | | | | | | | |                                                                                   |                                                                                   | | | | | | | | | | | | | | | | |                                                                                                   |                                                                                                   | A partir daqui descende a Casa de Orange-Nassau (veja abaixo também)                              | A partir daqui descende a Casa de Orange-Nassau (veja abaixo também)                              | A partir daqui descende a Casa de Orange-Nassau (veja abaixo também)                   | A partir daqui descende a Casa de Orange-Nassau (veja abaixo também)                   | A partir daqui descende a Casa de Orange-Nassau (veja abaixo também)                   | A partir daqui descende a Casa de Orange-Nassau (veja abaixo também)                   |                                                      |                                                      |                                                      |                                                      |                                                     |                                                     |  |  |  |  |  |  |  |  |  |  |  |  |  |  |  |  |  |  |  |  |  |  |  |  |  |  |  |  |

### Casa de Orange e Nassau
| João V, conde de Nassau-Dietz, 1455-1516, Stadholder de Gelderland | João V, conde de Nassau-Dietz, 1455-1516, Stadholder de Gelderland | João V, conde de Nassau-Dietz, 1455-1516, Stadholder de Gelderland                                                                        | João V, conde de Nassau-Dietz, 1455-1516, Stadholder de Gelderland                                                                        | João V, conde de Nassau-Dietz, 1455-1516, Stadholder de Gelderland                                                                        | João V, conde de Nassau-Dietz, 1455-1516, Stadholder de Gelderland                                                                        | | | | | | |                                                                                             |                                                                                             |                                                                                             |                                                                                             | | | | | | |                                                                                                 |                                                                                                 | João IV, Príncipe de Orange, 1475-1502 | João IV, Príncipe de Orange, 1475-1502 | João IV, Príncipe de Orange, 1475-1502 | João IV, Príncipe de Orange, 1475-1502 | João IV, Príncipe de Orange, 1475-1502 | João IV, Príncipe de Orange, 1475-1502 | | | | | | | | |                                                                                                |                                                                                                |                                                                                                |                                                                                                |                                                                                      |                                                                                      |                                                                                      |                                                                                      | | | | | | | | | | | | | | |                                                                                               |                                                                                               |                                                                                               |                                                                                               |                                                                                               |                                                                                               |                                                                                                   |                                                                                                   |                                                                                                   |                                                                                                   |                                                                                                   |                                                                                                   |                                                      |                                                      | | | | | | |  |  |  |  |  |  |  |  |  |  |  |  |  |  |  |  |  |  |  |  |  |  |  |  |  |  |  |  |  |  |  |  |  |  |  |  |  |  |  |  |  |  |  |  |  |  |  |  |  |  |  |  |
| João V, conde de Nassau-Dietz, 1455-1516, Stadholder de Gelderland | João V, conde de Nassau-Dietz, 1455-1516, Stadholder de Gelderland | João V, conde de Nassau-Dietz, 1455-1516, Stadholder de Gelderland                                                                        | João V, conde de Nassau-Dietz, 1455-1516, Stadholder de Gelderland                                                                        | João V, conde de Nassau-Dietz, 1455-1516, Stadholder de Gelderland                                                                        | João V, conde de Nassau-Dietz, 1455-1516, Stadholder de Gelderland                                                                        | | | | | | |                                                                                             |                                                                                             |                                                                                             |                                                                                             | | | | | | |                                                                                                 |                                                                                                 | João IV, Príncipe de Orange, 1475-1502 | João IV, Príncipe de Orange, 1475-1502 | João IV, Príncipe de Orange, 1475-1502 | João IV, Príncipe de Orange, 1475-1502 | João IV, Príncipe de Orange, 1475-1502 | João IV, Príncipe de Orange, 1475-1502 | | | | | | | | |                                                                                                |                                                                                                |                                                                                                |                                                                                                |                                                                                      |                                                                                      |                                                                                      |                                                                                      | | | | | | | | | | | | | | |                                                                                               |                                                                                               |                                                                                               |                                                                                               |                                                                                               |                                                                                               |                                                                                                   |                                                                                                   |                                                                                                   |                                                                                                   |                                                                                                   |                                                                                                   |                                                      |                                                      | | | | | | |  |  |  |  |  |  |  |  |  |  |  |  |  |  |  |  |  |  |  |  |  |  |  |  |  |  |  |  |  |  |  |  |  |  |  |  |  |  |  |  |  |  |  |  |  |  |  |  |  |  |  |  |
|                                                                    |                                                                    | | | | | | | | | | |                                                                                             |                                                                                             |                                                                                             |                                                                                             | | | | | | |                                                                                                 |                                                                                                 | | | | | | | | | | | | | | |                                                                                                |                                                                                                |                                                                                                |                                                                                                |                                                                                      |                                                                                      |                                                                                      |                                                                                      | | | | | | | | | | | | | | |                                                                                               |                                                                                               |                                                                                               |                                                                                               |                                                                                               |                                                                                               |                                                                                                   |                                                                                                   |                                                                                                   |                                                                                                   |                                                                                                   |                                                                                                   |                                                      |                                                      | | | | | | |  |  |  |  |  |  |  |  |  |  |  |  |  |  |  |  |  |  |  |  |  |  |  |  |  |  |  |  |  |  |  |  |  |  |  |  |  |  |  |  |  |  |  |  |  |  |  |  |  |  |  |  |
|                                                                    |                                                                    | | | | | | | | | | |                                                                                             |                                                                                             |                                                                                             |                                                                                             | | | | | | |                                                                                                 |                                                                                                 | | | | | | | | | | | | | | |                                                                                                |                                                                                                |                                                                                                |                                                                                                |                                                                                      |                                                                                      |                                                                                      |                                                                                      | | | | | | | | | | | | | | |                                                                                               |                                                                                               |                                                                                               |                                                                                               |                                                                                               |                                                                                               |                                                                                                   |                                                                                                   |                                                                                                   |                                                                                                   |                                                                                                   |                                                                                                   |                                                      |                                                      | | | | | | |  |  |  |  |  |  |  |  |  |  |  |  |  |  |  |  |  |  |  |  |  |  |  |  |  |  |  |  |  |  |  |  |  |  |  |  |  |  |  |  |  |  |  |  |  |  |  |  |  |  |  |  |
|                                                                    |                                                                    | Willem o Rico, conde de Nassau-Dillenburg 1487- 1559                                                                                      | Willem o Rico, conde de Nassau-Dillenburg 1487- 1559                                                                                      | Willem o Rico, conde de Nassau-Dillenburg 1487- 1559                                                                                      | Willem o Rico, conde de Nassau-Dillenburg 1487- 1559                                                                                      | Willem o Rico, conde de Nassau-Dillenburg 1487- 1559                                                                                      | Willem o Rico, conde de Nassau-Dillenburg 1487- 1559                                                                                      | | | | |                                                                                             |                                                                                             |                                                                                             |                                                                                             | | | Henrique III, conde de Nassau-Breda 1483-1538 | Henrique III, conde de Nassau-Breda 1483-1538 | Henrique III, conde de Nassau-Breda 1483-1538 | Henrique III, conde de Nassau-Breda 1483-1538 | Henrique III, conde de Nassau-Breda 1483-1538                                                   | Henrique III, conde de Nassau-Breda 1483-1538                                                   | | | Cláudia de Châlon 1498–1521 | Cláudia de Châlon 1498–1521 | Cláudia de Châlon 1498–1521 | Cláudia de Châlon 1498–1521 | Cláudia de Châlon 1498–1521                                                                                | Cláudia de Châlon 1498–1521                                                                                | | | | | | |                                                                                                |                                                                                                | Filiberto de Châlon, Príncipe de Orange, 1502-1530                                             | Filiberto de Châlon, Príncipe de Orange, 1502-1530                                             | Filiberto de Châlon, Príncipe de Orange, 1502-1530                                   | Filiberto de Châlon, Príncipe de Orange, 1502-1530                                   | Filiberto de Châlon, Príncipe de Orange, 1502-1530                                   | Filiberto de Châlon, Príncipe de Orange, 1502-1530                                   | | | | | | | | | | | | | | |                                                                                               |                                                                                               |                                                                                               |                                                                                               |                                                                                               |                                                                                               |                                                                                                   |                                                                                                   |                                                                                                   |                                                                                                   |                                                                                                   |                                                                                                   |                                                      |                                                      | | | | | | |  |  |  |  |  |  |  |  |  |  |  |  |  |  |  |  |  |  |  |  |  |  |  |  |  |  |  |  |  |  |  |  |  |  |  |  |  |  |  |  |  |  |  |  |  |  |  |  |  |  |  |  |
|                                                                    |                                                                    | Willem o Rico, conde de Nassau-Dillenburg 1487- 1559                                                                                      | Willem o Rico, conde de Nassau-Dillenburg 1487- 1559                                                                                      | Willem o Rico, conde de Nassau-Dillenburg 1487- 1559                                                                                      | Willem o Rico, conde de Nassau-Dillenburg 1487- 1559                                                                                      | Willem o Rico, conde de Nassau-Dillenburg 1487- 1559                                                                                      | Willem o Rico, conde de Nassau-Dillenburg 1487- 1559                                                                                      | | | | |                                                                                             |                                                                                             |                                                                                             |                                                                                             | | | Henrique III, conde de Nassau-Breda 1483-1538 | Henrique III, conde de Nassau-Breda 1483-1538 | Henrique III, conde de Nassau-Breda 1483-1538 | Henrique III, conde de Nassau-Breda 1483-1538 | Henrique III, conde de Nassau-Breda 1483-1538                                                   | Henrique III, conde de Nassau-Breda 1483-1538                                                   | | | Cláudia de Châlon 1498–1521 | Cláudia de Châlon 1498–1521 | Cláudia de Châlon 1498–1521 | Cláudia de Châlon 1498–1521 | Cláudia de Châlon 1498–1521                                                                                | Cláudia de Châlon 1498–1521                                                                                | | | | | | |                                                                                                |                                                                                                | Filiberto de Châlon, Príncipe de Orange, 1502-1530                                             | Filiberto de Châlon, Príncipe de Orange, 1502-1530                                             | Filiberto de Châlon, Príncipe de Orange, 1502-1530                                   | Filiberto de Châlon, Príncipe de Orange, 1502-1530                                   | Filiberto de Châlon, Príncipe de Orange, 1502-1530                                   | Filiberto de Châlon, Príncipe de Orange, 1502-1530                                   | | | | | | | | | | | | | | |                                                                                               |                                                                                               |                                                                                               |                                                                                               |                                                                                               |                                                                                               |                                                                                                   |                                                                                                   |                                                                                                   |                                                                                                   |                                                                                                   |                                                                                                   |                                                      |                                                      | | | | | | |  |  |  |  |  |  |  |  |  |  |  |  |  |  |  |  |  |  |  |  |  |  |  |  |  |  |  |  |  |  |  |  |  |  |  |  |  |  |  |  |  |  |  |  |  |  |  |  |  |  |  |  |
|                                                                    |                                                                    | | | | | | | | | | |                                                                                             |                                                                                             |                                                                                             |                                                                                             | | | | | | |                                                                                                 |                                                                                                 | | | | | | | | | | | | | | |                                                                                                |                                                                                                |                                                                                                |                                                                                                |                                                                                      |                                                                                      |                                                                                      |                                                                                      | | | | | | | | | | | | | | |                                                                                               |                                                                                               |                                                                                               |                                                                                               |                                                                                               |                                                                                               |                                                                                                   |                                                                                                   |                                                                                                   |                                                                                                   |                                                                                                   |                                                                                                   |                                                      |                                                      | | | | | | |  |  |  |  |  |  |  |  |  |  |  |  |  |  |  |  |  |  |  |  |  |  |  |  |  |  |  |  |  |  |  |  |  |  |  |  |  |  |  |  |  |  |  |  |  |  |  |  |  |  |  |  |
|                                                                    |                                                                    | | | | | | | | | | |                                                                                             |                                                                                             |                                                                                             |                                                                                             | | | | | | |                                                                                                 |                                                                                                 | | | | | | | | | | | | | | |                                                                                                |                                                                                                |                                                                                                |                                                                                                |                                                                                      |                                                                                      |                                                                                      |                                                                                      | | | | | | | | | | | | | | |                                                                                               |                                                                                               |                                                                                               |                                                                                               |                                                                                               |                                                                                               |                                                                                                   |                                                                                                   |                                                                                                   |                                                                                                   |                                                                                                   |                                                                                                   |                                                      |                                                      | | | | | | |  |  |  |  |  |  |  |  |  |  |  |  |  |  |  |  |  |  |  |  |  |  |  |  |  |  |  |  |  |  |  |  |  |  |  |  |  |  |  |  |  |  |  |  |  |  |  |  |  |  |  |  |
|                                                                    |                                                                    | | | | | | | | | | |                                                                                             |                                                                                             |                                                                                             |                                                                                             | | | | | | |                                                                                                 |                                                                                                 | | | | | | | | | | | | | | |                                                                                                |                                                                                                |                                                                                                |                                                                                                |                                                                                      |                                                                                      |                                                                                      |                                                                                      | | | | | | | | | | | | | | |                                                                                               |                                                                                               |                                                                                               |                                                                                               |                                                                                               |                                                                                               |                                                                                                   |                                                                                                   |                                                                                                   |                                                                                                   |                                                                                                   |                                                                                                   |                                                      |                                                      | | | | | | |  |  |  |  |  |  |  |  |  |  |  |  |  |  |  |  |  |  |  |  |  |  |  |  |  |  |  |  |  |  |  |  |  |  |  |  |  |  |  |  |  |  |  |  |  |  |  |  |  |  |  |  |
|                                                                    |                                                                    | | | | | | | | | | |                                                                                             |                                                                                             |                                                                                             |                                                                                             | | | | | | |                                                                                                 |                                                                                                 | | | | | | | | | | | | | | |                                                                                                |                                                                                                |                                                                                                |                                                                                                |                                                                                      |                                                                                      |                                                                                      |                                                                                      | | | | | | | | | | | | | | |                                                                                               |                                                                                               |                                                                                               |                                                                                               |                                                                                               |                                                                                               |                                                                                                   |                                                                                                   |                                                                                                   |                                                                                                   |                                                                                                   |                                                                                                   |                                                      |                                                      | | | | | | |  |  |  |  |  |  |  |  |  |  |  |  |  |  |  |  |  |  |  |  |  |  |  |  |  |  |  |  |  |  |  |  |  |  |  |  |  |  |  |  |  |  |  |  |  |  |  |  |  |  |  |  |
|                                                                    |                                                                    | Guilherme I, "o Taciturno" 1533-1584, Príncipe de Orange 1544, Stadholder da Holanda, Zelândia & Utrecht, assassinado por agente espanhol | Guilherme I, "o Taciturno" 1533-1584, Príncipe de Orange 1544, Stadholder da Holanda, Zelândia & Utrecht, assassinado por agente espanhol | Guilherme I, "o Taciturno" 1533-1584, Príncipe de Orange 1544, Stadholder da Holanda, Zelândia & Utrecht, assassinado por agente espanhol | Guilherme I, "o Taciturno" 1533-1584, Príncipe de Orange 1544, Stadholder da Holanda, Zelândia & Utrecht, assassinado por agente espanhol | Guilherme I, "o Taciturno" 1533-1584, Príncipe de Orange 1544, Stadholder da Holanda, Zelândia & Utrecht, assassinado por agente espanhol | Guilherme I, "o Taciturno" 1533-1584, Príncipe de Orange 1544, Stadholder da Holanda, Zelândia & Utrecht, assassinado por agente espanhol | | | Luís 1538–1574, morto em batalha contra a Espanha                                                                    | Luís 1538–1574, morto em batalha contra a Espanha                                                                    | Luís 1538–1574, morto em batalha contra a Espanha                                           | Luís 1538–1574, morto em batalha contra a Espanha                                           | Luís 1538–1574, morto em batalha contra a Espanha                                           | Luís 1538–1574, morto em batalha contra a Espanha                                           | | | Adolfo 1540–1568, morto em batalha contra a Espanha | Adolfo 1540–1568, morto em batalha contra a Espanha | Adolfo 1540–1568, morto em batalha contra a Espanha | Adolfo 1540–1568, morto em batalha contra a Espanha | Adolfo 1540–1568, morto em batalha contra a Espanha                                             | Adolfo 1540–1568, morto em batalha contra a Espanha                                             | | | Henrique 1550-1574, morto em batalha contra a Espanha | Henrique 1550-1574, morto em batalha contra a Espanha | Henrique 1550-1574, morto em batalha contra a Espanha | Henrique 1550-1574, morto em batalha contra a Espanha | Henrique 1550-1574, morto em batalha contra a Espanha                                                      | Henrique 1550-1574, morto em batalha contra a Espanha                                                      | | | João VI "o Velhor" 1535–1606, Stadholder de Gelderland                                                                                               | João VI "o Velhor" 1535–1606, Stadholder de Gelderland                                                                                               | João VI "o Velhor" 1535–1606, Stadholder de Gelderland                                                                                               | João VI "o Velhor" 1535–1606, Stadholder de Gelderland                                                                                               | João VI "o Velhor" 1535–1606, Stadholder de Gelderland                                         | João VI "o Velhor" 1535–1606, Stadholder de Gelderland                                         |                                                                                                |                                                                                                |                                                                                      |                                                                                      | René de Châlon 1519–1544, Príncipe de Orange,1521                                    | René de Châlon 1519–1544, Príncipe de Orange,1521                                    | René de Châlon 1519–1544, Príncipe de Orange,1521                                                      | René de Châlon 1519–1544, Príncipe de Orange,1521                                                      | René de Châlon 1519–1544, Príncipe de Orange,1521                                                      | René de Châlon 1519–1544, Príncipe de Orange,1521                                                      | | | | | | | | | | |                                                                                               |                                                                                               |                                                                                               |                                                                                               |                                                                                               |                                                                                               |                                                                                                   |                                                                                                   |                                                                                                   |                                                                                                   |                                                                                                   |                                                                                                   |                                                      |                                                      | | | | | | |  |  |  |  |  |  |  |  |  |  |  |  |  |  |  |  |  |  |  |  |  |  |  |  |  |  |  |  |  |  |  |  |  |  |  |  |  |  |  |  |  |  |  |  |  |  |  |  |  |  |  |  |
|                                                                    |                                                                    | Guilherme I, "o Taciturno" 1533-1584, Príncipe de Orange 1544, Stadholder da Holanda, Zelândia & Utrecht, assassinado por agente espanhol | Guilherme I, "o Taciturno" 1533-1584, Príncipe de Orange 1544, Stadholder da Holanda, Zelândia & Utrecht, assassinado por agente espanhol | Guilherme I, "o Taciturno" 1533-1584, Príncipe de Orange 1544, Stadholder da Holanda, Zelândia & Utrecht, assassinado por agente espanhol | Guilherme I, "o Taciturno" 1533-1584, Príncipe de Orange 1544, Stadholder da Holanda, Zelândia & Utrecht, assassinado por agente espanhol | Guilherme I, "o Taciturno" 1533-1584, Príncipe de Orange 1544, Stadholder da Holanda, Zelândia & Utrecht, assassinado por agente espanhol | Guilherme I, "o Taciturno" 1533-1584, Príncipe de Orange 1544, Stadholder da Holanda, Zelândia & Utrecht, assassinado por agente espanhol | | | Luís 1538–1574, morto em batalha contra a Espanha                                                                    | Luís 1538–1574, morto em batalha contra a Espanha                                                                    | Luís 1538–1574, morto em batalha contra a Espanha                                           | Luís 1538–1574, morto em batalha contra a Espanha                                           | Luís 1538–1574, morto em batalha contra a Espanha                                           | Luís 1538–1574, morto em batalha contra a Espanha                                           | | | Adolfo 1540–1568, morto em batalha contra a Espanha | Adolfo 1540–1568, morto em batalha contra a Espanha | Adolfo 1540–1568, morto em batalha contra a Espanha | Adolfo 1540–1568, morto em batalha contra a Espanha | Adolfo 1540–1568, morto em batalha contra a Espanha                                             | Adolfo 1540–1568, morto em batalha contra a Espanha                                             | | | Henrique 1550-1574, morto em batalha contra a Espanha | Henrique 1550-1574, morto em batalha contra a Espanha | Henrique 1550-1574, morto em batalha contra a Espanha | Henrique 1550-1574, morto em batalha contra a Espanha | Henrique 1550-1574, morto em batalha contra a Espanha                                                      | Henrique 1550-1574, morto em batalha contra a Espanha                                                      | | | João VI "o Velhor" 1535–1606, Stadholder de Gelderland                                                                                               | João VI "o Velhor" 1535–1606, Stadholder de Gelderland                                                                                               | João VI "o Velhor" 1535–1606, Stadholder de Gelderland                                                                                               | João VI "o Velhor" 1535–1606, Stadholder de Gelderland                                                                                               | João VI "o Velhor" 1535–1606, Stadholder de Gelderland                                         | João VI "o Velhor" 1535–1606, Stadholder de Gelderland                                         |                                                                                                |                                                                                                |                                                                                      |                                                                                      | René de Châlon 1519–1544, Príncipe de Orange,1521                                    | René de Châlon 1519–1544, Príncipe de Orange,1521                                    | René de Châlon 1519–1544, Príncipe de Orange,1521                                                      | René de Châlon 1519–1544, Príncipe de Orange,1521                                                      | René de Châlon 1519–1544, Príncipe de Orange,1521                                                      | René de Châlon 1519–1544, Príncipe de Orange,1521                                                      | | | | | | | | | | |                                                                                               |                                                                                               |                                                                                               |                                                                                               |                                                                                               |                                                                                               |                                                                                                   |                                                                                                   |                                                                                                   |                                                                                                   |                                                                                                   |                                                                                                   |                                                      |                                                      | | | | | | |  |  |  |  |  |  |  |  |  |  |  |  |  |  |  |  |  |  |  |  |  |  |  |  |  |  |  |  |  |  |  |  |  |  |  |  |  |  |  |  |  |  |  |  |  |  |  |  |  |  |  |  |
|                                                                    |                                                                    | | | | | | | | | | |                                                                                             |                                                                                             |                                                                                             |                                                                                             | | | | | | |                                                                                                 |                                                                                                 | | | | | | | | | | | | | | |                                                                                                |                                                                                                |                                                                                                |                                                                                                |                                                                                      |                                                                                      |                                                                                      |                                                                                      | | | | | | | | | | | | | | |                                                                                               |                                                                                               |                                                                                               |                                                                                               |                                                                                               |                                                                                               |                                                                                                   |                                                                                                   |                                                                                                   |                                                                                                   |                                                                                                   |                                                                                                   |                                                      |                                                      | | | | | | |  |  |  |  |  |  |  |  |  |  |  |  |  |  |  |  |  |  |  |  |  |  |  |  |  |  |  |  |  |  |  |  |  |  |  |  |  |  |  |  |  |  |  |  |  |  |  |  |  |  |  |  |
|                                                                    |                                                                    | | | | | | | | | | |                                                                                             |                                                                                             |                                                                                             |                                                                                             | | | | | | |                                                                                                 |                                                                                                 | | | | | | | | | | | | | | |                                                                                                |                                                                                                |                                                                                                |                                                                                                |                                                                                      |                                                                                      |                                                                                      |                                                                                      | | | | | | | | | | | | | | |                                                                                               |                                                                                               |                                                                                               |                                                                                               |                                                                                               |                                                                                               |                                                                                                   |                                                                                                   |                                                                                                   |                                                                                                   |                                                                                                   |                                                                                                   |                                                      |                                                      | | | | | | |  |  |  |  |  |  |  |  |  |  |  |  |  |  |  |  |  |  |  |  |  |  |  |  |  |  |  |  |  |  |  |  |  |  |  |  |  |  |  |  |  |  |  |  |  |  |  |  |  |  |  |  |
|                                                                    |                                                                    | | | | | | | | | | |                                                                                             |                                                                                             |                                                                                             |                                                                                             | | | | | | |                                                                                                 |                                                                                                 | | | | | | | | | | | | | | |                                                                                                |                                                                                                |                                                                                                |                                                                                                |                                                                                      |                                                                                      |                                                                                      |                                                                                      | | | | | | | | | | | | | | |                                                                                               |                                                                                               |                                                                                               |                                                                                               |                                                                                               |                                                                                               |                                                                                                   |                                                                                                   |                                                                                                   |                                                                                                   |                                                                                                   |                                                                                                   |                                                      |                                                      | | | | | | |  |  |  |  |  |  |  |  |  |  |  |  |  |  |  |  |  |  |  |  |  |  |  |  |  |  |  |  |  |  |  |  |  |  |  |  |  |  |  |  |  |  |  |  |  |  |  |  |  |  |  |  |
|                                                                    |                                                                    | Filipe Guilherme 1554–1618, Príncipe de Orange, 1584                                                                                      | Filipe Guilherme 1554–1618, Príncipe de Orange, 1584                                                                                      | Filipe Guilherme 1554–1618, Príncipe de Orange, 1584                                                                                      | Filipe Guilherme 1554–1618, Príncipe de Orange, 1584                                                                                      | Filipe Guilherme 1554–1618, Príncipe de Orange, 1584                                                                                      | Filipe Guilherme 1554–1618, Príncipe de Orange, 1584                                                                                      | | | Maurício 1567–1625, Príncipe de Orange,1618, Stadholder da Holanda, Zelândia, Utrecht, etc.                          | Maurício 1567–1625, Príncipe de Orange,1618, Stadholder da Holanda, Zelândia, Utrecht, etc.                          | Maurício 1567–1625, Príncipe de Orange,1618, Stadholder da Holanda, Zelândia, Utrecht, etc. | Maurício 1567–1625, Príncipe de Orange,1618, Stadholder da Holanda, Zelândia, Utrecht, etc. | Maurício 1567–1625, Príncipe de Orange,1618, Stadholder da Holanda, Zelândia, Utrecht, etc. | Maurício 1567–1625, Príncipe de Orange,1618, Stadholder da Holanda, Zelândia, Utrecht, etc. | | | Frederico Henrique 1584–1647, Príncipe de Orange, 1625, Stadtholder da Holanda, Zelândia & etc.                                                             | Frederico Henrique 1584–1647, Príncipe de Orange, 1625, Stadtholder da Holanda, Zelândia & etc.                                                             | Frederico Henrique 1584–1647, Príncipe de Orange, 1625, Stadtholder da Holanda, Zelândia & etc.                                                             | Frederico Henrique 1584–1647, Príncipe de Orange, 1625, Stadtholder da Holanda, Zelândia & etc.                                                             | Frederico Henrique 1584–1647, Príncipe de Orange, 1625, Stadtholder da Holanda, Zelândia & etc. | Frederico Henrique 1584–1647, Príncipe de Orange, 1625, Stadtholder da Holanda, Zelândia & etc. | | | Luísa Juliana 1576-1644 casada com Frederico IV Eleitor Palatino de quem a família real britânica descende                                                             | Luísa Juliana 1576-1644 casada com Frederico IV Eleitor Palatino de quem a família real britânica descende                                                             | Luísa Juliana 1576-1644 casada com Frederico IV Eleitor Palatino de quem a família real britânica descende                                                             | Luísa Juliana 1576-1644 casada com Frederico IV Eleitor Palatino de quem a família real britânica descende                                                             | Luísa Juliana 1576-1644 casada com Frederico IV Eleitor Palatino de quem a família real britânica descende | Luísa Juliana 1576-1644 casada com Frederico IV Eleitor Palatino de quem a família real britânica descende | | | Elisabeth 1577-1642 casada com Henri de La Tour d'Auvergne, Duque de Bouillon                                                                        | Elisabeth 1577-1642 casada com Henri de La Tour d'Auvergne, Duque de Bouillon                                                                        | Elisabeth 1577-1642 casada com Henri de La Tour d'Auvergne, Duque de Bouillon                                                                        | Elisabeth 1577-1642 casada com Henri de La Tour d'Auvergne, Duque de Bouillon                                                                        | Elisabeth 1577-1642 casada com Henri de La Tour d'Auvergne, Duque de Bouillon                  | Elisabeth 1577-1642 casada com Henri de La Tour d'Auvergne, Duque de Bouillon                  |                                                                                                |                                                                                                | illeg. Justinus van Nassau (1559 – 1631) Almirante & General, Gov de Breda 1601-1625 | illeg. Justinus van Nassau (1559 – 1631) Almirante & General, Gov de Breda 1601-1625 | illeg. Justinus van Nassau (1559 – 1631) Almirante & General, Gov de Breda 1601-1625 | illeg. Justinus van Nassau (1559 – 1631) Almirante & General, Gov de Breda 1601-1625 | illeg. Justinus van Nassau (1559 – 1631) Almirante & General, Gov de Breda 1601-1625                   | illeg. Justinus van Nassau (1559 – 1631) Almirante & General, Gov de Breda 1601-1625                   | | | | | Guilherme Luís "Us Heit", conde de Nassau-Dillenburg 1560–1620, Stadtholder de Friesland, Groningen e Drenthe | Guilherme Luís "Us Heit", conde de Nassau-Dillenburg 1560–1620, Stadtholder de Friesland, Groningen e Drenthe | Guilherme Luís "Us Heit", conde de Nassau-Dillenburg 1560–1620, Stadtholder de Friesland, Groningen e Drenthe     | Guilherme Luís "Us Heit", conde de Nassau-Dillenburg 1560–1620, Stadtholder de Friesland, Groningen e Drenthe     | Guilherme Luís "Us Heit", conde de Nassau-Dillenburg 1560–1620, Stadtholder de Friesland, Groningen e Drenthe     | Guilherme Luís "Us Heit", conde de Nassau-Dillenburg 1560–1620, Stadtholder de Friesland, Groningen e Drenthe     | | | Ernst Casimir, conde de Nassau-Dietz 1573–1632, Stadtholder de Friesland, Groningen e Drenthe | Ernst Casimir, conde de Nassau-Dietz 1573–1632, Stadtholder de Friesland, Groningen e Drenthe | Ernst Casimir, conde de Nassau-Dietz 1573–1632, Stadtholder de Friesland, Groningen e Drenthe | Ernst Casimir, conde de Nassau-Dietz 1573–1632, Stadtholder de Friesland, Groningen e Drenthe | Ernst Casimir, conde de Nassau-Dietz 1573–1632, Stadtholder de Friesland, Groningen e Drenthe | Ernst Casimir, conde de Nassau-Dietz 1573–1632, Stadtholder de Friesland, Groningen e Drenthe |                                                                                                   |                                                                                                   |                                                                                                   |                                                                                                   | João VII "o Meio", conde de Nassau-Siegen, 1561–1623                                              | João VII "o Meio", conde de Nassau-Siegen, 1561–1623                                              | João VII "o Meio", conde de Nassau-Siegen, 1561–1623 | João VII "o Meio", conde de Nassau-Siegen, 1561–1623 | João VII "o Meio", conde de Nassau-Siegen, 1561–1623                                                                              | João VII "o Meio", conde de Nassau-Siegen, 1561–1623                                                                              | | | | |  |  |  |  |  |  |  |  |  |  |  |  |  |  |  |  |  |  |  |  |  |  |  |  |  |  |  |  |  |  |  |  |  |  |  |  |  |  |  |  |  |  |  |  |  |  |  |  |  |  |  |  |
|                                                                    |                                                                    | Filipe Guilherme 1554–1618, Príncipe de Orange, 1584                                                                                      | Filipe Guilherme 1554–1618, Príncipe de Orange, 1584                                                                                      | Filipe Guilherme 1554–1618, Príncipe de Orange, 1584                                                                                      | Filipe Guilherme 1554–1618, Príncipe de Orange, 1584                                                                                      | Filipe Guilherme 1554–1618, Príncipe de Orange, 1584                                                                                      | Filipe Guilherme 1554–1618, Príncipe de Orange, 1584                                                                                      | | | Maurício 1567–1625, Príncipe de Orange,1618, Stadholder da Holanda, Zelândia, Utrecht, etc.                          | Maurício 1567–1625, Príncipe de Orange,1618, Stadholder da Holanda, Zelândia, Utrecht, etc.                          | Maurício 1567–1625, Príncipe de Orange,1618, Stadholder da Holanda, Zelândia, Utrecht, etc. | Maurício 1567–1625, Príncipe de Orange,1618, Stadholder da Holanda, Zelândia, Utrecht, etc. | Maurício 1567–1625, Príncipe de Orange,1618, Stadholder da Holanda, Zelândia, Utrecht, etc. | Maurício 1567–1625, Príncipe de Orange,1618, Stadholder da Holanda, Zelândia, Utrecht, etc. | | | Frederico Henrique 1584–1647, Príncipe de Orange, 1625, Stadtholder da Holanda, Zelândia & etc.                                                             | Frederico Henrique 1584–1647, Príncipe de Orange, 1625, Stadtholder da Holanda, Zelândia & etc.                                                             | Frederico Henrique 1584–1647, Príncipe de Orange, 1625, Stadtholder da Holanda, Zelândia & etc.                                                             | Frederico Henrique 1584–1647, Príncipe de Orange, 1625, Stadtholder da Holanda, Zelândia & etc.                                                             | Frederico Henrique 1584–1647, Príncipe de Orange, 1625, Stadtholder da Holanda, Zelândia & etc. | Frederico Henrique 1584–1647, Príncipe de Orange, 1625, Stadtholder da Holanda, Zelândia & etc. | | | Luísa Juliana 1576-1644 casada com Frederico IV Eleitor Palatino de quem a família real britânica descende                                                             | Luísa Juliana 1576-1644 casada com Frederico IV Eleitor Palatino de quem a família real britânica descende                                                             | Luísa Juliana 1576-1644 casada com Frederico IV Eleitor Palatino de quem a família real britânica descende                                                             | Luísa Juliana 1576-1644 casada com Frederico IV Eleitor Palatino de quem a família real britânica descende                                                             | Luísa Juliana 1576-1644 casada com Frederico IV Eleitor Palatino de quem a família real britânica descende | Luísa Juliana 1576-1644 casada com Frederico IV Eleitor Palatino de quem a família real britânica descende | | | Elisabeth 1577-1642 casada com Henri de La Tour d'Auvergne, Duque de Bouillon                                                                        | Elisabeth 1577-1642 casada com Henri de La Tour d'Auvergne, Duque de Bouillon                                                                        | Elisabeth 1577-1642 casada com Henri de La Tour d'Auvergne, Duque de Bouillon                                                                        | Elisabeth 1577-1642 casada com Henri de La Tour d'Auvergne, Duque de Bouillon                                                                        | Elisabeth 1577-1642 casada com Henri de La Tour d'Auvergne, Duque de Bouillon                  | Elisabeth 1577-1642 casada com Henri de La Tour d'Auvergne, Duque de Bouillon                  |                                                                                                |                                                                                                | illeg. Justinus van Nassau (1559 – 1631) Almirante & General, Gov de Breda 1601-1625 | illeg. Justinus van Nassau (1559 – 1631) Almirante & General, Gov de Breda 1601-1625 | illeg. Justinus van Nassau (1559 – 1631) Almirante & General, Gov de Breda 1601-1625 | illeg. Justinus van Nassau (1559 – 1631) Almirante & General, Gov de Breda 1601-1625 | illeg. Justinus van Nassau (1559 – 1631) Almirante & General, Gov de Breda 1601-1625                   | illeg. Justinus van Nassau (1559 – 1631) Almirante & General, Gov de Breda 1601-1625                   | | | | | Guilherme Luís "Us Heit", conde de Nassau-Dillenburg 1560–1620, Stadtholder de Friesland, Groningen e Drenthe | Guilherme Luís "Us Heit", conde de Nassau-Dillenburg 1560–1620, Stadtholder de Friesland, Groningen e Drenthe | Guilherme Luís "Us Heit", conde de Nassau-Dillenburg 1560–1620, Stadtholder de Friesland, Groningen e Drenthe     | Guilherme Luís "Us Heit", conde de Nassau-Dillenburg 1560–1620, Stadtholder de Friesland, Groningen e Drenthe     | Guilherme Luís "Us Heit", conde de Nassau-Dillenburg 1560–1620, Stadtholder de Friesland, Groningen e Drenthe     | Guilherme Luís "Us Heit", conde de Nassau-Dillenburg 1560–1620, Stadtholder de Friesland, Groningen e Drenthe     | | | Ernst Casimir, conde de Nassau-Dietz 1573–1632, Stadtholder de Friesland, Groningen e Drenthe | Ernst Casimir, conde de Nassau-Dietz 1573–1632, Stadtholder de Friesland, Groningen e Drenthe | Ernst Casimir, conde de Nassau-Dietz 1573–1632, Stadtholder de Friesland, Groningen e Drenthe | Ernst Casimir, conde de Nassau-Dietz 1573–1632, Stadtholder de Friesland, Groningen e Drenthe | Ernst Casimir, conde de Nassau-Dietz 1573–1632, Stadtholder de Friesland, Groningen e Drenthe | Ernst Casimir, conde de Nassau-Dietz 1573–1632, Stadtholder de Friesland, Groningen e Drenthe |                                                                                                   |                                                                                                   |                                                                                                   |                                                                                                   | João VII "o Meio", conde de Nassau-Siegen, 1561–1623                                              | João VII "o Meio", conde de Nassau-Siegen, 1561–1623                                              | João VII "o Meio", conde de Nassau-Siegen, 1561–1623 | João VII "o Meio", conde de Nassau-Siegen, 1561–1623 | João VII "o Meio", conde de Nassau-Siegen, 1561–1623                                                                              | João VII "o Meio", conde de Nassau-Siegen, 1561–1623                                                                              | | | | |  |  |  |  |  |  |  |  |  |  |  |  |  |  |  |  |  |  |  |  |  |  |  |  |  |  |  |  |  |  |  |  |  |  |  |  |  |  |  |  |  |  |  |  |  |  |  |  |  |  |  |  |
|                                                                    |                                                                    | | | | | illeg Guilherme de Nassau (1601–1627), Senhor de de Lek                                                                                   | illeg Guilherme de Nassau (1601–1627), Senhor de de Lek                                                                                   | illeg Guilherme de Nassau (1601–1627), Senhor de de Lek                                                              | illeg Guilherme de Nassau (1601–1627), Senhor de de Lek                                                              | illeg Guilherme de Nassau (1601–1627), Senhor de de Lek                                                              | illeg Guilherme de Nassau (1601–1627), Senhor de de Lek                                                              |                                                                                             |                                                                                             | ileg Luís de Nassau, Senhor de De Lek e Beverweerd (1602– 1665)                             | ileg Luís de Nassau, Senhor de De Lek e Beverweerd (1602– 1665)                             | ileg Luís de Nassau, Senhor de De Lek e Beverweerd (1602– 1665)                                                                                             | ileg Luís de Nassau, Senhor de De Lek e Beverweerd (1602– 1665)                                                                                             | ileg Luís de Nassau, Senhor de De Lek e Beverweerd (1602– 1665)                                                                                             | ileg Luís de Nassau, Senhor de De Lek e Beverweerd (1602– 1665)                                                                                             | | |                                                                                                 |                                                                                                 | | | Frederico V, Eleitor Palatino, 1610 & Rei da Boêmia 1619-21 | Frederico V, Eleitor Palatino, 1610 & Rei da Boêmia 1619-21 | Frederico V, Eleitor Palatino, 1610 & Rei da Boêmia 1619-21 | Frederico V, Eleitor Palatino, 1610 & Rei da Boêmia 1619-21 | Frederico V, Eleitor Palatino, 1610 & Rei da Boêmia 1619-21                                                | Frederico V, Eleitor Palatino, 1610 & Rei da Boêmia 1619-21                                                | | | | | Henri de la Tour d'Auvergne, Vicomte de Turenne & Marechal-General da França 1611-1675                                                               | Henri de la Tour d'Auvergne, Vicomte de Turenne & Marechal-General da França 1611-1675                                                               | Henri de la Tour d'Auvergne, Vicomte de Turenne & Marechal-General da França 1611-1675         | Henri de la Tour d'Auvergne, Vicomte de Turenne & Marechal-General da França 1611-1675         | Henri de la Tour d'Auvergne, Vicomte de Turenne & Marechal-General da França 1611-1675         | Henri de la Tour d'Auvergne, Vicomte de Turenne & Marechal-General da França 1611-1675         |                                                                                      |                                                                                      |                                                                                      |                                                                                      | | | | | | | | | | | | | | |                                                                                               |                                                                                               |                                                                                               |                                                                                               |                                                                                               |                                                                                               |                                                                                                   |                                                                                                   |                                                                                                   |                                                                                                   |                                                                                                   |                                                                                                   |                                                      |                                                      | | | | | | |  |  |  |  |  |  |  |  |  |  |  |  |  |  |  |  |  |  |  |  |  |  |  |  |  |  |  |  |  |  |  |  |  |  |  |  |  |  |  |  |  |  |  |  |  |  |  |  |  |  |  |  |
|                                                                    |                                                                    | | | | | illeg Guilherme de Nassau (1601–1627), Senhor de de Lek                                                                                   | illeg Guilherme de Nassau (1601–1627), Senhor de de Lek                                                                                   | illeg Guilherme de Nassau (1601–1627), Senhor de de Lek                                                              | illeg Guilherme de Nassau (1601–1627), Senhor de de Lek                                                              | illeg Guilherme de Nassau (1601–1627), Senhor de de Lek                                                              | illeg Guilherme de Nassau (1601–1627), Senhor de de Lek                                                              |                                                                                             |                                                                                             | ileg Luís de Nassau, Senhor de De Lek e Beverweerd (1602– 1665)                             | ileg Luís de Nassau, Senhor de De Lek e Beverweerd (1602– 1665)                             | ileg Luís de Nassau, Senhor de De Lek e Beverweerd (1602– 1665)                                                                                             | ileg Luís de Nassau, Senhor de De Lek e Beverweerd (1602– 1665)                                                                                             | ileg Luís de Nassau, Senhor de De Lek e Beverweerd (1602– 1665)                                                                                             | ileg Luís de Nassau, Senhor de De Lek e Beverweerd (1602– 1665)                                                                                             | | |                                                                                                 |                                                                                                 | | | Frederico V, Eleitor Palatino, 1610 & Rei da Boêmia 1619-21 | Frederico V, Eleitor Palatino, 1610 & Rei da Boêmia 1619-21 | Frederico V, Eleitor Palatino, 1610 & Rei da Boêmia 1619-21 | Frederico V, Eleitor Palatino, 1610 & Rei da Boêmia 1619-21 | Frederico V, Eleitor Palatino, 1610 & Rei da Boêmia 1619-21                                                | Frederico V, Eleitor Palatino, 1610 & Rei da Boêmia 1619-21                                                | | | | | Henri de la Tour d'Auvergne, Vicomte de Turenne & Marechal-General da França 1611-1675                                                               | Henri de la Tour d'Auvergne, Vicomte de Turenne & Marechal-General da França 1611-1675                                                               | Henri de la Tour d'Auvergne, Vicomte de Turenne & Marechal-General da França 1611-1675         | Henri de la Tour d'Auvergne, Vicomte de Turenne & Marechal-General da França 1611-1675         | Henri de la Tour d'Auvergne, Vicomte de Turenne & Marechal-General da França 1611-1675         | Henri de la Tour d'Auvergne, Vicomte de Turenne & Marechal-General da França 1611-1675         |                                                                                      |                                                                                      |                                                                                      |                                                                                      | | | | | | | | | | | | | | |                                                                                               |                                                                                               |                                                                                               |                                                                                               |                                                                                               |                                                                                               |                                                                                                   |                                                                                                   |                                                                                                   |                                                                                                   |                                                                                                   |                                                                                                   |                                                      |                                                      | | | | | | |  |  |  |  |  |  |  |  |  |  |  |  |  |  |  |  |  |  |  |  |  |  |  |  |  |  |  |  |  |  |  |  |  |  |  |  |  |  |  |  |  |  |  |  |  |  |  |  |  |  |  |  |
|                                                                    |                                                                    | | | | | | | | | Carlos I, Rei da Inglaterra 1625-1649                                                                                | |                                                                                             |                                                                                             |                                                                                             |                                                                                             | | | | | | |                                                                                                 |                                                                                                 | | | | | | | | | | | | | | |                                                                                                |                                                                                                |                                                                                                |                                                                                                |                                                                                      |                                                                                      |                                                                                      |                                                                                      | | | | | | | | | | | | | | |                                                                                               |                                                                                               |                                                                                               |                                                                                               |                                                                                               |                                                                                               |                                                                                                   |                                                                                                   |                                                                                                   |                                                                                                   |                                                                                                   |                                                                                                   |                                                      |                                                      | | | | | | |  |  |  |  |  |  |  |  |  |  |  |  |  |  |  |  |  |  |  |  |  |  |  |  |  |  |  |  |  |  |  |  |  |  |  |  |  |  |  |  |  |  |  |  |  |  |  |  |  |  |  |  |
|                                                                    |                                                                    | | | | | | | | | | |                                                                                             |                                                                                             |                                                                                             |                                                                                             | | | Carlos II | | | |                                                                                                 |                                                                                                 | | | | | | | | | | | | | | |                                                                                                |                                                                                                |                                                                                                |                                                                                                |                                                                                      |                                                                                      |                                                                                      |                                                                                      | | | | | | | | | | | | | | |                                                                                               |                                                                                               |                                                                                               |                                                                                               |                                                                                               |                                                                                               |                                                                                                   |                                                                                                   |                                                                                                   |                                                                                                   |                                                                                                   |                                                                                                   |                                                      |                                                      | | | | | | |  |  |  |  |  |  |  |  |  |  |  |  |  |  |  |  |  |  |  |  |  |  |  |  |  |  |  |  |  |  |  |  |  |  |  |  |  |  |  |  |  |  |  |  |  |  |  |  |  |  |  |  |
|                                                                    |                                                                    | | | | | | | | | | |                                                                                             |                                                                                             |                                                                                             |                                                                                             | | | | | | |                                                                                                 |                                                                                                 | | | | | | | | | | | | | | |                                                                                                |                                                                                                |                                                                                                |                                                                                                |                                                                                      |                                                                                      |                                                                                      |                                                                                      | | | | | | | | | | | | | | |                                                                                               |                                                                                               |                                                                                               |                                                                                               |                                                                                               |                                                                                               |                                                                                                   |                                                                                                   |                                                                                                   |                                                                                                   |                                                                                                   |                                                                                                   |                                                      |                                                      | | | | | | |  |  |  |  |  |  |  |  |  |  |  |  |  |  |  |  |  |  |  |  |  |  |  |  |  |  |  |  |  |  |  |  |  |  |  |  |  |  |  |  |  |  |  |  |  |  |  |  |  |  |  |  |
|                                                                    |                                                                    | Guilherme II 1626-1650,Príncipe de Orange & Stadholder da Holanda, Zelândia, etc, 1647                                                    | Guilherme II 1626-1650,Príncipe de Orange & Stadholder da Holanda, Zelândia, etc, 1647                                                    | Guilherme II 1626-1650,Príncipe de Orange & Stadholder da Holanda, Zelândia, etc, 1647                                                    | Guilherme II 1626-1650,Príncipe de Orange & Stadholder da Holanda, Zelândia, etc, 1647                                                    | Guilherme II 1626-1650,Príncipe de Orange & Stadholder da Holanda, Zelândia, etc, 1647                                                    | Guilherme II 1626-1650,Príncipe de Orange & Stadholder da Holanda, Zelândia, etc, 1647                                                    | | | Maria,Princesa Real                                                                                                  | Maria,Princesa Real                                                                                                  | Maria,Princesa Real                                                                         | Maria,Princesa Real                                                                         | Maria,Princesa Real                                                                         | Maria,Princesa Real                                                                         | Jaime II | Jaime II | Jaime II | Jaime II | Jaime II | Jaime II |                                                                                                 |                                                                                                 | Louise Henriette (1627-1667) casada com Frederico Guilherme, Eleitor de Brandemburgo ascendentes dos Reis da Prússia e depois Imperadores alemães                      | Louise Henriette (1627-1667) casada com Frederico Guilherme, Eleitor de Brandemburgo ascendentes dos Reis da Prússia e depois Imperadores alemães                      | Louise Henriette (1627-1667) casada com Frederico Guilherme, Eleitor de Brandemburgo ascendentes dos Reis da Prússia e depois Imperadores alemães                      | Louise Henriette (1627-1667) casada com Frederico Guilherme, Eleitor de Brandemburgo ascendentes dos Reis da Prússia e depois Imperadores alemães                      | Louise Henriette (1627-1667) casada com Frederico Guilherme, Eleitor de Brandemburgo ascendentes dos Reis da Prússia e depois Imperadores alemães                      | Louise Henriette (1627-1667) casada com Frederico Guilherme, Eleitor de Brandemburgo ascendentes dos Reis da Prússia e depois Imperadores alemães                      | | | illeg. Frederick Nassau de Zuylestein (1608–1672) general do exército, ascendente dos Condes de Rochford na Ingalterra                               | illeg. Frederick Nassau de Zuylestein (1608–1672) general do exército, ascendente dos Condes de Rochford na Ingalterra                               | illeg. Frederick Nassau de Zuylestein (1608–1672) general do exército, ascendente dos Condes de Rochford na Ingalterra                               | illeg. Frederick Nassau de Zuylestein (1608–1672) general do exército, ascendente dos Condes de Rochford na Ingalterra                               | illeg. Frederick Nassau de Zuylestein (1608–1672) general do exército, ascendente dos Condes de Rochford na Ingalterra                               | illeg. Frederick Nassau de Zuylestein (1608–1672) general do exército, ascendente dos Condes de Rochford na Ingalterra                               |                                                                                                |                                                                                                |                                                                                                |                                                                                                | Albertina Agnes(1634– 1696)                                                          | Albertina Agnes(1634– 1696)                                                          | Albertina Agnes(1634– 1696)                                                          | Albertina Agnes(1634– 1696)                                                          | Albertina Agnes(1634– 1696)                                                                            | Albertina Agnes(1634– 1696)                                                                            | | | | | | | Guilherme Frederico,1613-1664 conde depois Príncipe de Nassau-Dietz,Stadtholder de Friesland, Groningen e Drenthe | Guilherme Frederico,1613-1664 conde depois Príncipe de Nassau-Dietz,Stadtholder de Friesland, Groningen e Drenthe | Guilherme Frederico,1613-1664 conde depois Príncipe de Nassau-Dietz,Stadtholder de Friesland, Groningen e Drenthe | Guilherme Frederico,1613-1664 conde depois Príncipe de Nassau-Dietz,Stadtholder de Friesland, Groningen e Drenthe | Guilherme Frederico,1613-1664 conde depois Príncipe de Nassau-Dietz,Stadtholder de Friesland, Groningen e Drenthe | Guilherme Frederico,1613-1664 conde depois Príncipe de Nassau-Dietz,Stadtholder de Friesland, Groningen e Drenthe |                                                                                               |                                                                                               |                                                                                               |                                                                                               |                                                                                               |                                                                                               | Henrique Casimiro I conde de Nassau-Dietz,1612–1640,Stadtholder de Friesland, Groningen e Drenthe | Henrique Casimiro I conde de Nassau-Dietz,1612–1640,Stadtholder de Friesland, Groningen e Drenthe | Henrique Casimiro I conde de Nassau-Dietz,1612–1640,Stadtholder de Friesland, Groningen e Drenthe | Henrique Casimiro I conde de Nassau-Dietz,1612–1640,Stadtholder de Friesland, Groningen e Drenthe | Henrique Casimiro I conde de Nassau-Dietz,1612–1640,Stadtholder de Friesland, Groningen e Drenthe | Henrique Casimiro I conde de Nassau-Dietz,1612–1640,Stadtholder de Friesland, Groningen e Drenthe |                                                      |                                                      | João Maurício "o Brasileiro", Príncipe de Nassau-Siegen,1604–1679,gov. do Brasil Holandês, Marechal de campo do exército holandês | João Maurício "o Brasileiro", Príncipe de Nassau-Siegen,1604–1679,gov. do Brasil Holandês, Marechal de campo do exército holandês | João Maurício "o Brasileiro", Príncipe de Nassau-Siegen,1604–1679,gov. do Brasil Holandês, Marechal de campo do exército holandês | João Maurício "o Brasileiro", Príncipe de Nassau-Siegen,1604–1679,gov. do Brasil Holandês, Marechal de campo do exército holandês | João Maurício "o Brasileiro", Príncipe de Nassau-Siegen,1604–1679,gov. do Brasil Holandês, Marechal de campo do exército holandês | João Maurício "o Brasileiro", Príncipe de Nassau-Siegen,1604–1679,gov. do Brasil Holandês, Marechal de campo do exército holandês |  |  |  |  |  |  |  |  |  |  |  |  |  |  |  |  |  |  |  |  |  |  |  |  |  |  |  |  |  |  |  |  |  |  |  |  |  |  |  |  |  |  |  |  |  |  |  |  |  |  |  |  |
|                                                                    |                                                                    | Guilherme II 1626-1650,Príncipe de Orange & Stadholder da Holanda, Zelândia, etc, 1647                                                    | Guilherme II 1626-1650,Príncipe de Orange & Stadholder da Holanda, Zelândia, etc, 1647                                                    | Guilherme II 1626-1650,Príncipe de Orange & Stadholder da Holanda, Zelândia, etc, 1647                                                    | Guilherme II 1626-1650,Príncipe de Orange & Stadholder da Holanda, Zelândia, etc, 1647                                                    | Guilherme II 1626-1650,Príncipe de Orange & Stadholder da Holanda, Zelândia, etc, 1647                                                    | Guilherme II 1626-1650,Príncipe de Orange & Stadholder da Holanda, Zelândia, etc, 1647                                                    | | | Maria,Princesa Real                                                                                                  | Maria,Princesa Real                                                                                                  | Maria,Princesa Real                                                                         | Maria,Princesa Real                                                                         | Maria,Princesa Real                                                                         | Maria,Princesa Real                                                                         | Jaime II | Jaime II | Jaime II | Jaime II | Jaime II | Jaime II |                                                                                                 |                                                                                                 | Louise Henriette (1627-1667) casada com Frederico Guilherme, Eleitor de Brandemburgo ascendentes dos Reis da Prússia e depois Imperadores alemães                      | Louise Henriette (1627-1667) casada com Frederico Guilherme, Eleitor de Brandemburgo ascendentes dos Reis da Prússia e depois Imperadores alemães                      | Louise Henriette (1627-1667) casada com Frederico Guilherme, Eleitor de Brandemburgo ascendentes dos Reis da Prússia e depois Imperadores alemães                      | Louise Henriette (1627-1667) casada com Frederico Guilherme, Eleitor de Brandemburgo ascendentes dos Reis da Prússia e depois Imperadores alemães                      | Louise Henriette (1627-1667) casada com Frederico Guilherme, Eleitor de Brandemburgo ascendentes dos Reis da Prússia e depois Imperadores alemães                      | Louise Henriette (1627-1667) casada com Frederico Guilherme, Eleitor de Brandemburgo ascendentes dos Reis da Prússia e depois Imperadores alemães                      | | | illeg. Frederick Nassau de Zuylestein (1608–1672) general do exército, ascendente dos Condes de Rochford na Ingalterra                               | illeg. Frederick Nassau de Zuylestein (1608–1672) general do exército, ascendente dos Condes de Rochford na Ingalterra                               | illeg. Frederick Nassau de Zuylestein (1608–1672) general do exército, ascendente dos Condes de Rochford na Ingalterra                               | illeg. Frederick Nassau de Zuylestein (1608–1672) general do exército, ascendente dos Condes de Rochford na Ingalterra                               | illeg. Frederick Nassau de Zuylestein (1608–1672) general do exército, ascendente dos Condes de Rochford na Ingalterra                               | illeg. Frederick Nassau de Zuylestein (1608–1672) general do exército, ascendente dos Condes de Rochford na Ingalterra                               |                                                                                                |                                                                                                |                                                                                                |                                                                                                | Albertina Agnes(1634– 1696)                                                          | Albertina Agnes(1634– 1696)                                                          | Albertina Agnes(1634– 1696)                                                          | Albertina Agnes(1634– 1696)                                                          | Albertina Agnes(1634– 1696)                                                                            | Albertina Agnes(1634– 1696)                                                                            | | | | | | | Guilherme Frederico,1613-1664 conde depois Príncipe de Nassau-Dietz,Stadtholder de Friesland, Groningen e Drenthe | Guilherme Frederico,1613-1664 conde depois Príncipe de Nassau-Dietz,Stadtholder de Friesland, Groningen e Drenthe | Guilherme Frederico,1613-1664 conde depois Príncipe de Nassau-Dietz,Stadtholder de Friesland, Groningen e Drenthe | Guilherme Frederico,1613-1664 conde depois Príncipe de Nassau-Dietz,Stadtholder de Friesland, Groningen e Drenthe | Guilherme Frederico,1613-1664 conde depois Príncipe de Nassau-Dietz,Stadtholder de Friesland, Groningen e Drenthe | Guilherme Frederico,1613-1664 conde depois Príncipe de Nassau-Dietz,Stadtholder de Friesland, Groningen e Drenthe |                                                                                               |                                                                                               |                                                                                               |                                                                                               |                                                                                               |                                                                                               | Henrique Casimiro I conde de Nassau-Dietz,1612–1640,Stadtholder de Friesland, Groningen e Drenthe | Henrique Casimiro I conde de Nassau-Dietz,1612–1640,Stadtholder de Friesland, Groningen e Drenthe | Henrique Casimiro I conde de Nassau-Dietz,1612–1640,Stadtholder de Friesland, Groningen e Drenthe | Henrique Casimiro I conde de Nassau-Dietz,1612–1640,Stadtholder de Friesland, Groningen e Drenthe | Henrique Casimiro I conde de Nassau-Dietz,1612–1640,Stadtholder de Friesland, Groningen e Drenthe | Henrique Casimiro I conde de Nassau-Dietz,1612–1640,Stadtholder de Friesland, Groningen e Drenthe |                                                      |                                                      | João Maurício "o Brasileiro", Príncipe de Nassau-Siegen,1604–1679,gov. do Brasil Holandês, Marechal de campo do exército holandês | João Maurício "o Brasileiro", Príncipe de Nassau-Siegen,1604–1679,gov. do Brasil Holandês, Marechal de campo do exército holandês | João Maurício "o Brasileiro", Príncipe de Nassau-Siegen,1604–1679,gov. do Brasil Holandês, Marechal de campo do exército holandês | João Maurício "o Brasileiro", Príncipe de Nassau-Siegen,1604–1679,gov. do Brasil Holandês, Marechal de campo do exército holandês | João Maurício "o Brasileiro", Príncipe de Nassau-Siegen,1604–1679,gov. do Brasil Holandês, Marechal de campo do exército holandês | João Maurício "o Brasileiro", Príncipe de Nassau-Siegen,1604–1679,gov. do Brasil Holandês, Marechal de campo do exército holandês |  |  |  |  |  |  |  |  |  |  |  |  |  |  |  |  |  |  |  |  |  |  |  |  |  |  |  |  |  |  |  |  |  |  |  |  |  |  |  |  |  |  |  |  |  |  |  |  |  |  |  |  |
|                                                                    |                                                                    | | | | | | | | | | |                                                                                             |                                                                                             |                                                                                             |                                                                                             | | | | | | |                                                                                                 |                                                                                                 | | | | | | | | | | | | | | |                                                                                                |                                                                                                |                                                                                                |                                                                                                |                                                                                      |                                                                                      |                                                                                      |                                                                                      | | | | | | | | | | | | | | |                                                                                               |                                                                                               |                                                                                               |                                                                                               |                                                                                               |                                                                                               |                                                                                                   |                                                                                                   |                                                                                                   |                                                                                                   |                                                                                                   |                                                                                                   |                                                      |                                                      | | | | | | |  |  |  |  |  |  |  |  |  |  |  |  |  |  |  |  |  |  |  |  |  |  |  |  |  |  |  |  |  |  |  |  |  |  |  |  |  |  |  |  |  |  |  |  |  |  |  |  |  |  |  |  |
|                                                                    |                                                                    | | | | | Guilherme III 1650-1702,Príncipe de Orange 1650, Stadholder da Holanda, Zelândia, etc, 1672, Rei da Inglaterra, 1689                      | Guilherme III 1650-1702,Príncipe de Orange 1650, Stadholder da Holanda, Zelândia, etc, 1672, Rei da Inglaterra, 1689                      | Guilherme III 1650-1702,Príncipe de Orange 1650, Stadholder da Holanda, Zelândia, etc, 1672, Rei da Inglaterra, 1689 | Guilherme III 1650-1702,Príncipe de Orange 1650, Stadholder da Holanda, Zelândia, etc, 1672, Rei da Inglaterra, 1689 | Guilherme III 1650-1702,Príncipe de Orange 1650, Stadholder da Holanda, Zelândia, etc, 1672, Rei da Inglaterra, 1689 | Guilherme III 1650-1702,Príncipe de Orange 1650, Stadholder da Holanda, Zelândia, etc, 1672, Rei da Inglaterra, 1689 |                                                                                             |                                                                                             | Maria II da Inglaterra                                                                      | Maria II da Inglaterra                                                                      | Maria II da Inglaterra | Maria II da Inglaterra | Maria II da Inglaterra | Maria II da Inglaterra | | |                                                                                                 |                                                                                                 | cedeu as terras de Orange para a França em 1713, mas manteve o direito de usar o título em sua forma alemã: atualmente Jorge Frederico da Prússia, "Prinz von Oranien" | cedeu as terras de Orange para a França em 1713, mas manteve o direito de usar o título em sua forma alemã: atualmente Jorge Frederico da Prússia, "Prinz von Oranien" | cedeu as terras de Orange para a França em 1713, mas manteve o direito de usar o título em sua forma alemã: atualmente Jorge Frederico da Prússia, "Prinz von Oranien" | cedeu as terras de Orange para a França em 1713, mas manteve o direito de usar o título em sua forma alemã: atualmente Jorge Frederico da Prússia, "Prinz von Oranien" | cedeu as terras de Orange para a França em 1713, mas manteve o direito de usar o título em sua forma alemã: atualmente Jorge Frederico da Prússia, "Prinz von Oranien" | cedeu as terras de Orange para a França em 1713, mas manteve o direito de usar o título em sua forma alemã: atualmente Jorge Frederico da Prússia, "Prinz von Oranien" | | | | | | | | |                                                                                                |                                                                                                |                                                                                                |                                                                                                |                                                                                      |                                                                                      |                                                                                      |                                                                                      | Henrique Casimiro II, Príncipe de Nassau-Dietz,1657-1696,Stadtholder de Friesland, Groningen e Drenthe | Henrique Casimiro II, Príncipe de Nassau-Dietz,1657-1696,Stadtholder de Friesland, Groningen e Drenthe | Henrique Casimiro II, Príncipe de Nassau-Dietz,1657-1696,Stadtholder de Friesland, Groningen e Drenthe | Henrique Casimiro II, Príncipe de Nassau-Dietz,1657-1696,Stadtholder de Friesland, Groningen e Drenthe | Henrique Casimiro II, Príncipe de Nassau-Dietz,1657-1696,Stadtholder de Friesland, Groningen e Drenthe | Henrique Casimiro II, Príncipe de Nassau-Dietz,1657-1696,Stadtholder de Friesland, Groningen e Drenthe | | | | | | | | |                                                                                               |                                                                                               |                                                                                               |                                                                                               |                                                                                               |                                                                                               |                                                                                                   |                                                                                                   |                                                                                                   |                                                                                                   |                                                                                                   |                                                                                                   |                                                      |                                                      | | | | | | |  |  |  |  |  |  |  |  |  |  |  |  |  |  |  |  |  |  |  |  |  |  |  |  |  |  |  |  |  |  |  |  |  |  |  |  |  |  |  |  |  |  |  |  |  |  |  |  |  |  |  |  |
|                                                                    |                                                                    | | | | | Guilherme III 1650-1702,Príncipe de Orange 1650, Stadholder da Holanda, Zelândia, etc, 1672, Rei da Inglaterra, 1689                      | Guilherme III 1650-1702,Príncipe de Orange 1650, Stadholder da Holanda, Zelândia, etc, 1672, Rei da Inglaterra, 1689                      | Guilherme III 1650-1702,Príncipe de Orange 1650, Stadholder da Holanda, Zelândia, etc, 1672, Rei da Inglaterra, 1689 | Guilherme III 1650-1702,Príncipe de Orange 1650, Stadholder da Holanda, Zelândia, etc, 1672, Rei da Inglaterra, 1689 | Guilherme III 1650-1702,Príncipe de Orange 1650, Stadholder da Holanda, Zelândia, etc, 1672, Rei da Inglaterra, 1689 | Guilherme III 1650-1702,Príncipe de Orange 1650, Stadholder da Holanda, Zelândia, etc, 1672, Rei da Inglaterra, 1689 |                                                                                             |                                                                                             | Maria II da Inglaterra                                                                      | Maria II da Inglaterra                                                                      | Maria II da Inglaterra | Maria II da Inglaterra | Maria II da Inglaterra | Maria II da Inglaterra | | |                                                                                                 |                                                                                                 | cedeu as terras de Orange para a França em 1713, mas manteve o direito de usar o título em sua forma alemã: atualmente Jorge Frederico da Prússia, "Prinz von Oranien" | cedeu as terras de Orange para a França em 1713, mas manteve o direito de usar o título em sua forma alemã: atualmente Jorge Frederico da Prússia, "Prinz von Oranien" | cedeu as terras de Orange para a França em 1713, mas manteve o direito de usar o título em sua forma alemã: atualmente Jorge Frederico da Prússia, "Prinz von Oranien" | cedeu as terras de Orange para a França em 1713, mas manteve o direito de usar o título em sua forma alemã: atualmente Jorge Frederico da Prússia, "Prinz von Oranien" | cedeu as terras de Orange para a França em 1713, mas manteve o direito de usar o título em sua forma alemã: atualmente Jorge Frederico da Prússia, "Prinz von Oranien" | cedeu as terras de Orange para a França em 1713, mas manteve o direito de usar o título em sua forma alemã: atualmente Jorge Frederico da Prússia, "Prinz von Oranien" | | | | | | | | |                                                                                                |                                                                                                |                                                                                                |                                                                                                |                                                                                      |                                                                                      |                                                                                      |                                                                                      | Henrique Casimiro II, Príncipe de Nassau-Dietz,1657-1696,Stadtholder de Friesland, Groningen e Drenthe | Henrique Casimiro II, Príncipe de Nassau-Dietz,1657-1696,Stadtholder de Friesland, Groningen e Drenthe | Henrique Casimiro II, Príncipe de Nassau-Dietz,1657-1696,Stadtholder de Friesland, Groningen e Drenthe | Henrique Casimiro II, Príncipe de Nassau-Dietz,1657-1696,Stadtholder de Friesland, Groningen e Drenthe | Henrique Casimiro II, Príncipe de Nassau-Dietz,1657-1696,Stadtholder de Friesland, Groningen e Drenthe | Henrique Casimiro II, Príncipe de Nassau-Dietz,1657-1696,Stadtholder de Friesland, Groningen e Drenthe | | | | | | | | |                                                                                               |                                                                                               |                                                                                               |                                                                                               |                                                                                               |                                                                                               |                                                                                                   |                                                                                                   |                                                                                                   |                                                                                                   |                                                                                                   |                                                                                                   |                                                      |                                                      | | | | | | |  |  |  |  |  |  |  |  |  |  |  |  |  |  |  |  |  |  |  |  |  |  |  |  |  |  |  |  |  |  |  |  |  |  |  |  |  |  |  |  |  |  |  |  |  |  |  |  |  |  |  |  |
|                                                                    |                                                                    | | | | | | | | | | |                                                                                             |                                                                                             |                                                                                             |                                                                                             | | | | | | |                                                                                                 |                                                                                                 | | | | | | | | | | | | | | |                                                                                                |                                                                                                |                                                                                                |                                                                                                |                                                                                      |                                                                                      |                                                                                      |                                                                                      | | | | | | | | | | | | | | |                                                                                               |                                                                                               |                                                                                               |                                                                                               |                                                                                               |                                                                                               |                                                                                                   |                                                                                                   |                                                                                                   |                                                                                                   |                                                                                                   |                                                                                                   |                                                      |                                                      | | | | | | |  |  |  |  |  |  |  |  |  |  |  |  |  |  |  |  |  |  |  |  |  |  |  |  |  |  |  |  |  |  |  |  |  |  |  |  |  |  |  |  |  |  |  |  |  |  |  |  |  |  |  |  |
|                                                                    |                                                                    | | | | | | | | | | |                                                                                             |                                                                                             |                                                                                             |                                                                                             | | | | | | |                                                                                                 |                                                                                                 | | | | | | | | | | | | | | |                                                                                                |                                                                                                |                                                                                                |                                                                                                |                                                                                      |                                                                                      |                                                                                      |                                                                                      | | | | | | | | | | | | | | |                                                                                               |                                                                                               |                                                                                               |                                                                                               |                                                                                               |                                                                                               |                                                                                                   |                                                                                                   |                                                                                                   |                                                                                                   |                                                                                                   |                                                                                                   |                                                      |                                                      | | | | | | |  |  |  |  |  |  |  |  |  |  |  |  |  |  |  |  |  |  |  |  |  |  |  |  |  |  |  |  |  |  |  |  |  |  |  |  |  |  |  |  |  |  |  |  |  |  |  |  |  |  |  |  |
|                                                                    |                                                                    | | | | | | | | | | |                                                                                             |                                                                                             |                                                                                             |                                                                                             | | | | | | |                                                                                                 |                                                                                                 | | | | | | | | | | | | | João Guilherme Friso 1687-1711, apontado herdeiro por Guilherme III, Príncipe de Orange, 1702, Stadholder de Friesland 1696                          | |                                                                                                |                                                                                                |                                                                                                |                                                                                                |                                                                                      |                                                                                      |                                                                                      |                                                                                      | | | | | | | | | | | | | | |                                                                                               |                                                                                               |                                                                                               |                                                                                               |                                                                                               |                                                                                               |                                                                                                   |                                                                                                   |                                                                                                   |                                                                                                   |                                                                                                   |                                                                                                   |                                                      |                                                      | | | | | | |  |  |  |  |  |  |  |  |  |  |  |  |  |  |  |  |  |  |  |  |  |  |  |  |  |  |  |  |  |  |  |  |  |  |  |  |  |  |  |  |  |  |  |  |  |  |  |  |  |  |  |  |
|                                                                    |                                                                    | | | | | | | | | | |                                                                                             |                                                                                             |                                                                                             |                                                                                             | | | | | | |                                                                                                 |                                                                                                 | | | | | | | | | | | | | | |                                                                                                |                                                                                                |                                                                                                |                                                                                                |                                                                                      |                                                                                      |                                                                                      |                                                                                      | | | | | | | | | | | | | | |                                                                                               |                                                                                               |                                                                                               |                                                                                               |                                                                                               |                                                                                               |                                                                                                   |                                                                                                   |                                                                                                   |                                                                                                   |                                                                                                   |                                                                                                   |                                                      |                                                      | | | | | | |  |  |  |  |  |  |  |  |  |  |  |  |  |  |  |  |  |  |  |  |  |  |  |  |  |  |  |  |  |  |  |  |  |  |  |  |  |  |  |  |  |  |  |  |  |  |  |  |  |  |  |  |
|                                                                    |                                                                    | | | | | | | | | | |                                                                                             |                                                                                             |                                                                                             |                                                                                             | | | | | | |                                                                                                 |                                                                                                 | | | | | Ana, Princesa Real da Inglaterra | Ana, Princesa Real da Inglaterra | Ana, Princesa Real da Inglaterra                                                                           | Ana, Princesa Real da Inglaterra                                                                           | Ana, Princesa Real da Inglaterra | Ana, Princesa Real da Inglaterra | | | Guilherme IV 1711–1751, Príncipe de Orange, Stadholder da Holanda, Zelândia, etc. 1747                                                               | Guilherme IV 1711–1751, Príncipe de Orange, Stadholder da Holanda, Zelândia, etc. 1747                                                               | Guilherme IV 1711–1751, Príncipe de Orange, Stadholder da Holanda, Zelândia, etc. 1747         | Guilherme IV 1711–1751, Príncipe de Orange, Stadholder da Holanda, Zelândia, etc. 1747         | Guilherme IV 1711–1751, Príncipe de Orange, Stadholder da Holanda, Zelândia, etc. 1747         | Guilherme IV 1711–1751, Príncipe de Orange, Stadholder da Holanda, Zelândia, etc. 1747         |                                                                                      |                                                                                      |                                                                                      |                                                                                      | | | | | | | | | | | | | | |                                                                                               |                                                                                               |                                                                                               |                                                                                               |                                                                                               |                                                                                               |                                                                                                   |                                                                                                   |                                                                                                   |                                                                                                   |                                                                                                   |                                                                                                   |                                                      |                                                      | | | | | | |  |  |  |  |  |  |  |  |  |  |  |  |  |  |  |  |  |  |  |  |  |  |  |  |  |  |  |  |  |  |  |  |  |  |  |  |  |  |  |  |  |  |  |  |  |  |  |  |  |  |  |  |
|                                                                    |                                                                    | | | | | | | | | | |                                                                                             |                                                                                             |                                                                                             |                                                                                             | | | | | | |                                                                                                 |                                                                                                 | | | | | Ana, Princesa Real da Inglaterra | Ana, Princesa Real da Inglaterra | Ana, Princesa Real da Inglaterra                                                                           | Ana, Princesa Real da Inglaterra                                                                           | Ana, Princesa Real da Inglaterra | Ana, Princesa Real da Inglaterra | | | Guilherme IV 1711–1751, Príncipe de Orange, Stadholder da Holanda, Zelândia, etc. 1747                                                               | Guilherme IV 1711–1751, Príncipe de Orange, Stadholder da Holanda, Zelândia, etc. 1747                                                               | Guilherme IV 1711–1751, Príncipe de Orange, Stadholder da Holanda, Zelândia, etc. 1747         | Guilherme IV 1711–1751, Príncipe de Orange, Stadholder da Holanda, Zelândia, etc. 1747         | Guilherme IV 1711–1751, Príncipe de Orange, Stadholder da Holanda, Zelândia, etc. 1747         | Guilherme IV 1711–1751, Príncipe de Orange, Stadholder da Holanda, Zelândia, etc. 1747         |                                                                                      |                                                                                      |                                                                                      |                                                                                      | | | | | | | | | | | | | | |                                                                                               |                                                                                               |                                                                                               |                                                                                               |                                                                                               |                                                                                               |                                                                                                   |                                                                                                   |                                                                                                   |                                                                                                   |                                                                                                   |                                                                                                   |                                                      |                                                      | | | | | | |  |  |  |  |  |  |  |  |  |  |  |  |  |  |  |  |  |  |  |  |  |  |  |  |  |  |  |  |  |  |  |  |  |  |  |  |  |  |  |  |  |  |  |  |  |  |  |  |  |  |  |  |
|                                                                    |                                                                    | | | | | | | | | | |                                                                                             |                                                                                             |                                                                                             |                                                                                             | | | | | | |                                                                                                 |                                                                                                 | | | | | | | | | | | | | | |                                                                                                |                                                                                                |                                                                                                |                                                                                                |                                                                                      |                                                                                      |                                                                                      |                                                                                      | | | | | | | | | | | | | | |                                                                                               |                                                                                               |                                                                                               |                                                                                               |                                                                                               |                                                                                               |                                                                                                   |                                                                                                   |                                                                                                   |                                                                                                   |                                                                                                   |                                                                                                   |                                                      |                                                      | | | | | | |  |  |  |  |  |  |  |  |  |  |  |  |  |  |  |  |  |  |  |  |  |  |  |  |  |  |  |  |  |  |  |  |  |  |  |  |  |  |  |  |  |  |  |  |  |  |  |  |  |  |  |  |
|                                                                    |                                                                    | | | | | | | | | | |                                                                                             |                                                                                             |                                                                                             |                                                                                             | | | | | | |                                                                                                 |                                                                                                 | | | | | | | | | | | | | | |                                                                                                |                                                                                                |                                                                                                |                                                                                                |                                                                                      |                                                                                      |                                                                                      |                                                                                      | | | | | | | | | | | | | | |                                                                                               |                                                                                               |                                                                                               |                                                                                               |                                                                                               |                                                                                               |                                                                                                   |                                                                                                   |                                                                                                   |                                                                                                   |                                                                                                   |                                                                                                   |                                                      |                                                      | | | | | | |  |  |  |  |  |  |  |  |  |  |  |  |  |  |  |  |  |  |  |  |  |  |  |  |  |  |  |  |  |  |  |  |  |  |  |  |  |  |  |  |  |  |  |  |  |  |  |  |  |  |  |  |
|                                                                    |                                                                    | | | | | | | | | | |                                                                                             |                                                                                             |                                                                                             |                                                                                             | | | | | | |                                                                                                 |                                                                                                 | | | | | Guilhermina da Prússia | Guilhermina da Prússia | Guilhermina da Prússia                                                                                     | Guilhermina da Prússia                                                                                     | Guilhermina da Prússia | Guilhermina da Prússia | | | Guilherme V 1748–1806, Príncipe de Orange,1751 Stadholder da Holanda, Zelândia, etc. 1751-1795                                                       | Guilherme V 1748–1806, Príncipe de Orange,1751 Stadholder da Holanda, Zelândia, etc. 1751-1795                                                       | Guilherme V 1748–1806, Príncipe de Orange,1751 Stadholder da Holanda, Zelândia, etc. 1751-1795 | Guilherme V 1748–1806, Príncipe de Orange,1751 Stadholder da Holanda, Zelândia, etc. 1751-1795 | Guilherme V 1748–1806, Príncipe de Orange,1751 Stadholder da Holanda, Zelândia, etc. 1751-1795 | Guilherme V 1748–1806, Príncipe de Orange,1751 Stadholder da Holanda, Zelândia, etc. 1751-1795 |                                                                                      |                                                                                      |                                                                                      |                                                                                      | Carolina 1743–1787                                                                                     | Carolina 1743–1787                                                                                     | Carolina 1743–1787                                                                                     | Carolina 1743–1787                                                                                     | Carolina 1743–1787                                                                                     | Carolina 1743–1787                                                                                     | | | Carlos Cristiano, Príncipe de Nassau-Weilburg, 1735-1788                                                          | Carlos Cristiano, Príncipe de Nassau-Weilburg, 1735-1788                                                          | Carlos Cristiano, Príncipe de Nassau-Weilburg, 1735-1788                                                          | Carlos Cristiano, Príncipe de Nassau-Weilburg, 1735-1788                                                          | Carlos Cristiano, Príncipe de Nassau-Weilburg, 1735-1788                                                          | Carlos Cristiano, Príncipe de Nassau-Weilburg, 1735-1788                                                          |                                                                                               |                                                                                               |                                                                                               |                                                                                               |                                                                                               |                                                                                               |                                                                                                   |                                                                                                   |                                                                                                   |                                                                                                   |                                                                                                   |                                                                                                   |                                                      |                                                      | | | | | | |  |  |  |  |  |  |  |  |  |  |  |  |  |  |  |  |  |  |  |  |  |  |  |  |  |  |  |  |  |  |  |  |  |  |  |  |  |  |  |  |  |  |  |  |  |  |  |  |  |  |  |  |
|                                                                    |                                                                    | | | | | | | | | | |                                                                                             |                                                                                             |                                                                                             |                                                                                             | | | | | | |                                                                                                 |                                                                                                 | | | | | Guilhermina da Prússia | Guilhermina da Prússia | Guilhermina da Prússia                                                                                     | Guilhermina da Prússia                                                                                     | Guilhermina da Prússia | Guilhermina da Prússia | | | Guilherme V 1748–1806, Príncipe de Orange,1751 Stadholder da Holanda, Zelândia, etc. 1751-1795                                                       | Guilherme V 1748–1806, Príncipe de Orange,1751 Stadholder da Holanda, Zelândia, etc. 1751-1795                                                       | Guilherme V 1748–1806, Príncipe de Orange,1751 Stadholder da Holanda, Zelândia, etc. 1751-1795 | Guilherme V 1748–1806, Príncipe de Orange,1751 Stadholder da Holanda, Zelândia, etc. 1751-1795 | Guilherme V 1748–1806, Príncipe de Orange,1751 Stadholder da Holanda, Zelândia, etc. 1751-1795 | Guilherme V 1748–1806, Príncipe de Orange,1751 Stadholder da Holanda, Zelândia, etc. 1751-1795 |                                                                                      |                                                                                      |                                                                                      |                                                                                      | Carolina 1743–1787                                                                                     | Carolina 1743–1787                                                                                     | Carolina 1743–1787                                                                                     | Carolina 1743–1787                                                                                     | Carolina 1743–1787                                                                                     | Carolina 1743–1787                                                                                     | | | Carlos Cristiano, Príncipe de Nassau-Weilburg, 1735-1788                                                          | Carlos Cristiano, Príncipe de Nassau-Weilburg, 1735-1788                                                          | Carlos Cristiano, Príncipe de Nassau-Weilburg, 1735-1788                                                          | Carlos Cristiano, Príncipe de Nassau-Weilburg, 1735-1788                                                          | Carlos Cristiano, Príncipe de Nassau-Weilburg, 1735-1788                                                          | Carlos Cristiano, Príncipe de Nassau-Weilburg, 1735-1788                                                          |                                                                                               |                                                                                               |                                                                                               |                                                                                               |                                                                                               |                                                                                               |                                                                                                   |                                                                                                   |                                                                                                   |                                                                                                   |                                                                                                   |                                                                                                   |                                                      |                                                      | | | | | | |  |  |  |  |  |  |  |  |  |  |  |  |  |  |  |  |  |  |  |  |  |  |  |  |  |  |  |  |  |  |  |  |  |  |  |  |  |  |  |  |  |  |  |  |  |  |  |  |  |  |  |  |
|                                                                    |                                                                    | | | | | | | | | | |                                                                                             |                                                                                             |                                                                                             |                                                                                             | | | | | | |                                                                                                 |                                                                                                 | | | | | | | | | | | | | | |                                                                                                |                                                                                                |                                                                                                |                                                                                                |                                                                                      |                                                                                      |                                                                                      |                                                                                      | | | | | | | | | | | | | | |                                                                                               |                                                                                               |                                                                                               |                                                                                               |                                                                                               |                                                                                               |                                                                                                   |                                                                                                   |                                                                                                   |                                                                                                   |                                                                                                   |                                                                                                   |                                                      |                                                      | | | | | | |  |  |  |  |  |  |  |  |  |  |  |  |  |  |  |  |  |  |  |  |  |  |  |  |  |  |  |  |  |  |  |  |  |  |  |  |  |  |  |  |  |  |  |  |  |  |  |  |  |  |  |  |
|                                                                    |                                                                    | | | | | | | | | | |                                                                                             |                                                                                             |                                                                                             |                                                                                             | | | | | | |                                                                                                 |                                                                                                 | | | | | | | | | | | | | | |                                                                                                |                                                                                                |                                                                                                |                                                                                                |                                                                                      |                                                                                      |                                                                                      |                                                                                      | | | | | | | | | | | | | | |                                                                                               |                                                                                               |                                                                                               |                                                                                               |                                                                                               |                                                                                               |                                                                                                   |                                                                                                   |                                                                                                   |                                                                                                   |                                                                                                   |                                                                                                   |                                                      |                                                      | | | | | | |  |  |  |  |  |  |  |  |  |  |  |  |  |  |  |  |  |  |  |  |  |  |  |  |  |  |  |  |  |  |  |  |  |  |  |  |  |  |  |  |  |  |  |  |  |  |  |  |  |  |  |  |
|                                                                    |                                                                    | | | | | | | | | | |                                                                                             |                                                                                             |                                                                                             |                                                                                             | Princesa Luísa de Orange-Nassau, 1770– 1819 casada com Karl, Príncipe Hereditário de Braunschweig(-Wolfenbuttel), filho da Princesa Augusta da Grã-Bretanha | Princesa Luísa de Orange-Nassau, 1770– 1819 casada com Karl, Príncipe Hereditário de Braunschweig(-Wolfenbuttel), filho da Princesa Augusta da Grã-Bretanha | Princesa Luísa de Orange-Nassau, 1770– 1819 casada com Karl, Príncipe Hereditário de Braunschweig(-Wolfenbuttel), filho da Princesa Augusta da Grã-Bretanha | Princesa Luísa de Orange-Nassau, 1770– 1819 casada com Karl, Príncipe Hereditário de Braunschweig(-Wolfenbuttel), filho da Princesa Augusta da Grã-Bretanha | Princesa Luísa de Orange-Nassau, 1770– 1819 casada com Karl, Príncipe Hereditário de Braunschweig(-Wolfenbuttel), filho da Princesa Augusta da Grã-Bretanha | Princesa Luísa de Orange-Nassau, 1770– 1819 casada com Karl, Príncipe Hereditário de Braunschweig(-Wolfenbuttel), filho da Princesa Augusta da Grã-Bretanha |                                                                                                 |                                                                                                 | Príncipe Frederico de Orange-Nassau, 1774–1799 em General austríaco, sem descendência                                                                                  | Príncipe Frederico de Orange-Nassau, 1774–1799 em General austríaco, sem descendência                                                                                  | Príncipe Frederico de Orange-Nassau, 1774–1799 em General austríaco, sem descendência                                                                                  | Príncipe Frederico de Orange-Nassau, 1774–1799 em General austríaco, sem descendência                                                                                  | Príncipe Frederico de Orange-Nassau, 1774–1799 em General austríaco, sem descendência                                                                                  | Príncipe Frederico de Orange-Nassau, 1774–1799 em General austríaco, sem descendência                                                                                  | | | Guilherme VI, Fürst de Nassau-Orange-Fulda 1803–1806, Fürst de Nassau-Orange, Príncipe de Orange 1806 depois Guilherme I, Rei dos Países Baixos 1815 | Guilherme VI, Fürst de Nassau-Orange-Fulda 1803–1806, Fürst de Nassau-Orange, Príncipe de Orange 1806 depois Guilherme I, Rei dos Países Baixos 1815 | Guilherme VI, Fürst de Nassau-Orange-Fulda 1803–1806, Fürst de Nassau-Orange, Príncipe de Orange 1806 depois Guilherme I, Rei dos Países Baixos 1815 | Guilherme VI, Fürst de Nassau-Orange-Fulda 1803–1806, Fürst de Nassau-Orange, Príncipe de Orange 1806 depois Guilherme I, Rei dos Países Baixos 1815 | Guilherme VI, Fürst de Nassau-Orange-Fulda 1803–1806, Fürst de Nassau-Orange, Príncipe de Orange 1806 depois Guilherme I, Rei dos Países Baixos 1815 | Guilherme VI, Fürst de Nassau-Orange-Fulda 1803–1806, Fürst de Nassau-Orange, Príncipe de Orange 1806 depois Guilherme I, Rei dos Países Baixos 1815 |                                                                                                |                                                                                                |                                                                                                |                                                                                                |                                                                                      |                                                                                      |                                                                                      |                                                                                      | | | | | Frederico Guilherme, Príncipe de Nassau-Weilburg, 1768-1816                                            | Frederico Guilherme, Príncipe de Nassau-Weilburg, 1768-1816                                            | Frederico Guilherme, Príncipe de Nassau-Weilburg, 1768-1816                                                   | Frederico Guilherme, Príncipe de Nassau-Weilburg, 1768-1816                                                   | Frederico Guilherme, Príncipe de Nassau-Weilburg, 1768-1816                                                       | Frederico Guilherme, Príncipe de Nassau-Weilburg, 1768-1816                                                       | | | | |                                                                                               |                                                                                               |                                                                                               |                                                                                               |                                                                                               |                                                                                               |                                                                                                   |                                                                                                   |                                                                                                   |                                                                                                   |                                                                                                   |                                                                                                   |                                                      |                                                      | | | | | | |  |  |  |  |  |  |  |  |  |  |  |  |  |  |  |  |  |  |  |  |  |  |  |  |  |  |  |  |  |  |  |  |  |  |  |  |  |  |  |  |  |  |  |  |  |  |  |  |  |  |  |  |
|                                                                    |                                                                    | | | | | | | | | | |                                                                                             |                                                                                             |                                                                                             |                                                                                             | Princesa Luísa de Orange-Nassau, 1770– 1819 casada com Karl, Príncipe Hereditário de Braunschweig(-Wolfenbuttel), filho da Princesa Augusta da Grã-Bretanha | Princesa Luísa de Orange-Nassau, 1770– 1819 casada com Karl, Príncipe Hereditário de Braunschweig(-Wolfenbuttel), filho da Princesa Augusta da Grã-Bretanha | Princesa Luísa de Orange-Nassau, 1770– 1819 casada com Karl, Príncipe Hereditário de Braunschweig(-Wolfenbuttel), filho da Princesa Augusta da Grã-Bretanha | Princesa Luísa de Orange-Nassau, 1770– 1819 casada com Karl, Príncipe Hereditário de Braunschweig(-Wolfenbuttel), filho da Princesa Augusta da Grã-Bretanha | Princesa Luísa de Orange-Nassau, 1770– 1819 casada com Karl, Príncipe Hereditário de Braunschweig(-Wolfenbuttel), filho da Princesa Augusta da Grã-Bretanha | Princesa Luísa de Orange-Nassau, 1770– 1819 casada com Karl, Príncipe Hereditário de Braunschweig(-Wolfenbuttel), filho da Princesa Augusta da Grã-Bretanha |                                                                                                 |                                                                                                 | Príncipe Frederico de Orange-Nassau, 1774–1799 em General austríaco, sem descendência                                                                                  | Príncipe Frederico de Orange-Nassau, 1774–1799 em General austríaco, sem descendência                                                                                  | Príncipe Frederico de Orange-Nassau, 1774–1799 em General austríaco, sem descendência                                                                                  | Príncipe Frederico de Orange-Nassau, 1774–1799 em General austríaco, sem descendência                                                                                  | Príncipe Frederico de Orange-Nassau, 1774–1799 em General austríaco, sem descendência                                                                                  | Príncipe Frederico de Orange-Nassau, 1774–1799 em General austríaco, sem descendência                                                                                  | | | Guilherme VI, Fürst de Nassau-Orange-Fulda 1803–1806, Fürst de Nassau-Orange, Príncipe de Orange 1806 depois Guilherme I, Rei dos Países Baixos 1815 | Guilherme VI, Fürst de Nassau-Orange-Fulda 1803–1806, Fürst de Nassau-Orange, Príncipe de Orange 1806 depois Guilherme I, Rei dos Países Baixos 1815 | Guilherme VI, Fürst de Nassau-Orange-Fulda 1803–1806, Fürst de Nassau-Orange, Príncipe de Orange 1806 depois Guilherme I, Rei dos Países Baixos 1815 | Guilherme VI, Fürst de Nassau-Orange-Fulda 1803–1806, Fürst de Nassau-Orange, Príncipe de Orange 1806 depois Guilherme I, Rei dos Países Baixos 1815 | Guilherme VI, Fürst de Nassau-Orange-Fulda 1803–1806, Fürst de Nassau-Orange, Príncipe de Orange 1806 depois Guilherme I, Rei dos Países Baixos 1815 | Guilherme VI, Fürst de Nassau-Orange-Fulda 1803–1806, Fürst de Nassau-Orange, Príncipe de Orange 1806 depois Guilherme I, Rei dos Países Baixos 1815 |                                                                                                |                                                                                                |                                                                                                |                                                                                                |                                                                                      |                                                                                      |                                                                                      |                                                                                      | | | | | Frederico Guilherme, Príncipe de Nassau-Weilburg, 1768-1816                                            | Frederico Guilherme, Príncipe de Nassau-Weilburg, 1768-1816                                            | Frederico Guilherme, Príncipe de Nassau-Weilburg, 1768-1816                                                   | Frederico Guilherme, Príncipe de Nassau-Weilburg, 1768-1816                                                   | Frederico Guilherme, Príncipe de Nassau-Weilburg, 1768-1816                                                       | Frederico Guilherme, Príncipe de Nassau-Weilburg, 1768-1816                                                       | | | | |                                                                                               |                                                                                               |                                                                                               |                                                                                               |                                                                                               |                                                                                               |                                                                                                   |                                                                                                   |                                                                                                   |                                                                                                   |                                                                                                   |                                                                                                   |                                                      |                                                      | | | | | | |  |  |  |  |  |  |  |  |  |  |  |  |  |  |  |  |  |  |  |  |  |  |  |  |  |  |  |  |  |  |  |  |  |  |  |  |  |  |  |  |  |  |  |  |  |  |  |  |  |  |  |  |
|                                                                    |                                                                    | | | | | | | | | | |                                                                                             |                                                                                             |                                                                                             |                                                                                             | | | | | | |                                                                                                 |                                                                                                 | | | | | | | | | Família Real dos Países Baixos, consulte a próxima tabela abaixo                                                                                     | Família Real dos Países Baixos, consulte a próxima tabela abaixo                                                                                     | Família Real dos Países Baixos, consulte a próxima tabela abaixo                                                                                     | Família Real dos Países Baixos, consulte a próxima tabela abaixo                                                                                     | Família Real dos Países Baixos, consulte a próxima tabela abaixo                                                                                     | Família Real dos Países Baixos, consulte a próxima tabela abaixo                                                                                     |                                                                                                |                                                                                                |                                                                                                |                                                                                                |                                                                                      |                                                                                      |                                                                                      |                                                                                      | | | | | Guilherme, Duque de Nassau, 1792-1839                                                                  | Guilherme, Duque de Nassau, 1792-1839                                                                  | Guilherme, Duque de Nassau, 1792-1839                                                                         | Guilherme, Duque de Nassau, 1792-1839                                                                         | Guilherme, Duque de Nassau, 1792-1839                                                                             | Guilherme, Duque de Nassau, 1792-1839                                                                             | | | | |                                                                                               |                                                                                               |                                                                                               |                                                                                               |                                                                                               |                                                                                               |                                                                                                   |                                                                                                   |                                                                                                   |                                                                                                   |                                                                                                   |                                                                                                   |                                                      |                                                      | | | | | | |  |  |  |  |  |  |  |  |  |  |  |  |  |  |  |  |  |  |  |  |  |  |  |  |  |  |  |  |  |  |  |  |  |  |  |  |  |  |  |  |  |  |  |  |  |  |  |  |  |  |  |  |
|                                                                    |                                                                    | | | | | | | | | | |                                                                                             |                                                                                             |                                                                                             |                                                                                             | | | | | | |                                                                                                 |                                                                                                 | | | | | | | | | Família Real dos Países Baixos, consulte a próxima tabela abaixo                                                                                     | Família Real dos Países Baixos, consulte a próxima tabela abaixo                                                                                     | Família Real dos Países Baixos, consulte a próxima tabela abaixo                                                                                     | Família Real dos Países Baixos, consulte a próxima tabela abaixo                                                                                     | Família Real dos Países Baixos, consulte a próxima tabela abaixo                                                                                     | Família Real dos Países Baixos, consulte a próxima tabela abaixo                                                                                     |                                                                                                |                                                                                                |                                                                                                |                                                                                                |                                                                                      |                                                                                      |                                                                                      |                                                                                      | | | | | Guilherme, Duque de Nassau, 1792-1839                                                                  | Guilherme, Duque de Nassau, 1792-1839                                                                  | Guilherme, Duque de Nassau, 1792-1839                                                                         | Guilherme, Duque de Nassau, 1792-1839                                                                         | Guilherme, Duque de Nassau, 1792-1839                                                                             | Guilherme, Duque de Nassau, 1792-1839                                                                             | | | | |                                                                                               |                                                                                               |                                                                                               |                                                                                               |                                                                                               |                                                                                               |                                                                                                   |                                                                                                   |                                                                                                   |                                                                                                   |                                                                                                   |                                                                                                   |                                                      |                                                      | | | | | | |  |  |  |  |  |  |  |  |  |  |  |  |  |  |  |  |  |  |  |  |  |  |  |  |  |  |  |  |  |  |  |  |  |  |  |  |  |  |  |  |  |  |  |  |  |  |  |  |  |  |  |  |
|                                                                    |                                                                    | | | | | | | | | | |                                                                                             |                                                                                             |                                                                                             |                                                                                             | | | | | | |                                                                                                 |                                                                                                 | | | | | | | | | | | | | | |                                                                                                |                                                                                                |                                                                                                |                                                                                                |                                                                                      |                                                                                      |                                                                                      |                                                                                      | | | | | Adolfo 1817–1905, Duque de Nassau 1839-1866,Grão-Duque de Luxemburgo, 1890-1905                        | | | | | | | | | |                                                                                               |                                                                                               |                                                                                               |                                                                                               |                                                                                               |                                                                                               |                                                                                                   |                                                                                                   |                                                                                                   |                                                                                                   |                                                                                                   |                                                                                                   |                                                      |                                                      | | | | | | |  |  |  |  |  |  |  |  |  |  |  |  |  |  |  |  |  |  |  |  |  |  |  |  |  |  |  |  |  |  |  |  |  |  |  |  |  |  |  |  |  |  |  |  |  |  |  |  |  |  |  |  |
|                                                                    |                                                                    | | | | | | | | | | |                                                                                             |                                                                                             |                                                                                             |                                                                                             | | | | | | |                                                                                                 |                                                                                                 | | | | | | | | | | | | | | |                                                                                                |                                                                                                |                                                                                                |                                                                                                |                                                                                      |                                                                                      |                                                                                      |                                                                                      | | | | | | | | | | | | | | |                                                                                               |                                                                                               |                                                                                               |                                                                                               |                                                                                               |                                                                                               |                                                                                                   |                                                                                                   |                                                                                                   |                                                                                                   |                                                                                                   |                                                                                                   |                                                      |                                                      | | | | | | |  |  |  |  |  |  |  |  |  |  |  |  |  |  |  |  |  |  |  |  |  |  |  |  |  |  |  |  |  |  |  |  |  |  |  |  |  |  |  |  |  |  |  |  |  |  |  |  |  |  |  |  |
|                                                                    |                                                                    | | | | | | | | | | |                                                                                             |                                                                                             |                                                                                             |                                                                                             | | | | | | |                                                                                                 |                                                                                                 | | | | | | | | | | | | | | |                                                                                                |                                                                                                |                                                                                                |                                                                                                |                                                                                      |                                                                                      |                                                                                      |                                                                                      | | | | | Família grão-ducal luxemburguesa                                                                       | | | | | | | | | |                                                                                               |                                                                                               |                                                                                               |                                                                                               |                                                                                               |                                                                                               |                                                                                                   |                                                                                                   |                                                                                                   |                                                                                                   |                                                                                                   |                                                                                                   |                                                      |                                                      | | | | | | |  |  |  |  |  |  |  |  |  |  |  |  |  |  |  |  |  |  |  |  |  |  |  |  |  |  |  |  |  |  |  |  |  |  |  |  |  |  |  |  |  |  |  |  |  |  |  |  |  |  |  |  |

| Guilherme I, 1772-1843, Rei dos Países Baixos, 1815-1840                                                                    | Guilherme I, 1772-1843, Rei dos Países Baixos, 1815-1840                                                                    | Guilherme I, 1772-1843, Rei dos Países Baixos, 1815-1840                                                                    | Guilherme I, 1772-1843, Rei dos Países Baixos, 1815-1840                                                                    | Guilherme I, 1772-1843, Rei dos Países Baixos, 1815-1840                                                                    | Guilherme I, 1772-1843, Rei dos Países Baixos, 1815-1840                                                                    |                                                                              |                                                                              |                                                         |                                                         |                                                                         |                                                                         | Guilhermina da Prússia                                                  | Guilhermina da Prússia                                                  | Guilhermina da Prússia                                                       | Guilhermina da Prússia                                                       | Guilhermina da Prússia | Guilhermina da Prússia | | | | | | |                                               |                                               |                                                 |                                                 |                                                 |                                                 |                                                 |                                                 |                                              |                                              |                                                              |                                                              |                                                              |                                                              |                                                              |                                                              |                                         |                                         | | | | | | |                                     |                                     |                                                                          |                                                                          |                                                                                                   |                                                                                                   |                                                                                                   |                                                                                                   |                                                                                                   |                                                                                                   | | | | | | |
| Guilherme I, 1772-1843, Rei dos Países Baixos, 1815-1840                                                                    | Guilherme I, 1772-1843, Rei dos Países Baixos, 1815-1840                                                                    | Guilherme I, 1772-1843, Rei dos Países Baixos, 1815-1840                                                                    | Guilherme I, 1772-1843, Rei dos Países Baixos, 1815-1840                                                                    | Guilherme I, 1772-1843, Rei dos Países Baixos, 1815-1840                                                                    | Guilherme I, 1772-1843, Rei dos Países Baixos, 1815-1840                                                                    |                                                                              |                                                                              |                                                         |                                                         |                                                                         |                                                                         | Guilhermina da Prússia                                                  | Guilhermina da Prússia                                                  | Guilhermina da Prússia                                                       | Guilhermina da Prússia                                                       | Guilhermina da Prússia | Guilhermina da Prússia | | | | | | |                                               |                                               |                                                 |                                                 |                                                 |                                                 |                                                 |                                                 |                                              |                                              |                                                              |                                                              |                                                              |                                                              |                                                              |                                                              |                                         |                                         | | | | | | |                                     |                                     |                                                                          |                                                                          |                                                                                                   |                                                                                                   |                                                                                                   |                                                                                                   |                                                                                                   |                                                                                                   | | | | | | |
| | | | | | |                                                                              |                                                                              |                                                         |                                                         |                                                                         |                                                                         |                                                                         |                                                                         |                                                                              |                                                                              | | | | | | | | |                                               |                                               |                                                 |                                                 |                                                 |                                                 |                                                 |                                                 |                                              |                                              |                                                              |                                                              |                                                              |                                                              |                                                              |                                                              |                                         |                                         | | | | | | |                                     |                                     |                                                                          |                                                                          |                                                                                                   |                                                                                                   |                                                                                                   |                                                                                                   |                                                                                                   |                                                                                                   | | | | | | |
| | | | | | |                                                                              |                                                                              |                                                         |                                                         |                                                                         |                                                                         |                                                                         |                                                                         |                                                                              |                                                                              | | | | | | | | |                                               |                                               |                                                 |                                                 |                                                 |                                                 |                                                 |                                                 |                                              |                                              |                                                              |                                                              |                                                              |                                                              |                                                              |                                                              |                                         |                                         | | | | | | |                                     |                                     |                                                                          |                                                                          |                                                                                                   |                                                                                                   |                                                                                                   |                                                                                                   |                                                                                                   |                                                                                                   | | | | | | |
| | | | | | | Guilherme II, 1792-1849, Rei dos Países Baixos, 1840                         | Guilherme II, 1792-1849, Rei dos Países Baixos, 1840                         | Guilherme II, 1792-1849, Rei dos Países Baixos, 1840    | Guilherme II, 1792-1849, Rei dos Países Baixos, 1840    | Guilherme II, 1792-1849, Rei dos Países Baixos, 1840                    | Guilherme II, 1792-1849, Rei dos Países Baixos, 1840                    |                                                                         |                                                                         | Ana Pavlovna da Rússia                                                       | Ana Pavlovna da Rússia                                                       | Ana Pavlovna da Rússia | Ana Pavlovna da Rússia | Ana Pavlovna da Rússia | Ana Pavlovna da Rússia | | | | |                                               |                                               |                                                 |                                                 |                                                 |                                                 |                                                 |                                                 |                                              |                                              | Príncipe Frederico dos Países Baixos, 1797-1881              | Príncipe Frederico dos Países Baixos, 1797-1881              | Príncipe Frederico dos Países Baixos, 1797-1881              | Príncipe Frederico dos Países Baixos, 1797-1881              | Príncipe Frederico dos Países Baixos, 1797-1881              | Príncipe Frederico dos Países Baixos, 1797-1881              |                                         |                                         | | | Paulina de Orange-Nassau, 1800-1806                                                                                  | Paulina de Orange-Nassau, 1800-1806                                                                                  | Paulina de Orange-Nassau, 1800-1806                                                                                  | Paulina de Orange-Nassau, 1800-1806                                                                                  | Paulina de Orange-Nassau, 1800-1806 | Paulina de Orange-Nassau, 1800-1806 |                                                                          |                                                                          | Princesa Mariana dos Países Baixos, 1810-1883 casou com o Príncipe Alberto da Prússia (1809-1872) | Princesa Mariana dos Países Baixos, 1810-1883 casou com o Príncipe Alberto da Prússia (1809-1872) | Princesa Mariana dos Países Baixos, 1810-1883 casou com o Príncipe Alberto da Prússia (1809-1872) | Princesa Mariana dos Países Baixos, 1810-1883 casou com o Príncipe Alberto da Prússia (1809-1872) | Princesa Mariana dos Países Baixos, 1810-1883 casou com o Príncipe Alberto da Prússia (1809-1872) | Princesa Mariana dos Países Baixos, 1810-1883 casou com o Príncipe Alberto da Prússia (1809-1872) | | | | | | |
| | | | | | | Guilherme II, 1792-1849, Rei dos Países Baixos, 1840                         | Guilherme II, 1792-1849, Rei dos Países Baixos, 1840                         | Guilherme II, 1792-1849, Rei dos Países Baixos, 1840    | Guilherme II, 1792-1849, Rei dos Países Baixos, 1840    | Guilherme II, 1792-1849, Rei dos Países Baixos, 1840                    | Guilherme II, 1792-1849, Rei dos Países Baixos, 1840                    |                                                                         |                                                                         | Ana Pavlovna da Rússia                                                       | Ana Pavlovna da Rússia                                                       | Ana Pavlovna da Rússia | Ana Pavlovna da Rússia | Ana Pavlovna da Rússia | Ana Pavlovna da Rússia | | | | |                                               |                                               |                                                 |                                                 |                                                 |                                                 |                                                 |                                                 |                                              |                                              | Príncipe Frederico dos Países Baixos, 1797-1881              | Príncipe Frederico dos Países Baixos, 1797-1881              | Príncipe Frederico dos Países Baixos, 1797-1881              | Príncipe Frederico dos Países Baixos, 1797-1881              | Príncipe Frederico dos Países Baixos, 1797-1881              | Príncipe Frederico dos Países Baixos, 1797-1881              |                                         |                                         | | | Paulina de Orange-Nassau, 1800-1806                                                                                  | Paulina de Orange-Nassau, 1800-1806                                                                                  | Paulina de Orange-Nassau, 1800-1806                                                                                  | Paulina de Orange-Nassau, 1800-1806                                                                                  | Paulina de Orange-Nassau, 1800-1806 | Paulina de Orange-Nassau, 1800-1806 |                                                                          |                                                                          | Princesa Mariana dos Países Baixos, 1810-1883 casou com o Príncipe Alberto da Prússia (1809-1872) | Princesa Mariana dos Países Baixos, 1810-1883 casou com o Príncipe Alberto da Prússia (1809-1872) | Princesa Mariana dos Países Baixos, 1810-1883 casou com o Príncipe Alberto da Prússia (1809-1872) | Princesa Mariana dos Países Baixos, 1810-1883 casou com o Príncipe Alberto da Prússia (1809-1872) | Princesa Mariana dos Países Baixos, 1810-1883 casou com o Príncipe Alberto da Prússia (1809-1872) | Princesa Mariana dos Países Baixos, 1810-1883 casou com o Príncipe Alberto da Prússia (1809-1872) | | | | | | |
| | | | | | |                                                                              |                                                                              |                                                         |                                                         |                                                                         |                                                                         |                                                                         |                                                                         |                                                                              |                                                                              | | | | | | | | |                                               |                                               |                                                 |                                                 |                                                 |                                                 |                                                 |                                                 |                                              |                                              |                                                              |                                                              |                                                              |                                                              |                                                              |                                                              |                                         |                                         | | | | | | |                                     |                                     |                                                                          |                                                                          |                                                                                                   |                                                                                                   |                                                                                                   |                                                                                                   |                                                                                                   |                                                                                                   | | | | | | |
| | | | | | |                                                                              |                                                                              |                                                         |                                                         |                                                                         |                                                                         |                                                                         |                                                                         |                                                                              |                                                                              | | | | | | | | |                                               |                                               |                                                 |                                                 |                                                 |                                                 |                                                 |                                                 |                                              |                                              |                                                              |                                                              |                                                              |                                                              |                                                              |                                                              |                                         |                                         | | | | | | |                                     |                                     |                                                                          |                                                                          |                                                                                                   |                                                                                                   |                                                                                                   |                                                                                                   |                                                                                                   |                                                                                                   | | | | | | |
| | | | | | |                                                                              |                                                                              |                                                         |                                                         |                                                                         |                                                                         |                                                                         |                                                                         |                                                                              |                                                                              | | | | | | | | |                                               |                                               |                                                 |                                                 |                                                 |                                                 |                                                 |                                                 |                                              |                                              |                                                              |                                                              |                                                              |                                                              |                                                              |                                                              |                                         |                                         | | | | | | |                                     |                                     |                                                                          |                                                                          |                                                                                                   |                                                                                                   |                                                                                                   |                                                                                                   |                                                                                                   |                                                                                                   | | | | | | |
| | | | | | |                                                                              |                                                                              |                                                         |                                                         |                                                                         |                                                                         |                                                                         |                                                                         |                                                                              |                                                                              | | | | | | | | |                                               |                                               |                                                 |                                                 |                                                 |                                                 |                                                 |                                                 |                                              |                                              |                                                              |                                                              |                                                              |                                                              |                                                              |                                                              |                                         |                                         | | | | | | |                                     |                                     |                                                                          |                                                                          |                                                                                                   |                                                                                                   |                                                                                                   |                                                                                                   |                                                                                                   |                                                                                                   | | | | | | |
| Ema de Waldeck-Pyrmont | Ema de Waldeck-Pyrmont | Ema de Waldeck-Pyrmont | Ema de Waldeck-Pyrmont | Ema de Waldeck-Pyrmont | Ema de Waldeck-Pyrmont |                                                                              |                                                                              |                                                         |                                                         | Guilherme III, 1817-1890, Rei dos Países Baixos, 1849                   | Guilherme III, 1817-1890, Rei dos Países Baixos, 1849                   | Guilherme III, 1817-1890, Rei dos Países Baixos, 1849                   | Guilherme III, 1817-1890, Rei dos Países Baixos, 1849                   | Guilherme III, 1817-1890, Rei dos Países Baixos, 1849                        | Guilherme III, 1817-1890, Rei dos Países Baixos, 1849                        | | | Sofia de Württemberg | Sofia de Württemberg | Sofia de Württemberg | Sofia de Württemberg | Sofia de Württemberg | Sofia de Württemberg |                                               |                                               | Príncipe Alexander dos Países Baixos, 1818–1848 | Príncipe Alexander dos Países Baixos, 1818–1848 | Príncipe Alexander dos Países Baixos, 1818–1848 | Príncipe Alexander dos Países Baixos, 1818–1848 | Príncipe Alexander dos Países Baixos, 1818–1848 | Príncipe Alexander dos Países Baixos, 1818–1848 |                                              |                                              | Príncipe Henrique dos Países Baixos, "o Navegador" 1820–1879 | Príncipe Henrique dos Países Baixos, "o Navegador" 1820–1879 | Príncipe Henrique dos Países Baixos, "o Navegador" 1820–1879 | Príncipe Henrique dos Países Baixos, "o Navegador" 1820–1879 | Príncipe Henrique dos Países Baixos, "o Navegador" 1820–1879 | Príncipe Henrique dos Países Baixos, "o Navegador" 1820–1879 |                                         |                                         | Princesa Sofia dos Países Baixos, 1824–1897 casou com Carlos Alexandre, Grão-Duque de Saxe-Weimar-Eisenach           | Princesa Sofia dos Países Baixos, 1824–1897 casou com Carlos Alexandre, Grão-Duque de Saxe-Weimar-Eisenach           | Princesa Sofia dos Países Baixos, 1824–1897 casou com Carlos Alexandre, Grão-Duque de Saxe-Weimar-Eisenach           | Princesa Sofia dos Países Baixos, 1824–1897 casou com Carlos Alexandre, Grão-Duque de Saxe-Weimar-Eisenach           | Princesa Sofia dos Países Baixos, 1824–1897 casou com Carlos Alexandre, Grão-Duque de Saxe-Weimar-Eisenach           | Princesa Sofia dos Países Baixos, 1824–1897 casou com Carlos Alexandre, Grão-Duque de Saxe-Weimar-Eisenach           |                                     |                                     | Princesa Luísa dos Países Baixos,1828–1871 casou com Carlos XV da Suécia | Princesa Luísa dos Países Baixos,1828–1871 casou com Carlos XV da Suécia | Princesa Luísa dos Países Baixos,1828–1871 casou com Carlos XV da Suécia                          | Princesa Luísa dos Países Baixos,1828–1871 casou com Carlos XV da Suécia                          | Princesa Luísa dos Países Baixos,1828–1871 casou com Carlos XV da Suécia                          | Princesa Luísa dos Países Baixos,1828–1871 casou com Carlos XV da Suécia                          |                                                                                                   |                                                                                                   | Princesa Maria dos Países Baixos, 1841-1910 casou com Guilherme, Príncipe de Wied teve um filho Guilherme, Príncipe da Albânia | Princesa Maria dos Países Baixos, 1841-1910 casou com Guilherme, Príncipe de Wied teve um filho Guilherme, Príncipe da Albânia | Princesa Maria dos Países Baixos, 1841-1910 casou com Guilherme, Príncipe de Wied teve um filho Guilherme, Príncipe da Albânia | Princesa Maria dos Países Baixos, 1841-1910 casou com Guilherme, Príncipe de Wied teve um filho Guilherme, Príncipe da Albânia | Princesa Maria dos Países Baixos, 1841-1910 casou com Guilherme, Príncipe de Wied teve um filho Guilherme, Príncipe da Albânia | Princesa Maria dos Países Baixos, 1841-1910 casou com Guilherme, Príncipe de Wied teve um filho Guilherme, Príncipe da Albânia |
| Ema de Waldeck-Pyrmont | Ema de Waldeck-Pyrmont | Ema de Waldeck-Pyrmont | Ema de Waldeck-Pyrmont | Ema de Waldeck-Pyrmont | Ema de Waldeck-Pyrmont |                                                                              |                                                                              |                                                         |                                                         | Guilherme III, 1817-1890, Rei dos Países Baixos, 1849                   | Guilherme III, 1817-1890, Rei dos Países Baixos, 1849                   | Guilherme III, 1817-1890, Rei dos Países Baixos, 1849                   | Guilherme III, 1817-1890, Rei dos Países Baixos, 1849                   | Guilherme III, 1817-1890, Rei dos Países Baixos, 1849                        | Guilherme III, 1817-1890, Rei dos Países Baixos, 1849                        | | | Sofia de Württemberg | Sofia de Württemberg | Sofia de Württemberg | Sofia de Württemberg | Sofia de Württemberg | Sofia de Württemberg |                                               |                                               | Príncipe Alexander dos Países Baixos, 1818–1848 | Príncipe Alexander dos Países Baixos, 1818–1848 | Príncipe Alexander dos Países Baixos, 1818–1848 | Príncipe Alexander dos Países Baixos, 1818–1848 | Príncipe Alexander dos Países Baixos, 1818–1848 | Príncipe Alexander dos Países Baixos, 1818–1848 |                                              |                                              | Príncipe Henrique dos Países Baixos, "o Navegador" 1820–1879 | Príncipe Henrique dos Países Baixos, "o Navegador" 1820–1879 | Príncipe Henrique dos Países Baixos, "o Navegador" 1820–1879 | Príncipe Henrique dos Países Baixos, "o Navegador" 1820–1879 | Príncipe Henrique dos Países Baixos, "o Navegador" 1820–1879 | Príncipe Henrique dos Países Baixos, "o Navegador" 1820–1879 |                                         |                                         | Princesa Sofia dos Países Baixos, 1824–1897 casou com Carlos Alexandre, Grão-Duque de Saxe-Weimar-Eisenach           | Princesa Sofia dos Países Baixos, 1824–1897 casou com Carlos Alexandre, Grão-Duque de Saxe-Weimar-Eisenach           | Princesa Sofia dos Países Baixos, 1824–1897 casou com Carlos Alexandre, Grão-Duque de Saxe-Weimar-Eisenach           | Princesa Sofia dos Países Baixos, 1824–1897 casou com Carlos Alexandre, Grão-Duque de Saxe-Weimar-Eisenach           | Princesa Sofia dos Países Baixos, 1824–1897 casou com Carlos Alexandre, Grão-Duque de Saxe-Weimar-Eisenach           | Princesa Sofia dos Países Baixos, 1824–1897 casou com Carlos Alexandre, Grão-Duque de Saxe-Weimar-Eisenach           |                                     |                                     | Princesa Luísa dos Países Baixos,1828–1871 casou com Carlos XV da Suécia | Princesa Luísa dos Países Baixos,1828–1871 casou com Carlos XV da Suécia | Princesa Luísa dos Países Baixos,1828–1871 casou com Carlos XV da Suécia                          | Princesa Luísa dos Países Baixos,1828–1871 casou com Carlos XV da Suécia                          | Princesa Luísa dos Países Baixos,1828–1871 casou com Carlos XV da Suécia                          | Princesa Luísa dos Países Baixos,1828–1871 casou com Carlos XV da Suécia                          |                                                                                                   |                                                                                                   | Princesa Maria dos Países Baixos, 1841-1910 casou com Guilherme, Príncipe de Wied teve um filho Guilherme, Príncipe da Albânia | Princesa Maria dos Países Baixos, 1841-1910 casou com Guilherme, Príncipe de Wied teve um filho Guilherme, Príncipe da Albânia | Princesa Maria dos Países Baixos, 1841-1910 casou com Guilherme, Príncipe de Wied teve um filho Guilherme, Príncipe da Albânia | Princesa Maria dos Países Baixos, 1841-1910 casou com Guilherme, Príncipe de Wied teve um filho Guilherme, Príncipe da Albânia | Princesa Maria dos Países Baixos, 1841-1910 casou com Guilherme, Príncipe de Wied teve um filho Guilherme, Príncipe da Albânia | Princesa Maria dos Países Baixos, 1841-1910 casou com Guilherme, Príncipe de Wied teve um filho Guilherme, Príncipe da Albânia |
| | | | | | |                                                                              |                                                                              |                                                         |                                                         |                                                                         |                                                                         |                                                                         |                                                                         |                                                                              |                                                                              | | | | | | | | |                                               |                                               |                                                 |                                                 |                                                 |                                                 |                                                 |                                                 |                                              |                                              |                                                              |                                                              |                                                              |                                                              |                                                              |                                                              |                                         |                                         | | | | | | |                                     |                                     |                                                                          |                                                                          |                                                                                                   |                                                                                                   |                                                                                                   |                                                                                                   |                                                                                                   |                                                                                                   | | | | | | |
| | | | | | |                                                                              |                                                                              |                                                         |                                                         |                                                                         |                                                                         |                                                                         |                                                                         |                                                                              |                                                                              | | | | | | | | |                                               |                                               |                                                 |                                                 |                                                 |                                                 |                                                 |                                                 |                                              |                                              |                                                              |                                                              |                                                              |                                                              |                                                              |                                                              |                                         |                                         | | | | | | |                                     |                                     |                                                                          |                                                                          |                                                                                                   |                                                                                                   |                                                                                                   |                                                                                                   |                                                                                                   |                                                                                                   | | | | | | |
| | | Guilhermina, 1880-1962, Rainha dos Países Baixos, 1890-1948 A partir de 1907                                                | Guilhermina, 1880-1962, Rainha dos Países Baixos, 1890-1948 A partir de 1907                                                | Guilhermina, 1880-1962, Rainha dos Países Baixos, 1890-1948 A partir de 1907                                                | Guilhermina, 1880-1962, Rainha dos Países Baixos, 1890-1948 A partir de 1907                                                | Guilhermina, 1880-1962, Rainha dos Países Baixos, 1890-1948 A partir de 1907 | Guilhermina, 1880-1962, Rainha dos Países Baixos, 1890-1948 A partir de 1907 |                                                         |                                                         | Henrique de Mecklemburgo-Schwerin 1876-1934, Príncipe dos Países Baixos | Henrique de Mecklemburgo-Schwerin 1876-1934, Príncipe dos Países Baixos | Henrique de Mecklemburgo-Schwerin 1876-1934, Príncipe dos Países Baixos | Henrique de Mecklemburgo-Schwerin 1876-1934, Príncipe dos Países Baixos | Henrique de Mecklemburgo-Schwerin 1876-1934, Príncipe dos Países Baixos      | Henrique de Mecklemburgo-Schwerin 1876-1934, Príncipe dos Países Baixos      | | | Guilherme, Príncipe de Orange 1840-1879 | Guilherme, Príncipe de Orange 1840-1879 | Guilherme, Príncipe de Orange 1840-1879 | Guilherme, Príncipe de Orange 1840-1879 | Guilherme, Príncipe de Orange 1840-1879                                                                                       | Guilherme, Príncipe de Orange 1840-1879                                                                                       |                                               |                                               | Príncipe Maurício dos Países Baixos 1843-1850   | Príncipe Maurício dos Países Baixos 1843-1850   | Príncipe Maurício dos Países Baixos 1843-1850   | Príncipe Maurício dos Países Baixos 1843-1850   | Príncipe Maurício dos Países Baixos 1843-1850   | Príncipe Maurício dos Países Baixos 1843-1850   |                                              |                                              | Alexander, Príncipe de Orange, 1851-1884                     | Alexander, Príncipe de Orange, 1851-1884                     | Alexander, Príncipe de Orange, 1851-1884                     | Alexander, Príncipe de Orange, 1851-1884                     | Alexander, Príncipe de Orange, 1851-1884                     | Alexander, Príncipe de Orange, 1851-1884                     |                                         |                                         | | | | | | |                                     |                                     |                                                                          |                                                                          |                                                                                                   |                                                                                                   |                                                                                                   |                                                                                                   |                                                                                                   |                                                                                                   | | | | | | |
| | | Guilhermina, 1880-1962, Rainha dos Países Baixos, 1890-1948 A partir de 1907                                                | Guilhermina, 1880-1962, Rainha dos Países Baixos, 1890-1948 A partir de 1907                                                | Guilhermina, 1880-1962, Rainha dos Países Baixos, 1890-1948 A partir de 1907                                                | Guilhermina, 1880-1962, Rainha dos Países Baixos, 1890-1948 A partir de 1907                                                | Guilhermina, 1880-1962, Rainha dos Países Baixos, 1890-1948 A partir de 1907 | Guilhermina, 1880-1962, Rainha dos Países Baixos, 1890-1948 A partir de 1907 |                                                         |                                                         | Henrique de Mecklemburgo-Schwerin 1876-1934, Príncipe dos Países Baixos | Henrique de Mecklemburgo-Schwerin 1876-1934, Príncipe dos Países Baixos | Henrique de Mecklemburgo-Schwerin 1876-1934, Príncipe dos Países Baixos | Henrique de Mecklemburgo-Schwerin 1876-1934, Príncipe dos Países Baixos | Henrique de Mecklemburgo-Schwerin 1876-1934, Príncipe dos Países Baixos      | Henrique de Mecklemburgo-Schwerin 1876-1934, Príncipe dos Países Baixos      | | | Guilherme, Príncipe de Orange 1840-1879 | Guilherme, Príncipe de Orange 1840-1879 | Guilherme, Príncipe de Orange 1840-1879 | Guilherme, Príncipe de Orange 1840-1879 | Guilherme, Príncipe de Orange 1840-1879                                                                                       | Guilherme, Príncipe de Orange 1840-1879                                                                                       |                                               |                                               | Príncipe Maurício dos Países Baixos 1843-1850   | Príncipe Maurício dos Países Baixos 1843-1850   | Príncipe Maurício dos Países Baixos 1843-1850   | Príncipe Maurício dos Países Baixos 1843-1850   | Príncipe Maurício dos Países Baixos 1843-1850   | Príncipe Maurício dos Países Baixos 1843-1850   |                                              |                                              | Alexander, Príncipe de Orange, 1851-1884                     | Alexander, Príncipe de Orange, 1851-1884                     | Alexander, Príncipe de Orange, 1851-1884                     | Alexander, Príncipe de Orange, 1851-1884                     | Alexander, Príncipe de Orange, 1851-1884                     | Alexander, Príncipe de Orange, 1851-1884                     |                                         |                                         | | | | | | |                                     |                                     |                                                                          |                                                                          |                                                                                                   |                                                                                                   |                                                                                                   |                                                                                                   |                                                                                                   |                                                                                                   | | | | | | |
| | | | | | |                                                                              |                                                                              |                                                         |                                                         |                                                                         |                                                                         |                                                                         |                                                                         |                                                                              |                                                                              | | | | | | | | |                                               |                                               |                                                 |                                                 |                                                 |                                                 |                                                 |                                                 |                                              |                                              |                                                              |                                                              |                                                              |                                                              |                                                              |                                                              |                                         |                                         | | | | | | |                                     |                                     |                                                                          |                                                                          |                                                                                                   |                                                                                                   |                                                                                                   |                                                                                                   |                                                                                                   |                                                                                                   | | | | | | |
| | | | | | | Juliana 1909-2004, Rainha dos Países Baixos, 1948-1980                       | Juliana 1909-2004, Rainha dos Países Baixos, 1948-1980                       | Juliana 1909-2004, Rainha dos Países Baixos, 1948-1980  | Juliana 1909-2004, Rainha dos Países Baixos, 1948-1980  | Juliana 1909-2004, Rainha dos Países Baixos, 1948-1980                  | Juliana 1909-2004, Rainha dos Países Baixos, 1948-1980                  |                                                                         |                                                                         | Príncipe Bernhard de Lippe-Biesterfeld, Príncipe dos Países Baixos 1911-2004 | Príncipe Bernhard de Lippe-Biesterfeld, Príncipe dos Países Baixos 1911-2004 | Príncipe Bernhard de Lippe-Biesterfeld, Príncipe dos Países Baixos 1911-2004 | Príncipe Bernhard de Lippe-Biesterfeld, Príncipe dos Países Baixos 1911-2004 | Príncipe Bernhard de Lippe-Biesterfeld, Príncipe dos Países Baixos 1911-2004 | Príncipe Bernhard de Lippe-Biesterfeld, Príncipe dos Países Baixos 1911-2004 | | | | |                                               |                                               |                                                 |                                                 |                                                 |                                                 |                                                 |                                                 |                                              |                                              |                                                              |                                                              |                                                              |                                                              |                                                              |                                                              |                                         |                                         | | | | | | |                                     |                                     |                                                                          |                                                                          |                                                                                                   |                                                                                                   |                                                                                                   |                                                                                                   |                                                                                                   |                                                                                                   | | | | | | |
| | | | | | | Juliana 1909-2004, Rainha dos Países Baixos, 1948-1980                       | Juliana 1909-2004, Rainha dos Países Baixos, 1948-1980                       | Juliana 1909-2004, Rainha dos Países Baixos, 1948-1980  | Juliana 1909-2004, Rainha dos Países Baixos, 1948-1980  | Juliana 1909-2004, Rainha dos Países Baixos, 1948-1980                  | Juliana 1909-2004, Rainha dos Países Baixos, 1948-1980                  |                                                                         |                                                                         | Príncipe Bernhard de Lippe-Biesterfeld, Príncipe dos Países Baixos 1911-2004 | Príncipe Bernhard de Lippe-Biesterfeld, Príncipe dos Países Baixos 1911-2004 | Príncipe Bernhard de Lippe-Biesterfeld, Príncipe dos Países Baixos 1911-2004 | Príncipe Bernhard de Lippe-Biesterfeld, Príncipe dos Países Baixos 1911-2004 | Príncipe Bernhard de Lippe-Biesterfeld, Príncipe dos Países Baixos 1911-2004 | Príncipe Bernhard de Lippe-Biesterfeld, Príncipe dos Países Baixos 1911-2004 | | | | |                                               |                                               |                                                 |                                                 |                                                 |                                                 |                                                 |                                                 |                                              |                                              |                                                              |                                                              |                                                              |                                                              |                                                              |                                                              |                                         |                                         | | | | | | |                                     |                                     |                                                                          |                                                                          |                                                                                                   |                                                                                                   |                                                                                                   |                                                                                                   |                                                                                                   |                                                                                                   | | | | | | |
| | | | | | |                                                                              |                                                                              |                                                         |                                                         |                                                                         |                                                                         |                                                                         |                                                                         |                                                                              |                                                                              | | | | | | | | |                                               |                                               |                                                 |                                                 |                                                 |                                                 |                                                 |                                                 |                                              |                                              |                                                              |                                                              |                                                              |                                                              |                                                              |                                                              |                                         |                                         | | | | | | |                                     |                                     |                                                                          |                                                                          |                                                                                                   |                                                                                                   |                                                                                                   |                                                                                                   |                                                                                                   |                                                                                                   | | | | | | |
| | | | | | |                                                                              |                                                                              |                                                         |                                                         |                                                                         |                                                                         |                                                                         |                                                                         |                                                                              |                                                                              | | | | | | | | |                                               |                                               |                                                 |                                                 |                                                 |                                                 |                                                 |                                                 |                                              |                                              |                                                              |                                                              |                                                              |                                                              |                                                              |                                                              |                                         |                                         | | | | | | |                                     |                                     |                                                                          |                                                                          |                                                                                                   |                                                                                                   |                                                                                                   |                                                                                                   |                                                                                                   |                                                                                                   | | | | | | |
| Beatriz,1938-, Rainha dos Países Baixos,1980-2013                                                                           | Beatriz,1938-, Rainha dos Países Baixos,1980-2013                                                                           | Beatriz,1938-, Rainha dos Países Baixos,1980-2013                                                                           | Beatriz,1938-, Rainha dos Países Baixos,1980-2013                                                                           | Beatriz,1938-, Rainha dos Países Baixos,1980-2013                                                                           | Beatriz,1938-, Rainha dos Países Baixos,1980-2013                                                                           |                                                                              |                                                                              | Claus van Amsberg,1926-2002, Príncipe dos Países Baixos | Claus van Amsberg,1926-2002, Príncipe dos Países Baixos | Claus van Amsberg,1926-2002, Príncipe dos Países Baixos                 | Claus van Amsberg,1926-2002, Príncipe dos Países Baixos                 | Claus van Amsberg,1926-2002, Príncipe dos Países Baixos                 | Claus van Amsberg,1926-2002, Príncipe dos Países Baixos                 |                                                                              |                                                                              | | | Princesa Irene dos Países Baixos, 1939, m.(1964–1981) Carlos Hugo de Bourbon-Parma, Duque de Parma, 4 filhos fora da sucessão                                                                        | Princesa Irene dos Países Baixos, 1939, m.(1964–1981) Carlos Hugo de Bourbon-Parma, Duque de Parma, 4 filhos fora da sucessão                                                                        | Princesa Irene dos Países Baixos, 1939, m.(1964–1981) Carlos Hugo de Bourbon-Parma, Duque de Parma, 4 filhos fora da sucessão                                                                        | Princesa Irene dos Países Baixos, 1939, m.(1964–1981) Carlos Hugo de Bourbon-Parma, Duque de Parma, 4 filhos fora da sucessão                                                                        | Princesa Irene dos Países Baixos, 1939, m.(1964–1981) Carlos Hugo de Bourbon-Parma, Duque de Parma, 4 filhos fora da sucessão | Princesa Irene dos Países Baixos, 1939, m.(1964–1981) Carlos Hugo de Bourbon-Parma, Duque de Parma, 4 filhos fora da sucessão |                                               |                                               | Princesa Margarida dos Países Baixos, 1943-     | Princesa Margarida dos Países Baixos, 1943-     | Princesa Margarida dos Países Baixos, 1943-     | Princesa Margarida dos Países Baixos, 1943-     | Princesa Margarida dos Países Baixos, 1943-     | Princesa Margarida dos Países Baixos, 1943-     |                                              |                                              | Pieter van Vollenhoven                                       | Pieter van Vollenhoven                                       | Pieter van Vollenhoven                                       | Pieter van Vollenhoven                                       | Pieter van Vollenhoven                                       | Pieter van Vollenhoven                                       |                                         |                                         | Princesa Cristina dos Países Baixos,1947, m. Jorge Pérez y Guillermo (m. 1975; div. 1996), 3 filhos fora da sucessão | Princesa Cristina dos Países Baixos,1947, m. Jorge Pérez y Guillermo (m. 1975; div. 1996), 3 filhos fora da sucessão | Princesa Cristina dos Países Baixos,1947, m. Jorge Pérez y Guillermo (m. 1975; div. 1996), 3 filhos fora da sucessão | Princesa Cristina dos Países Baixos,1947, m. Jorge Pérez y Guillermo (m. 1975; div. 1996), 3 filhos fora da sucessão | Princesa Cristina dos Países Baixos,1947, m. Jorge Pérez y Guillermo (m. 1975; div. 1996), 3 filhos fora da sucessão | Princesa Cristina dos Países Baixos,1947, m. Jorge Pérez y Guillermo (m. 1975; div. 1996), 3 filhos fora da sucessão |                                     |                                     |                                                                          |                                                                          |                                                                                                   |                                                                                                   |                                                                                                   |                                                                                                   |                                                                                                   |                                                                                                   | | | | | | |
| Beatriz,1938-, Rainha dos Países Baixos,1980-2013                                                                           | Beatriz,1938-, Rainha dos Países Baixos,1980-2013                                                                           | Beatriz,1938-, Rainha dos Países Baixos,1980-2013                                                                           | Beatriz,1938-, Rainha dos Países Baixos,1980-2013                                                                           | Beatriz,1938-, Rainha dos Países Baixos,1980-2013                                                                           | Beatriz,1938-, Rainha dos Países Baixos,1980-2013                                                                           |                                                                              |                                                                              | Claus van Amsberg,1926-2002, Príncipe dos Países Baixos | Claus van Amsberg,1926-2002, Príncipe dos Países Baixos | Claus van Amsberg,1926-2002, Príncipe dos Países Baixos                 | Claus van Amsberg,1926-2002, Príncipe dos Países Baixos                 | Claus van Amsberg,1926-2002, Príncipe dos Países Baixos                 | Claus van Amsberg,1926-2002, Príncipe dos Países Baixos                 |                                                                              |                                                                              | | | Princesa Irene dos Países Baixos, 1939, m.(1964–1981) Carlos Hugo de Bourbon-Parma, Duque de Parma, 4 filhos fora da sucessão                                                                        | Princesa Irene dos Países Baixos, 1939, m.(1964–1981) Carlos Hugo de Bourbon-Parma, Duque de Parma, 4 filhos fora da sucessão                                                                        | Princesa Irene dos Países Baixos, 1939, m.(1964–1981) Carlos Hugo de Bourbon-Parma, Duque de Parma, 4 filhos fora da sucessão                                                                        | Princesa Irene dos Países Baixos, 1939, m.(1964–1981) Carlos Hugo de Bourbon-Parma, Duque de Parma, 4 filhos fora da sucessão                                                                        | Princesa Irene dos Países Baixos, 1939, m.(1964–1981) Carlos Hugo de Bourbon-Parma, Duque de Parma, 4 filhos fora da sucessão | Princesa Irene dos Países Baixos, 1939, m.(1964–1981) Carlos Hugo de Bourbon-Parma, Duque de Parma, 4 filhos fora da sucessão |                                               |                                               | Princesa Margarida dos Países Baixos, 1943-     | Princesa Margarida dos Países Baixos, 1943-     | Princesa Margarida dos Países Baixos, 1943-     | Princesa Margarida dos Países Baixos, 1943-     | Princesa Margarida dos Países Baixos, 1943-     | Princesa Margarida dos Países Baixos, 1943-     |                                              |                                              | Pieter van Vollenhoven                                       | Pieter van Vollenhoven                                       | Pieter van Vollenhoven                                       | Pieter van Vollenhoven                                       | Pieter van Vollenhoven                                       | Pieter van Vollenhoven                                       |                                         |                                         | Princesa Cristina dos Países Baixos,1947, m. Jorge Pérez y Guillermo (m. 1975; div. 1996), 3 filhos fora da sucessão | Princesa Cristina dos Países Baixos,1947, m. Jorge Pérez y Guillermo (m. 1975; div. 1996), 3 filhos fora da sucessão | Princesa Cristina dos Países Baixos,1947, m. Jorge Pérez y Guillermo (m. 1975; div. 1996), 3 filhos fora da sucessão | Princesa Cristina dos Países Baixos,1947, m. Jorge Pérez y Guillermo (m. 1975; div. 1996), 3 filhos fora da sucessão | Princesa Cristina dos Países Baixos,1947, m. Jorge Pérez y Guillermo (m. 1975; div. 1996), 3 filhos fora da sucessão | Princesa Cristina dos Países Baixos,1947, m. Jorge Pérez y Guillermo (m. 1975; div. 1996), 3 filhos fora da sucessão |                                     |                                     |                                                                          |                                                                          |                                                                                                   |                                                                                                   |                                                                                                   |                                                                                                   |                                                                                                   |                                                                                                   | | | | | | |
| | | | | | |                                                                              |                                                                              |                                                         |                                                         |                                                                         |                                                                         |                                                                         |                                                                         |                                                                              |                                                                              | | | | | | | | |                                               |                                               |                                                 |                                                 |                                                 |                                                 |                                                 |                                                 |                                              |                                              |                                                              |                                                              |                                                              |                                                              |                                                              |                                                              |                                         |                                         | | | | | | |                                     |                                     |                                                                          |                                                                          |                                                                                                   |                                                                                                   |                                                                                                   |                                                                                                   |                                                                                                   |                                                                                                   | | | | | | |
| | | | | | |                                                                              |                                                                              |                                                         |                                                         |                                                                         |                                                                         |                                                                         |                                                                         |                                                                              |                                                                              | | | | | | | | |                                               |                                               |                                                 |                                                 |                                                 |                                                 |                                                 |                                                 |                                              |                                              |                                                              |                                                              |                                                              |                                                              |                                                              |                                                              |                                         |                                         | | | | | | |                                     |                                     |                                                                          |                                                                          |                                                                                                   |                                                                                                   |                                                                                                   |                                                                                                   |                                                                                                   |                                                                                                   | | | | | | |
| Guilherme Alexandre dos Países Baixos,1967- Príncipe de Orange & Herdeiro aparente, 1980-2013, Rei dos Países Baixos, 2013- | Guilherme Alexandre dos Países Baixos,1967- Príncipe de Orange & Herdeiro aparente, 1980-2013, Rei dos Países Baixos, 2013- | Guilherme Alexandre dos Países Baixos,1967- Príncipe de Orange & Herdeiro aparente, 1980-2013, Rei dos Países Baixos, 2013- | Guilherme Alexandre dos Países Baixos,1967- Príncipe de Orange & Herdeiro aparente, 1980-2013, Rei dos Países Baixos, 2013- | Guilherme Alexandre dos Países Baixos,1967- Príncipe de Orange & Herdeiro aparente, 1980-2013, Rei dos Países Baixos, 2013- | Guilherme Alexandre dos Países Baixos,1967- Príncipe de Orange & Herdeiro aparente, 1980-2013, Rei dos Países Baixos, 2013- |                                                                              |                                                                              | Rainha Máxima dos Países Baixos                         | Rainha Máxima dos Países Baixos                         | Rainha Máxima dos Países Baixos                                         | Rainha Máxima dos Países Baixos                                         | Rainha Máxima dos Países Baixos                                         | Rainha Máxima dos Países Baixos                                         |                                                                              |                                                                              | Príncipe Friso de Orange-Nassau 1968-2013 c.(2004) Mabel Wisse Smit sem premissão, seus filhos não são elegíveis para o trono e ele já não era um príncipe dos Países Baixos depois de seu casamento | Príncipe Friso de Orange-Nassau 1968-2013 c.(2004) Mabel Wisse Smit sem premissão, seus filhos não são elegíveis para o trono e ele já não era um príncipe dos Países Baixos depois de seu casamento | Príncipe Friso de Orange-Nassau 1968-2013 c.(2004) Mabel Wisse Smit sem premissão, seus filhos não são elegíveis para o trono e ele já não era um príncipe dos Países Baixos depois de seu casamento | Príncipe Friso de Orange-Nassau 1968-2013 c.(2004) Mabel Wisse Smit sem premissão, seus filhos não são elegíveis para o trono e ele já não era um príncipe dos Países Baixos depois de seu casamento | Príncipe Friso de Orange-Nassau 1968-2013 c.(2004) Mabel Wisse Smit sem premissão, seus filhos não são elegíveis para o trono e ele já não era um príncipe dos Países Baixos depois de seu casamento | Príncipe Friso de Orange-Nassau 1968-2013 c.(2004) Mabel Wisse Smit sem premissão, seus filhos não são elegíveis para o trono e ele já não era um príncipe dos Países Baixos depois de seu casamento | | | Príncipe Constantino dos Países Baixos, 1969- | Príncipe Constantino dos Países Baixos, 1969- | Príncipe Constantino dos Países Baixos, 1969-   | Príncipe Constantino dos Países Baixos, 1969-   | Príncipe Constantino dos Países Baixos, 1969-   | Príncipe Constantino dos Países Baixos, 1969-   |                                                 |                                                 | Princesa Laurentina dos Países Baixos        | Princesa Laurentina dos Países Baixos        | Princesa Laurentina dos Países Baixos                        | Princesa Laurentina dos Países Baixos                        | Princesa Laurentina dos Países Baixos                        | Princesa Laurentina dos Países Baixos                        |                                                              |                                                              |                                         |                                         | | | Casella "VOL" non definita                                                                                           | Casella "VOL" non definita                                                                                           | Casella "VOL" non definita                                                                                           | Casella "VOL" non definita                                                                                           | Casella "VOL" non definita          | Casella "VOL" non definita          |                                                                          |                                                                          |                                                                                                   |                                                                                                   |                                                                                                   |                                                                                                   |                                                                                                   |                                                                                                   | | | | | | |
| Guilherme Alexandre dos Países Baixos,1967- Príncipe de Orange & Herdeiro aparente, 1980-2013, Rei dos Países Baixos, 2013- | Guilherme Alexandre dos Países Baixos,1967- Príncipe de Orange & Herdeiro aparente, 1980-2013, Rei dos Países Baixos, 2013- | Guilherme Alexandre dos Países Baixos,1967- Príncipe de Orange & Herdeiro aparente, 1980-2013, Rei dos Países Baixos, 2013- | Guilherme Alexandre dos Países Baixos,1967- Príncipe de Orange & Herdeiro aparente, 1980-2013, Rei dos Países Baixos, 2013- | Guilherme Alexandre dos Países Baixos,1967- Príncipe de Orange & Herdeiro aparente, 1980-2013, Rei dos Países Baixos, 2013- | Guilherme Alexandre dos Países Baixos,1967- Príncipe de Orange & Herdeiro aparente, 1980-2013, Rei dos Países Baixos, 2013- |                                                                              |                                                                              | Rainha Máxima dos Países Baixos                         | Rainha Máxima dos Países Baixos                         | Rainha Máxima dos Países Baixos                                         | Rainha Máxima dos Países Baixos                                         | Rainha Máxima dos Países Baixos                                         | Rainha Máxima dos Países Baixos                                         |                                                                              |                                                                              | Príncipe Friso de Orange-Nassau 1968-2013 c.(2004) Mabel Wisse Smit sem premissão, seus filhos não são elegíveis para o trono e ele já não era um príncipe dos Países Baixos depois de seu casamento | Príncipe Friso de Orange-Nassau 1968-2013 c.(2004) Mabel Wisse Smit sem premissão, seus filhos não são elegíveis para o trono e ele já não era um príncipe dos Países Baixos depois de seu casamento | Príncipe Friso de Orange-Nassau 1968-2013 c.(2004) Mabel Wisse Smit sem premissão, seus filhos não são elegíveis para o trono e ele já não era um príncipe dos Países Baixos depois de seu casamento | Príncipe Friso de Orange-Nassau 1968-2013 c.(2004) Mabel Wisse Smit sem premissão, seus filhos não são elegíveis para o trono e ele já não era um príncipe dos Países Baixos depois de seu casamento | Príncipe Friso de Orange-Nassau 1968-2013 c.(2004) Mabel Wisse Smit sem premissão, seus filhos não são elegíveis para o trono e ele já não era um príncipe dos Países Baixos depois de seu casamento | Príncipe Friso de Orange-Nassau 1968-2013 c.(2004) Mabel Wisse Smit sem premissão, seus filhos não são elegíveis para o trono e ele já não era um príncipe dos Países Baixos depois de seu casamento | | | Príncipe Constantino dos Países Baixos, 1969- | Príncipe Constantino dos Países Baixos, 1969- | Príncipe Constantino dos Países Baixos, 1969-   | Príncipe Constantino dos Países Baixos, 1969-   | Príncipe Constantino dos Países Baixos, 1969-   | Príncipe Constantino dos Países Baixos, 1969-   |                                                 |                                                 | Princesa Laurentina dos Países Baixos        | Princesa Laurentina dos Países Baixos        | Princesa Laurentina dos Países Baixos                        | Princesa Laurentina dos Países Baixos                        | Princesa Laurentina dos Países Baixos                        | Princesa Laurentina dos Países Baixos                        |                                                              |                                                              |                                         |                                         | | | Casella "VOL" non definita                                                                                           | Casella "VOL" non definita                                                                                           | Casella "VOL" non definita                                                                                           | Casella "VOL" non definita                                                                                           | Casella "VOL" non definita          | Casella "VOL" non definita          |                                                                          |                                                                          |                                                                                                   |                                                                                                   |                                                                                                   |                                                                                                   |                                                                                                   |                                                                                                   | | | | | | |
| | | | | | |                                                                              |                                                                              |                                                         |                                                         |                                                                         |                                                                         |                                                                         |                                                                         |                                                                              |                                                                              | | | | | | | | |                                               |                                               |                                                 |                                                 |                                                 |                                                 |                                                 |                                                 |                                              |                                              |                                                              |                                                              |                                                              |                                                              |                                                              |                                                              |                                         |                                         | | | | | | |                                     |                                     |                                                                          |                                                                          |                                                                                                   |                                                                                                   |                                                                                                   |                                                                                                   |                                                                                                   |                                                                                                   | | | | | | |
| | | | | | |                                                                              |                                                                              |                                                         |                                                         |                                                                         |                                                                         |                                                                         |                                                                         |                                                                              |                                                                              | | | | | | | | |                                               |                                               |                                                 |                                                 |                                                 |                                                 |                                                 |                                                 |                                              |                                              |                                                              |                                                              |                                                              |                                                              |                                                              |                                                              |                                         |                                         | | | | | | |                                     |                                     |                                                                          |                                                                          |                                                                                                   |                                                                                                   |                                                                                                   |                                                                                                   |                                                                                                   |                                                                                                   | | | | | | |
| Princesa Catarina-Amália dos Países Baixos,2003- Princesa de Orange & herdeira aparente, 2013-                              | Princesa Catarina-Amália dos Países Baixos,2003- Princesa de Orange & herdeira aparente, 2013-                              | Princesa Catarina-Amália dos Países Baixos,2003- Princesa de Orange & herdeira aparente, 2013-                              | Princesa Catarina-Amália dos Países Baixos,2003- Princesa de Orange & herdeira aparente, 2013-                              | Princesa Catarina-Amália dos Países Baixos,2003- Princesa de Orange & herdeira aparente, 2013-                              | Princesa Catarina-Amália dos Países Baixos,2003- Princesa de Orange & herdeira aparente, 2013-                              |                                                                              |                                                                              | Princesa Alexia dos Países Baixos, 2005-                | Princesa Alexia dos Países Baixos, 2005-                | Princesa Alexia dos Países Baixos, 2005-                                | Princesa Alexia dos Países Baixos, 2005-                                | Princesa Alexia dos Países Baixos, 2005-                                | Princesa Alexia dos Países Baixos, 2005-                                |                                                                              |                                                                              | Princesa Ariana dos Países Baixos, 2007- | Princesa Ariana dos Países Baixos, 2007- | Princesa Ariana dos Países Baixos, 2007- | Princesa Ariana dos Países Baixos, 2007- | Princesa Ariana dos Países Baixos, 2007- | Princesa Ariana dos Países Baixos, 2007- | | | condessa Eloise de Orange-Nassau, 2002-       | condessa Eloise de Orange-Nassau, 2002-       | condessa Eloise de Orange-Nassau, 2002-         | condessa Eloise de Orange-Nassau, 2002-         | condessa Eloise de Orange-Nassau, 2002-         | condessa Eloise de Orange-Nassau, 2002-         |                                                 |                                                 | conde Claus-Casimiro de Orange-Nassau, 2004- | conde Claus-Casimiro de Orange-Nassau, 2004- | conde Claus-Casimiro de Orange-Nassau, 2004-                 | conde Claus-Casimiro de Orange-Nassau, 2004-                 | conde Claus-Casimiro de Orange-Nassau, 2004-                 | conde Claus-Casimiro de Orange-Nassau, 2004-                 |                                                              |                                                              | condessa Leonor de Orange-Nassau, 2006- | condessa Leonor de Orange-Nassau, 2006- | condessa Leonor de Orange-Nassau, 2006-                                                                              | condessa Leonor de Orange-Nassau, 2006-                                                                              | condessa Leonor de Orange-Nassau, 2006-                                                                              | condessa Leonor de Orange-Nassau, 2006-                                                                              | | |                                     |                                     |                                                                          |                                                                          |                                                                                                   |                                                                                                   |                                                                                                   |                                                                                                   |                                                                                                   |                                                                                                   | | | | | | |

### Casa de Nassau-Weilburg
Compilado da wikipédia e fontes:
|  |  |                                                            |                                                            | Para ancestrais da Casa de Nassau-Weilburg (árvore genealógica da Casa de Nassau)' |                                                            |                                                            |                                                            |  |  |  |  |                                                                   |                                                                   |                                                                             |                                                                             |                                                                             |                                                                             |                                                                             |                                                                             |  |  |                                                                                  |                                                                  |                                                                  |                                                                  |                                                                  |                                                                  |  |  |                                                 |                                                 |                                                               |                                                 |                                                 |                                                 |                                                        |                                                        |                                                        |                                                        |                                                        |                                                        |                                                        |                                                        |  |  |  |  |  |  |  |  |  |  |  |  |  |  |  |  |  |  |  |  |
|  |  |                                                            |                                                            |                                                                                    |                                                            |                                                            |                                                            |  |  |  |  |                                                                   |                                                                   |                                                                             |                                                                             |                                                                             |                                                                             |                                                                             |                                                                             |  |  |                                                                                  |                                                                  |                                                                  |                                                                  |                                                                  |                                                                  |  |  |                                                 |                                                 |                                                               |                                                 |                                                 |                                                 |                                                        |                                                        |                                                        |                                                        |                                                        |                                                        |                                                        |                                                        |  |  |  |  |  |  |  |  |  |  |  |  |  |  |  |  |  |  |  |  |
|  |  |                                                            |                                                            | João III (1441 +1480) conde de Nassau-Weilburg                                     |                                                            |                                                            |                                                            |  |  |  |  |                                                                   |                                                                   |                                                                             |                                                                             |                                                                             |                                                                             |                                                                             |                                                                             |  |  |                                                                                  |                                                                  |                                                                  |                                                                  |                                                                  |                                                                  |  |  |                                                 |                                                 |                                                               |                                                 |                                                 |                                                 |                                                        |                                                        |                                                        |                                                        |                                                        |                                                        |                                                        |                                                        |  |  |  |  |  |  |  |  |  |  |  |  |  |  |  |  |  |  |  |  |
|  |  |                                                            |                                                            |                                                                                    |                                                            |                                                            |                                                            |  |  |  |  |                                                                   |                                                                   |                                                                             |                                                                             |                                                                             |                                                                             |                                                                             |                                                                             |  |  |                                                                                  |                                                                  |                                                                  |                                                                  |                                                                  |                                                                  |  |  |                                                 |                                                 |                                                               |                                                 |                                                 |                                                 |                                                        |                                                        |                                                        |                                                        |                                                        |                                                        |                                                        |                                                        |  |  |  |  |  |  |  |  |  |  |  |  |  |  |  |  |  |  |  |  |
|  |  |                                                            |                                                            | Luís I (1473 +1523) conde de Nassau-Weilburg                                       |                                                            |                                                            |                                                            |  |  |  |  |                                                                   |                                                                   |                                                                             |                                                                             |                                                                             |                                                                             |                                                                             |                                                                             |  |  |                                                                                  |                                                                  |                                                                  |                                                                  |                                                                  |                                                                  |  |  |                                                 |                                                 |                                                               |                                                 |                                                 |                                                 |                                                        |                                                        |                                                        |                                                        |                                                        |                                                        |                                                        |                                                        |  |  |  |  |  |  |  |  |  |  |  |  |  |  |  |  |  |  |  |  |
|  |  |                                                            |                                                            |                                                                                    |                                                            |                                                            |                                                            |  |  |  |  |                                                                   |                                                                   |                                                                             |                                                                             |                                                                             |                                                                             |                                                                             |                                                                             |  |  |                                                                                  |                                                                  |                                                                  |                                                                  |                                                                  |                                                                  |  |  |                                                 |                                                 |                                                               |                                                 |                                                 |                                                 |                                                        |                                                        |                                                        |                                                        |                                                        |                                                        |                                                        |                                                        |  |  |  |  |  |  |  |  |  |  |  |  |  |  |  |  |  |  |  |  |
|  |  |                                                            |                                                            | Filipe III (1504 +1559) conde de Nassau-Weilburg                                   |                                                            |                                                            |                                                            |  |  |  |  |                                                                   |                                                                   |                                                                             |                                                                             |                                                                             |                                                                             |                                                                             |                                                                             |  |  |                                                                                  |                                                                  |                                                                  |                                                                  |                                                                  |                                                                  |  |  |                                                 |                                                 |                                                               |                                                 |                                                 |                                                 |                                                        |                                                        |                                                        |                                                        |                                                        |                                                        |                                                        |                                                        |  |  |  |  |  |  |  |  |  |  |  |  |  |  |  |  |  |  |  |  |
|  |  |                                                            |                                                            |                                                                                    |                                                            |                                                            |                                                            |  |  |  |  |                                                                   |                                                                   |                                                                             |                                                                             |                                                                             |                                                                             |                                                                             |                                                                             |  |  |                                                                                  |                                                                  |                                                                  |                                                                  |                                                                  |                                                                  |  |  |                                                 |                                                 |                                                               |                                                 |                                                 |                                                 |                                                        |                                                        |                                                        |                                                        |                                                        |                                                        |                                                        |                                                        |  |  |  |  |  |  |  |  |  |  |  |  |  |  |  |  |  |  |  |  |
|  |  |                                                            |                                                            |                                                                                    |                                                            |                                                            |                                                            |  |  |  |  |                                                                   |                                                                   |                                                                             |                                                                             |                                                                             |                                                                             |                                                                             |                                                                             |  |  |                                                                                  |                                                                  |                                                                  |                                                                  |                                                                  |                                                                  |  |  |                                                 |                                                 |                                                               |                                                 |                                                 |                                                 |                                                        |                                                        |                                                        |                                                        |                                                        |                                                        |                                                        |                                                        |  |  |  |  |  |  |  |  |  |  |  |  |  |  |  |  |  |  |  |  |
|  |  | Alberto (1537 +1593) conde de Nassau-Weilburg              | Alberto (1537 +1593) conde de Nassau-Weilburg              | Alberto (1537 +1593) conde de Nassau-Weilburg                                      | Alberto (1537 +1593) conde de Nassau-Weilburg              | Alberto (1537 +1593) conde de Nassau-Weilburg              | Alberto (1537 +1593) conde de Nassau-Weilburg              |  |  |  |  | Filipe IV (1542 +1602) conde de Nassau-Weilburg em Saarbrucken    | Filipe IV (1542 +1602) conde de Nassau-Weilburg em Saarbrucken    | Filipe IV (1542 +1602) conde de Nassau-Weilburg em Saarbrucken              | Filipe IV (1542 +1602) conde de Nassau-Weilburg em Saarbrucken              | Filipe IV (1542 +1602) conde de Nassau-Weilburg em Saarbrucken              | Filipe IV (1542 +1602) conde de Nassau-Weilburg em Saarbrucken              |                                                                             |                                                                             |  |  |                                                                                  |                                                                  |                                                                  |                                                                  |                                                                  |                                                                  |  |  |                                                 |                                                 |                                                               |                                                 |                                                 |                                                 |                                                        |                                                        |                                                        |                                                        |                                                        |                                                        |                                                        |                                                        |  |  |  |  |  |  |  |  |  |  |  |  |  |  |  |  |  |  |  |  |
|  |  | Alberto (1537 +1593) conde de Nassau-Weilburg              | Alberto (1537 +1593) conde de Nassau-Weilburg              | Alberto (1537 +1593) conde de Nassau-Weilburg                                      | Alberto (1537 +1593) conde de Nassau-Weilburg              | Alberto (1537 +1593) conde de Nassau-Weilburg              | Alberto (1537 +1593) conde de Nassau-Weilburg              |  |  |  |  | Filipe IV (1542 +1602) conde de Nassau-Weilburg em Saarbrucken    | Filipe IV (1542 +1602) conde de Nassau-Weilburg em Saarbrucken    | Filipe IV (1542 +1602) conde de Nassau-Weilburg em Saarbrucken              | Filipe IV (1542 +1602) conde de Nassau-Weilburg em Saarbrucken              | Filipe IV (1542 +1602) conde de Nassau-Weilburg em Saarbrucken              | Filipe IV (1542 +1602) conde de Nassau-Weilburg em Saarbrucken              |                                                                             |                                                                             |  |  |                                                                                  |                                                                  |                                                                  |                                                                  |                                                                  |                                                                  |  |  |                                                 |                                                 |                                                               |                                                 |                                                 |                                                 |                                                        |                                                        |                                                        |                                                        |                                                        |                                                        |                                                        |                                                        |  |  |  |  |  |  |  |  |  |  |  |  |  |  |  |  |  |  |  |  |
|  |  |                                                            |                                                            |                                                                                    |                                                            |                                                            |                                                            |  |  |  |  |                                                                   |                                                                   |                                                                             |                                                                             |                                                                             |                                                                             |                                                                             |                                                                             |  |  |                                                                                  |                                                                  |                                                                  |                                                                  |                                                                  |                                                                  |  |  |                                                 |                                                 |                                                               |                                                 |                                                 |                                                 |                                                        |                                                        |                                                        |                                                        |                                                        |                                                        |                                                        |                                                        |  |  |  |  |  |  |  |  |  |  |  |  |  |  |  |  |  |  |  |  |
|  |  | Luís II (1565 +1627) conde de Nassau-Weilburg em Ottweiler | Luís II (1565 +1627) conde de Nassau-Weilburg em Ottweiler | Luís II (1565 +1627) conde de Nassau-Weilburg em Ottweiler                         | Luís II (1565 +1627) conde de Nassau-Weilburg em Ottweiler | Luís II (1565 +1627) conde de Nassau-Weilburg em Ottweiler | Luís II (1565 +1627) conde de Nassau-Weilburg em Ottweiler |  |  |  |  | Guilherme (1570–1597) conde de Nassau-Weilburg em Weilburg        | Guilherme (1570–1597) conde de Nassau-Weilburg em Weilburg        | Guilherme (1570–1597) conde de Nassau-Weilburg em Weilburg                  | Guilherme (1570–1597) conde de Nassau-Weilburg em Weilburg                  | Guilherme (1570–1597) conde de Nassau-Weilburg em Weilburg                  | Guilherme (1570–1597) conde de Nassau-Weilburg em Weilburg                  |                                                                             |                                                                             |  |  | João Casimiro (1577 +1602) conde de Nassau-Weilburg em Gleiberg                  | João Casimiro (1577 +1602) conde de Nassau-Weilburg em Gleiberg  | João Casimiro (1577 +1602) conde de Nassau-Weilburg em Gleiberg  | João Casimiro (1577 +1602) conde de Nassau-Weilburg em Gleiberg  | João Casimiro (1577 +1602) conde de Nassau-Weilburg em Gleiberg  | João Casimiro (1577 +1602) conde de Nassau-Weilburg em Gleiberg  |  |  |                                                 |                                                 |                                                               |                                                 |                                                 |                                                 |                                                        |                                                        |                                                        |                                                        |                                                        |                                                        |                                                        |                                                        |  |  |  |  |  |  |  |  |  |  |  |  |  |  |  |  |  |  |  |  |
|  |  | Luís II (1565 +1627) conde de Nassau-Weilburg em Ottweiler | Luís II (1565 +1627) conde de Nassau-Weilburg em Ottweiler | Luís II (1565 +1627) conde de Nassau-Weilburg em Ottweiler                         | Luís II (1565 +1627) conde de Nassau-Weilburg em Ottweiler | Luís II (1565 +1627) conde de Nassau-Weilburg em Ottweiler | Luís II (1565 +1627) conde de Nassau-Weilburg em Ottweiler |  |  |  |  | Guilherme (1570–1597) conde de Nassau-Weilburg em Weilburg        | Guilherme (1570–1597) conde de Nassau-Weilburg em Weilburg        | Guilherme (1570–1597) conde de Nassau-Weilburg em Weilburg                  | Guilherme (1570–1597) conde de Nassau-Weilburg em Weilburg                  | Guilherme (1570–1597) conde de Nassau-Weilburg em Weilburg                  | Guilherme (1570–1597) conde de Nassau-Weilburg em Weilburg                  |                                                                             |                                                                             |  |  | João Casimiro (1577 +1602) conde de Nassau-Weilburg em Gleiberg                  | João Casimiro (1577 +1602) conde de Nassau-Weilburg em Gleiberg  | João Casimiro (1577 +1602) conde de Nassau-Weilburg em Gleiberg  | João Casimiro (1577 +1602) conde de Nassau-Weilburg em Gleiberg  | João Casimiro (1577 +1602) conde de Nassau-Weilburg em Gleiberg  | João Casimiro (1577 +1602) conde de Nassau-Weilburg em Gleiberg  |  |  |                                                 |                                                 |                                                               |                                                 |                                                 |                                                 |                                                        |                                                        |                                                        |                                                        |                                                        |                                                        |                                                        |                                                        |  |  |  |  |  |  |  |  |  |  |  |  |  |  |  |  |  |  |  |  |
|  |  |                                                            |                                                            |                                                                                    |                                                            |                                                            |                                                            |  |  |  |  |                                                                   |                                                                   |                                                                             |                                                                             |                                                                             |                                                                             |                                                                             |                                                                             |  |  |                                                                                  |                                                                  |                                                                  |                                                                  |                                                                  |                                                                  |  |  |                                                 |                                                 |                                                               |                                                 |                                                 |                                                 |                                                        |                                                        |                                                        |                                                        |                                                        |                                                        |                                                        |                                                        |  |  |  |  |  |  |  |  |  |  |  |  |  |  |  |  |  |  |  |  |
|  |  | Guilherme Luís (1590 +1640) conde de Nassau-Saarbrücken    | Guilherme Luís (1590 +1640) conde de Nassau-Saarbrücken    | Guilherme Luís (1590 +1640) conde de Nassau-Saarbrücken                            | Guilherme Luís (1590 +1640) conde de Nassau-Saarbrücken    | Guilherme Luís (1590 +1640) conde de Nassau-Saarbrücken    | Guilherme Luís (1590 +1640) conde de Nassau-Saarbrücken    |  |  |  |  |                                                                   |                                                                   | João (1603 +1677) conde de Nassau-Idstein condes de Nassau-Idstein ext.1721 | João (1603 +1677) conde de Nassau-Idstein condes de Nassau-Idstein ext.1721 | João (1603 +1677) conde de Nassau-Idstein condes de Nassau-Idstein ext.1721 | João (1603 +1677) conde de Nassau-Idstein condes de Nassau-Idstein ext.1721 | João (1603 +1677) conde de Nassau-Idstein condes de Nassau-Idstein ext.1721 | João (1603 +1677) conde de Nassau-Idstein condes de Nassau-Idstein ext.1721 |  |  |                                                                                  |                                                                  |                                                                  |                                                                  |                                                                  |                                                                  |  |  |                                                 |                                                 |                                                               |                                                 |                                                 |                                                 |                                                        |                                                        | Ernesto Casimiro (1607 +1655) conde de Nassau-Weilburg | Ernesto Casimiro (1607 +1655) conde de Nassau-Weilburg | Ernesto Casimiro (1607 +1655) conde de Nassau-Weilburg | Ernesto Casimiro (1607 +1655) conde de Nassau-Weilburg | Ernesto Casimiro (1607 +1655) conde de Nassau-Weilburg | Ernesto Casimiro (1607 +1655) conde de Nassau-Weilburg |  |  |  |  |  |  |  |  |  |  |  |  |  |  |  |  |  |  |  |  |
|  |  | Guilherme Luís (1590 +1640) conde de Nassau-Saarbrücken    | Guilherme Luís (1590 +1640) conde de Nassau-Saarbrücken    | Guilherme Luís (1590 +1640) conde de Nassau-Saarbrücken                            | Guilherme Luís (1590 +1640) conde de Nassau-Saarbrücken    | Guilherme Luís (1590 +1640) conde de Nassau-Saarbrücken    | Guilherme Luís (1590 +1640) conde de Nassau-Saarbrücken    |  |  |  |  |                                                                   |                                                                   | João (1603 +1677) conde de Nassau-Idstein condes de Nassau-Idstein ext.1721 | João (1603 +1677) conde de Nassau-Idstein condes de Nassau-Idstein ext.1721 | João (1603 +1677) conde de Nassau-Idstein condes de Nassau-Idstein ext.1721 | João (1603 +1677) conde de Nassau-Idstein condes de Nassau-Idstein ext.1721 | João (1603 +1677) conde de Nassau-Idstein condes de Nassau-Idstein ext.1721 | João (1603 +1677) conde de Nassau-Idstein condes de Nassau-Idstein ext.1721 |  |  |                                                                                  |                                                                  |                                                                  |                                                                  |                                                                  |                                                                  |  |  |                                                 |                                                 |                                                               |                                                 |                                                 |                                                 |                                                        |                                                        | Ernesto Casimiro (1607 +1655) conde de Nassau-Weilburg | Ernesto Casimiro (1607 +1655) conde de Nassau-Weilburg | Ernesto Casimiro (1607 +1655) conde de Nassau-Weilburg | Ernesto Casimiro (1607 +1655) conde de Nassau-Weilburg | Ernesto Casimiro (1607 +1655) conde de Nassau-Weilburg | Ernesto Casimiro (1607 +1655) conde de Nassau-Weilburg |  |  |  |  |  |  |  |  |  |  |  |  |  |  |  |  |  |  |  |  |
|  |  |                                                            |                                                            |                                                                                    |                                                            |                                                            |                                                            |  |  |  |  |                                                                   |                                                                   |                                                                             |                                                                             |                                                                             |                                                                             |                                                                             |                                                                             |  |  |                                                                                  |                                                                  |                                                                  |                                                                  |                                                                  |                                                                  |  |  |                                                 |                                                 |                                                               |                                                 |                                                 |                                                 |                                                        |                                                        |                                                        |                                                        |                                                        |                                                        |                                                        |                                                        |  |  |  |  |  |  |  |  |  |  |  |  |  |  |  |  |  |  |  |  |
|  |  | João Luís (1625 +1690) conde de Nassau-Ottweiler ext. 1728 | João Luís (1625 +1690) conde de Nassau-Ottweiler ext. 1728 | João Luís (1625 +1690) conde de Nassau-Ottweiler ext. 1728                         | João Luís (1625 +1690) conde de Nassau-Ottweiler ext. 1728 | João Luís (1625 +1690) conde de Nassau-Ottweiler ext. 1728 | João Luís (1625 +1690) conde de Nassau-Ottweiler ext. 1728 |  |  |  |  | Gustavo Adolfo (1632 +1677) conde de Nassau-Saarbrücken ext. 1723 | Gustavo Adolfo (1632 +1677) conde de Nassau-Saarbrücken ext. 1723 | Gustavo Adolfo (1632 +1677) conde de Nassau-Saarbrücken ext. 1723           | Gustavo Adolfo (1632 +1677) conde de Nassau-Saarbrücken ext. 1723           | Gustavo Adolfo (1632 +1677) conde de Nassau-Saarbrücken ext. 1723           | Gustavo Adolfo (1632 +1677) conde de Nassau-Saarbrücken ext. 1723           |                                                                             |                                                                             |  |  | Walrad (1635 +1702) conde & príncipe de Nassau-Usingen ext. 1816                 | Walrad (1635 +1702) conde & príncipe de Nassau-Usingen ext. 1816 | Walrad (1635 +1702) conde & príncipe de Nassau-Usingen ext. 1816 | Walrad (1635 +1702) conde & príncipe de Nassau-Usingen ext. 1816 | Walrad (1635 +1702) conde & príncipe de Nassau-Usingen ext. 1816 | Walrad (1635 +1702) conde & príncipe de Nassau-Usingen ext. 1816 |  |  |                                                 |                                                 |                                                               |                                                 |                                                 |                                                 | Frederico (1640 +1675) conde de Nassau-Weilburg        | Frederico (1640 +1675) conde de Nassau-Weilburg        | Frederico (1640 +1675) conde de Nassau-Weilburg        | Frederico (1640 +1675) conde de Nassau-Weilburg        | Frederico (1640 +1675) conde de Nassau-Weilburg        | Frederico (1640 +1675) conde de Nassau-Weilburg        |                                                        |                                                        |  |  |  |  |  |  |  |  |  |  |  |  |  |  |  |  |  |  |  |  |
|  |  | João Luís (1625 +1690) conde de Nassau-Ottweiler ext. 1728 | João Luís (1625 +1690) conde de Nassau-Ottweiler ext. 1728 | João Luís (1625 +1690) conde de Nassau-Ottweiler ext. 1728                         | João Luís (1625 +1690) conde de Nassau-Ottweiler ext. 1728 | João Luís (1625 +1690) conde de Nassau-Ottweiler ext. 1728 | João Luís (1625 +1690) conde de Nassau-Ottweiler ext. 1728 |  |  |  |  | Gustavo Adolfo (1632 +1677) conde de Nassau-Saarbrücken ext. 1723 | Gustavo Adolfo (1632 +1677) conde de Nassau-Saarbrücken ext. 1723 | Gustavo Adolfo (1632 +1677) conde de Nassau-Saarbrücken ext. 1723           | Gustavo Adolfo (1632 +1677) conde de Nassau-Saarbrücken ext. 1723           | Gustavo Adolfo (1632 +1677) conde de Nassau-Saarbrücken ext. 1723           | Gustavo Adolfo (1632 +1677) conde de Nassau-Saarbrücken ext. 1723           |                                                                             |                                                                             |  |  | Walrad (1635 +1702) conde & príncipe de Nassau-Usingen ext. 1816                 | Walrad (1635 +1702) conde & príncipe de Nassau-Usingen ext. 1816 | Walrad (1635 +1702) conde & príncipe de Nassau-Usingen ext. 1816 | Walrad (1635 +1702) conde & príncipe de Nassau-Usingen ext. 1816 | Walrad (1635 +1702) conde & príncipe de Nassau-Usingen ext. 1816 | Walrad (1635 +1702) conde & príncipe de Nassau-Usingen ext. 1816 |  |  |                                                 |                                                 |                                                               |                                                 |                                                 |                                                 | Frederico (1640 +1675) conde de Nassau-Weilburg        | Frederico (1640 +1675) conde de Nassau-Weilburg        | Frederico (1640 +1675) conde de Nassau-Weilburg        | Frederico (1640 +1675) conde de Nassau-Weilburg        | Frederico (1640 +1675) conde de Nassau-Weilburg        | Frederico (1640 +1675) conde de Nassau-Weilburg        |                                                        |                                                        |  |  |  |  |  |  |  |  |  |  |  |  |  |  |  |  |  |  |  |  |
|  |  |                                                            |                                                            |                                                                                    |                                                            |                                                            |                                                            |  |  |  |  |                                                                   |                                                                   |                                                                             |                                                                             |                                                                             |                                                                             |                                                                             |                                                                             |  |  |                                                                                  |                                                                  |                                                                  |                                                                  |                                                                  |                                                                  |  |  |                                                 |                                                 | João Ernesto (1664 +1719) conde & príncipe de Nassau-Weilburg |                                                 |                                                 |                                                 |                                                        |                                                        |                                                        |                                                        |                                                        |                                                        |                                                        |                                                        |  |  |  |  |  |  |  |  |  |  |  |  |  |  |  |  |  |  |  |  |
|  |  |                                                            |                                                            |                                                                                    |                                                            |                                                            |                                                            |  |  |  |  |                                                                   |                                                                   |                                                                             |                                                                             |                                                                             |                                                                             |                                                                             |                                                                             |  |  |                                                                                  |                                                                  |                                                                  |                                                                  |                                                                  |                                                                  |  |  |                                                 |                                                 |                                                               |                                                 |                                                 |                                                 |                                                        |                                                        |                                                        |                                                        |                                                        |                                                        |                                                        |                                                        |  |  |  |  |  |  |  |  |  |  |  |  |  |  |  |  |  |  |  |  |
|  |  |                                                            |                                                            |                                                                                    |                                                            |                                                            |                                                            |  |  |  |  |                                                                   |                                                                   |                                                                             |                                                                             |                                                                             |                                                                             |                                                                             |                                                                             |  |  |                                                                                  |                                                                  |                                                                  |                                                                  |                                                                  |                                                                  |  |  |                                                 |                                                 |                                                               |                                                 |                                                 |                                                 |                                                        |                                                        |                                                        |                                                        |                                                        |                                                        |                                                        |                                                        |  |  |  |  |  |  |  |  |  |  |  |  |  |  |  |  |  |  |  |  |
|  |  |                                                            |                                                            |                                                                                    |                                                            |                                                            |                                                            |  |  |  |  |                                                                   |                                                                   |                                                                             |                                                                             |                                                                             |                                                                             |                                                                             |                                                                             |  |  | Carlos Augusto (1685 +1753) príncipe de Nassau-Weilburg                          | Carlos Augusto (1685 +1753) príncipe de Nassau-Weilburg          | Carlos Augusto (1685 +1753) príncipe de Nassau-Weilburg          | Carlos Augusto (1685 +1753) príncipe de Nassau-Weilburg          | Carlos Augusto (1685 +1753) príncipe de Nassau-Weilburg          | Carlos Augusto (1685 +1753) príncipe de Nassau-Weilburg          |  |  |                                                 |                                                 |                                                               |                                                 |                                                 |                                                 | Carlos Ernesto (1689–1709) príncipe de Nassau-Weilburg | Carlos Ernesto (1689–1709) príncipe de Nassau-Weilburg | Carlos Ernesto (1689–1709) príncipe de Nassau-Weilburg | Carlos Ernesto (1689–1709) príncipe de Nassau-Weilburg | Carlos Ernesto (1689–1709) príncipe de Nassau-Weilburg | Carlos Ernesto (1689–1709) príncipe de Nassau-Weilburg |                                                        |                                                        |  |  |  |  |  |  |  |  |  |  |  |  |  |  |  |  |  |  |  |  |
|  |  |                                                            |                                                            |                                                                                    |                                                            |                                                            |                                                            |  |  |  |  |                                                                   |                                                                   |                                                                             |                                                                             |                                                                             |                                                                             |                                                                             |                                                                             |  |  | Carlos Augusto (1685 +1753) príncipe de Nassau-Weilburg                          | Carlos Augusto (1685 +1753) príncipe de Nassau-Weilburg          | Carlos Augusto (1685 +1753) príncipe de Nassau-Weilburg          | Carlos Augusto (1685 +1753) príncipe de Nassau-Weilburg          | Carlos Augusto (1685 +1753) príncipe de Nassau-Weilburg          | Carlos Augusto (1685 +1753) príncipe de Nassau-Weilburg          |  |  |                                                 |                                                 |                                                               |                                                 |                                                 |                                                 | Carlos Ernesto (1689–1709) príncipe de Nassau-Weilburg | Carlos Ernesto (1689–1709) príncipe de Nassau-Weilburg | Carlos Ernesto (1689–1709) príncipe de Nassau-Weilburg | Carlos Ernesto (1689–1709) príncipe de Nassau-Weilburg | Carlos Ernesto (1689–1709) príncipe de Nassau-Weilburg | Carlos Ernesto (1689–1709) príncipe de Nassau-Weilburg |                                                        |                                                        |  |  |  |  |  |  |  |  |  |  |  |  |  |  |  |  |  |  |  |  |
|  |  |                                                            |                                                            |                                                                                    |                                                            |                                                            |                                                            |  |  |  |  |                                                                   |                                                                   |                                                                             |                                                                             |                                                                             |                                                                             |                                                                             |                                                                             |  |  | Carlos Cristiano (1735 +1788) príncipe de Nassau-Weilburg                        | Carlos Cristiano (1735 +1788) príncipe de Nassau-Weilburg        | Carlos Cristiano (1735 +1788) príncipe de Nassau-Weilburg        | Carlos Cristiano (1735 +1788) príncipe de Nassau-Weilburg        | Carlos Cristiano (1735 +1788) príncipe de Nassau-Weilburg        | Carlos Cristiano (1735 +1788) príncipe de Nassau-Weilburg        |  |  | Princesa Carolina de Orange-Nassau (1743 +1787) | Princesa Carolina de Orange-Nassau (1743 +1787) | Princesa Carolina de Orange-Nassau (1743 +1787)               | Princesa Carolina de Orange-Nassau (1743 +1787) | Princesa Carolina de Orange-Nassau (1743 +1787) | Princesa Carolina de Orange-Nassau (1743 +1787) |                                                        |                                                        |                                                        |                                                        |                                                        |                                                        |                                                        |                                                        |  |  |  |  |  |  |  |  |  |  |  |  |  |  |  |  |  |  |  |  |
|  |  |                                                            |                                                            |                                                                                    |                                                            |                                                            |                                                            |  |  |  |  |                                                                   |                                                                   |                                                                             |                                                                             |                                                                             |                                                                             |                                                                             |                                                                             |  |  | Carlos Cristiano (1735 +1788) príncipe de Nassau-Weilburg                        | Carlos Cristiano (1735 +1788) príncipe de Nassau-Weilburg        | Carlos Cristiano (1735 +1788) príncipe de Nassau-Weilburg        | Carlos Cristiano (1735 +1788) príncipe de Nassau-Weilburg        | Carlos Cristiano (1735 +1788) príncipe de Nassau-Weilburg        | Carlos Cristiano (1735 +1788) príncipe de Nassau-Weilburg        |  |  | Princesa Carolina de Orange-Nassau (1743 +1787) | Princesa Carolina de Orange-Nassau (1743 +1787) | Princesa Carolina de Orange-Nassau (1743 +1787)               | Princesa Carolina de Orange-Nassau (1743 +1787) | Princesa Carolina de Orange-Nassau (1743 +1787) | Princesa Carolina de Orange-Nassau (1743 +1787) |                                                        |                                                        |                                                        |                                                        |                                                        |                                                        |                                                        |                                                        |  |  |  |  |  |  |  |  |  |  |  |  |  |  |  |  |  |  |  |  |
|  |  |                                                            |                                                            |                                                                                    |                                                            |                                                            |                                                            |  |  |  |  |                                                                   |                                                                   |                                                                             |                                                                             |                                                                             |                                                                             |                                                                             |                                                                             |  |  |                                                                                  |                                                                  |                                                                  |                                                                  |                                                                  |                                                                  |  |  |                                                 |                                                 |                                                               |                                                 |                                                 |                                                 |                                                        |                                                        |                                                        |                                                        |                                                        |                                                        |                                                        |                                                        |  |  |  |  |  |  |  |  |  |  |  |  |  |  |  |  |  |  |  |  |
|  |  |                                                            |                                                            |                                                                                    |                                                            |                                                            |                                                            |  |  |  |  |                                                                   |                                                                   |                                                                             |                                                                             |                                                                             |                                                                             |                                                                             |                                                                             |  |  |                                                                                  |                                                                  | Frederico Guilherme (1768 +1816) príncipe de Nassau-Weilburg     |                                                                  |                                                                  |                                                                  |  |  |                                                 |                                                 |                                                               |                                                 |                                                 |                                                 |                                                        |                                                        |                                                        |                                                        |                                                        |                                                        |                                                        |                                                        |  |  |  |  |  |  |  |  |  |  |  |  |  |  |  |  |  |  |  |  |
|  |  |                                                            |                                                            |                                                                                    |                                                            |                                                            |                                                            |  |  |  |  |                                                                   |                                                                   |                                                                             |                                                                             |                                                                             |                                                                             |                                                                             |                                                                             |  |  |                                                                                  |                                                                  |                                                                  |                                                                  |                                                                  |                                                                  |  |  |                                                 |                                                 |                                                               |                                                 |                                                 |                                                 |                                                        |                                                        |                                                        |                                                        |                                                        |                                                        |                                                        |                                                        |  |  |  |  |  |  |  |  |  |  |  |  |  |  |  |  |  |  |  |  |
|  |  |                                                            |                                                            |                                                                                    |                                                            |                                                            |                                                            |  |  |  |  |                                                                   |                                                                   |                                                                             |                                                                             |                                                                             |                                                                             |                                                                             |                                                                             |  |  | Guilherme (1792 +1839) Duque de Nassau                                           |                                                                  |                                                                  |                                                                  |                                                                  |                                                                  |  |  |                                                 |                                                 |                                                               |                                                 |                                                 |                                                 |                                                        |                                                        |                                                        |                                                        |                                                        |                                                        |                                                        |                                                        |  |  |  |  |  |  |  |  |  |  |  |  |  |  |  |  |  |  |  |  |
|  |  |                                                            |                                                            |                                                                                    |                                                            |                                                            |                                                            |  |  |  |  |                                                                   |                                                                   |                                                                             |                                                                             |                                                                             |                                                                             |                                                                             |                                                                             |  |  |                                                                                  |                                                                  |                                                                  |                                                                  |                                                                  |                                                                  |  |  |                                                 |                                                 |                                                               |                                                 |                                                 |                                                 |                                                        |                                                        |                                                        |                                                        |                                                        |                                                        |                                                        |                                                        |  |  |  |  |  |  |  |  |  |  |  |  |  |  |  |  |  |  |  |  |
|  |  |                                                            |                                                            |                                                                                    |                                                            |                                                            |                                                            |  |  |  |  |                                                                   |                                                                   |                                                                             |                                                                             |                                                                             |                                                                             |                                                                             |                                                                             |  |  | Adolfo (1817 +1905) Duque de Nassau 1839-1866 Grão-Duque de Luxemburgo 1890-1905 |                                                                  |                                                                  |                                                                  |                                                                  |                                                                  |  |  |                                                 |                                                 |                                                               |                                                 |                                                 |                                                 |                                                        |                                                        |                                                        |                                                        |                                                        |                                                        |                                                        |                                                        |  |  |  |  |  |  |  |  |  |  |  |  |  |  |  |  |  |  |  |  |
|  |  |                                                            |                                                            |                                                                                    |                                                            |                                                            |                                                            |  |  |  |  |                                                                   |                                                                   |                                                                             |                                                                             |                                                                             |                                                                             |                                                                             |                                                                             |  |  |                                                                                  |                                                                  |                                                                  |                                                                  |                                                                  |                                                                  |  |  |                                                 |                                                 |                                                               |                                                 |                                                 |                                                 |                                                        |                                                        |                                                        |                                                        |                                                        |                                                        |                                                        |                                                        |  |  |  |  |  |  |  |  |  |  |  |  |  |  |  |  |  |  |  |  |
|  |  |                                                            |                                                            |                                                                                    |                                                            |                                                            |                                                            |  |  |  |  |                                                                   |                                                                   |                                                                             |                                                                             |                                                                             |                                                                             |                                                                             |                                                                             |  |  | Família grão-ducal luxemburguesa                                                 |                                                                  |                                                                  |                                                                  |                                                                  |                                                                  |  |  |                                                 |                                                 |                                                               |                                                 |                                                 |                                                 |                                                        |                                                        |                                                        |                                                        |                                                        |                                                        |                                                        |                                                        |  |  |  |  |  |  |  |  |  |  |  |  |  |  |  |  |  |  |  |  |

### Família grão-ducal luxemburguesa
| Adolfo (1817 +1905) Duque de Nassau 1839-1866 Grão-Duque de Luxemburgo 1890-1905 | Adolfo (1817 +1905) Duque de Nassau 1839-1866 Grão-Duque de Luxemburgo 1890-1905 | Adolfo (1817 +1905) Duque de Nassau 1839-1866 Grão-Duque de Luxemburgo 1890-1905 | Adolfo (1817 +1905) Duque de Nassau 1839-1866 Grão-Duque de Luxemburgo 1890-1905 | Adolfo (1817 +1905) Duque de Nassau 1839-1866 Grão-Duque de Luxemburgo 1890-1905 | Adolfo (1817 +1905) Duque de Nassau 1839-1866 Grão-Duque de Luxemburgo 1890-1905 |                                                   |                                                   |                                                                             |                                                                             |                                                                             |                                                                             | Princesa Adelaide Maria de Anhalt-Dessau                                    | Princesa Adelaide Maria de Anhalt-Dessau                                    | Princesa Adelaide Maria de Anhalt-Dessau               | Princesa Adelaide Maria de Anhalt-Dessau               | Princesa Adelaide Maria de Anhalt-Dessau | Princesa Adelaide Maria de Anhalt-Dessau |                                 |                                 |                                 |                                 |                                 |                                 |                                  |                                  |                                  |                                  |                                  |                                  |                               |                               |                                  |                                  |                                  |                                  |                                  |                                  |  |  |  |  |                                  |                                  |                                  |                                  |                                  |                                  |
| Adolfo (1817 +1905) Duque de Nassau 1839-1866 Grão-Duque de Luxemburgo 1890-1905 | Adolfo (1817 +1905) Duque de Nassau 1839-1866 Grão-Duque de Luxemburgo 1890-1905 | Adolfo (1817 +1905) Duque de Nassau 1839-1866 Grão-Duque de Luxemburgo 1890-1905 | Adolfo (1817 +1905) Duque de Nassau 1839-1866 Grão-Duque de Luxemburgo 1890-1905 | Adolfo (1817 +1905) Duque de Nassau 1839-1866 Grão-Duque de Luxemburgo 1890-1905 | Adolfo (1817 +1905) Duque de Nassau 1839-1866 Grão-Duque de Luxemburgo 1890-1905 |                                                   |                                                   |                                                                             |                                                                             |                                                                             |                                                                             | Princesa Adelaide Maria de Anhalt-Dessau                                    | Princesa Adelaide Maria de Anhalt-Dessau                                    | Princesa Adelaide Maria de Anhalt-Dessau               | Princesa Adelaide Maria de Anhalt-Dessau               | Princesa Adelaide Maria de Anhalt-Dessau | Princesa Adelaide Maria de Anhalt-Dessau |                                 |                                 |                                 |                                 |                                 |                                 |                                  |                                  |                                  |                                  |                                  |                                  |                               |                               |                                  |                                  |                                  |                                  |                                  |                                  |  |  |  |  |                                  |                                  |                                  |                                  |                                  |                                  |
|                                                                                  |                                                                                  |                                                                                  |                                                                                  |                                                                                  |                                                                                  |                                                   |                                                   |                                                                             |                                                                             |                                                                             |                                                                             |                                                                             |                                                                             |                                                        |                                                        |                                          |                                          |                                 |                                 |                                 |                                 |                                 |                                 |                                  |                                  |                                  |                                  |                                  |                                  |                               |                               |                                  |                                  |                                  |                                  |                                  |                                  |  |  |  |  |                                  |                                  |                                  |                                  |                                  |                                  |
|                                                                                  |                                                                                  |                                                                                  |                                                                                  |                                                                                  |                                                                                  | Guilherme IV, Grão-Duque de Luxemburgo, 1852–1912 | Guilherme IV, Grão-Duque de Luxemburgo, 1852–1912 | Guilherme IV, Grão-Duque de Luxemburgo, 1852–1912                           | Guilherme IV, Grão-Duque de Luxemburgo, 1852–1912                           | Guilherme IV, Grão-Duque de Luxemburgo, 1852–1912                           | Guilherme IV, Grão-Duque de Luxemburgo, 1852–1912                           |                                                                             |                                                                             | Infanta Maria Ana de Portugal                          | Infanta Maria Ana de Portugal                          | Infanta Maria Ana de Portugal            | Infanta Maria Ana de Portugal            | Infanta Maria Ana de Portugal   | Infanta Maria Ana de Portugal   |                                 |                                 |                                 |                                 |                                  |                                  |                                  |                                  |                                  |                                  |                               |                               |                                  |                                  |                                  |                                  |                                  |                                  |  |  |  |  |                                  |                                  |                                  |                                  |                                  |                                  |
|                                                                                  |                                                                                  |                                                                                  |                                                                                  |                                                                                  |                                                                                  | Guilherme IV, Grão-Duque de Luxemburgo, 1852–1912 | Guilherme IV, Grão-Duque de Luxemburgo, 1852–1912 | Guilherme IV, Grão-Duque de Luxemburgo, 1852–1912                           | Guilherme IV, Grão-Duque de Luxemburgo, 1852–1912                           | Guilherme IV, Grão-Duque de Luxemburgo, 1852–1912                           | Guilherme IV, Grão-Duque de Luxemburgo, 1852–1912                           |                                                                             |                                                                             | Infanta Maria Ana de Portugal                          | Infanta Maria Ana de Portugal                          | Infanta Maria Ana de Portugal            | Infanta Maria Ana de Portugal            | Infanta Maria Ana de Portugal   | Infanta Maria Ana de Portugal   |                                 |                                 |                                 |                                 |                                  |                                  |                                  |                                  |                                  |                                  |                               |                               |                                  |                                  |                                  |                                  |                                  |                                  |  |  |  |  |                                  |                                  |                                  |                                  |                                  |                                  |
|                                                                                  |                                                                                  |                                                                                  |                                                                                  |                                                                                  |                                                                                  |                                                   |                                                   |                                                                             |                                                                             |                                                                             |                                                                             |                                                                             |                                                                             |                                                        |                                                        |                                          |                                          |                                 |                                 |                                 |                                 |                                 |                                 |                                  |                                  |                                  |                                  |                                  |                                  |                               |                               |                                  |                                  |                                  |                                  |                                  |                                  |  |  |  |  |                                  |                                  |                                  |                                  |                                  |                                  |
|                                                                                  |                                                                                  |                                                                                  |                                                                                  |                                                                                  |                                                                                  |                                                   |                                                   |                                                                             |                                                                             |                                                                             |                                                                             |                                                                             |                                                                             |                                                        |                                                        |                                          |                                          |                                 |                                 |                                 |                                 |                                 |                                 |                                  |                                  |                                  |                                  |                                  |                                  |                               |                               |                                  |                                  |                                  |                                  |                                  |                                  |  |  |  |  |                                  |                                  |                                  |                                  |                                  |                                  |
| Marie-Adélaïde, Grã-Duquesa de Luxemburgo, 1894–1924                             | Marie-Adélaïde, Grã-Duquesa de Luxemburgo, 1894–1924                             | Marie-Adélaïde, Grã-Duquesa de Luxemburgo, 1894–1924                             | Marie-Adélaïde, Grã-Duquesa de Luxemburgo, 1894–1924                             | Marie-Adélaïde, Grã-Duquesa de Luxemburgo, 1894–1924                             | Marie-Adélaïde, Grã-Duquesa de Luxemburgo, 1894–1924                             |                                                   |                                                   |                                                                             |                                                                             | Carlota 1896–1985, Grã-Duquesa de Luxemburgo 1919–1964                      | Carlota 1896–1985, Grã-Duquesa de Luxemburgo 1919–1964                      | Carlota 1896–1985, Grã-Duquesa de Luxemburgo 1919–1964                      | Carlota 1896–1985, Grã-Duquesa de Luxemburgo 1919–1964                      | Carlota 1896–1985, Grã-Duquesa de Luxemburgo 1919–1964 | Carlota 1896–1985, Grã-Duquesa de Luxemburgo 1919–1964 |                                          |                                          | Príncipe Félix de Bourbon-Parma | Príncipe Félix de Bourbon-Parma | Príncipe Félix de Bourbon-Parma | Príncipe Félix de Bourbon-Parma | Príncipe Félix de Bourbon-Parma | Príncipe Félix de Bourbon-Parma |                                  |                                  |                                  |                                  |                                  |                                  |                               |                               |                                  |                                  |                                  |                                  |                                  |                                  |  |  |  |  |                                  |                                  |                                  |                                  |                                  |                                  |
| Marie-Adélaïde, Grã-Duquesa de Luxemburgo, 1894–1924                             | Marie-Adélaïde, Grã-Duquesa de Luxemburgo, 1894–1924                             | Marie-Adélaïde, Grã-Duquesa de Luxemburgo, 1894–1924                             | Marie-Adélaïde, Grã-Duquesa de Luxemburgo, 1894–1924                             | Marie-Adélaïde, Grã-Duquesa de Luxemburgo, 1894–1924                             | Marie-Adélaïde, Grã-Duquesa de Luxemburgo, 1894–1924                             |                                                   |                                                   |                                                                             |                                                                             | Carlota 1896–1985, Grã-Duquesa de Luxemburgo 1919–1964                      | Carlota 1896–1985, Grã-Duquesa de Luxemburgo 1919–1964                      | Carlota 1896–1985, Grã-Duquesa de Luxemburgo 1919–1964                      | Carlota 1896–1985, Grã-Duquesa de Luxemburgo 1919–1964                      | Carlota 1896–1985, Grã-Duquesa de Luxemburgo 1919–1964 | Carlota 1896–1985, Grã-Duquesa de Luxemburgo 1919–1964 |                                          |                                          | Príncipe Félix de Bourbon-Parma | Príncipe Félix de Bourbon-Parma | Príncipe Félix de Bourbon-Parma | Príncipe Félix de Bourbon-Parma | Príncipe Félix de Bourbon-Parma | Príncipe Félix de Bourbon-Parma |                                  |                                  |                                  |                                  |                                  |                                  |                               |                               |                                  |                                  |                                  |                                  |                                  |                                  |  |  |  |  |                                  |                                  |                                  |                                  |                                  |                                  |
|                                                                                  |                                                                                  |                                                                                  |                                                                                  |                                                                                  |                                                                                  |                                                   |                                                   |                                                                             |                                                                             |                                                                             |                                                                             |                                                                             |                                                                             |                                                        |                                                        |                                          |                                          |                                 |                                 |                                 |                                 |                                 |                                 |                                  |                                  |                                  |                                  |                                  |                                  |                               |                               |                                  |                                  |                                  |                                  |                                  |                                  |  |  |  |  |                                  |                                  |                                  |                                  |                                  |                                  |
|                                                                                  |                                                                                  |                                                                                  |                                                                                  |                                                                                  |                                                                                  |                                                   |                                                   |                                                                             |                                                                             |                                                                             |                                                                             |                                                                             |                                                                             |                                                        |                                                        |                                          |                                          |                                 |                                 |                                 |                                 |                                 |                                 |                                  |                                  |                                  |                                  |                                  |                                  |                               |                               |                                  |                                  |                                  |                                  |                                  |                                  |  |  |  |  |                                  |                                  |                                  |                                  |                                  |                                  |
|                                                                                  |                                                                                  | Princesa Josefina Carlota da Bélgica                                             | Princesa Josefina Carlota da Bélgica                                             | Princesa Josefina Carlota da Bélgica                                             | Princesa Josefina Carlota da Bélgica                                             | Princesa Josefina Carlota da Bélgica              | Princesa Josefina Carlota da Bélgica              |                                                                             |                                                                             | João 1921-, Grão-Duque de Luxemburgo 1964-2000                              | João 1921-, Grão-Duque de Luxemburgo 1964-2000                              | João 1921-, Grão-Duque de Luxemburgo 1964-2000                              | João 1921-, Grão-Duque de Luxemburgo 1964-2000                              | João 1921-, Grão-Duque de Luxemburgo 1964-2000         | João 1921-, Grão-Duque de Luxemburgo 1964-2000         |                                          |                                          |                                 |                                 |                                 |                                 |                                 |                                 |                                  |                                  | Príncipe Carlos de Luxemburgo    | Príncipe Carlos de Luxemburgo    | Príncipe Carlos de Luxemburgo    | Príncipe Carlos de Luxemburgo    | Príncipe Carlos de Luxemburgo | Príncipe Carlos de Luxemburgo |                                  |                                  |                                  |                                  |                                  |                                  |  |  |  |  |                                  |                                  |                                  |                                  |                                  |                                  |
|                                                                                  |                                                                                  | Princesa Josefina Carlota da Bélgica                                             | Princesa Josefina Carlota da Bélgica                                             | Princesa Josefina Carlota da Bélgica                                             | Princesa Josefina Carlota da Bélgica                                             | Princesa Josefina Carlota da Bélgica              | Princesa Josefina Carlota da Bélgica              |                                                                             |                                                                             | João 1921-, Grão-Duque de Luxemburgo 1964-2000                              | João 1921-, Grão-Duque de Luxemburgo 1964-2000                              | João 1921-, Grão-Duque de Luxemburgo 1964-2000                              | João 1921-, Grão-Duque de Luxemburgo 1964-2000                              | João 1921-, Grão-Duque de Luxemburgo 1964-2000         | João 1921-, Grão-Duque de Luxemburgo 1964-2000         |                                          |                                          |                                 |                                 |                                 |                                 |                                 |                                 |                                  |                                  | Príncipe Carlos de Luxemburgo    | Príncipe Carlos de Luxemburgo    | Príncipe Carlos de Luxemburgo    | Príncipe Carlos de Luxemburgo    | Príncipe Carlos de Luxemburgo | Príncipe Carlos de Luxemburgo |                                  |                                  |                                  |                                  |                                  |                                  |  |  |  |  |                                  |                                  |                                  |                                  |                                  |                                  |
|                                                                                  |                                                                                  |                                                                                  |                                                                                  |                                                                                  |                                                                                  |                                                   |                                                   |                                                                             |                                                                             |                                                                             |                                                                             |                                                                             |                                                                             |                                                        |                                                        |                                          |                                          |                                 |                                 |                                 |                                 |                                 |                                 |                                  |                                  |                                  |                                  |                                  |                                  |                               |                               |                                  |                                  |                                  |                                  |                                  |                                  |  |  |  |  |                                  |                                  |                                  |                                  |                                  |                                  |
|                                                                                  |                                                                                  |                                                                                  |                                                                                  |                                                                                  |                                                                                  |                                                   |                                                   |                                                                             |                                                                             |                                                                             |                                                                             |                                                                             |                                                                             |                                                        |                                                        |                                          |                                          |                                 |                                 |                                 |                                 |                                 |                                 |                                  |                                  |                                  |                                  |                                  |                                  |                               |                               |                                  |                                  |                                  |                                  |                                  |                                  |  |  |  |  |                                  |                                  |                                  |                                  |                                  |                                  |
| Arquiduquesa Marie-Astrid da Áustria                                             | Arquiduquesa Marie-Astrid da Áustria                                             | Arquiduquesa Marie-Astrid da Áustria                                             | Arquiduquesa Marie-Astrid da Áustria                                             | Arquiduquesa Marie-Astrid da Áustria                                             | Arquiduquesa Marie-Astrid da Áustria                                             |                                                   |                                                   | Henrique 1955-, Grão-Duque de Luxemburgo, 2000 pequenas armas grandes armas | Henrique 1955-, Grão-Duque de Luxemburgo, 2000 pequenas armas grandes armas | Henrique 1955-, Grão-Duque de Luxemburgo, 2000 pequenas armas grandes armas | Henrique 1955-, Grão-Duque de Luxemburgo, 2000 pequenas armas grandes armas | Henrique 1955-, Grão-Duque de Luxemburgo, 2000 pequenas armas grandes armas | Henrique 1955-, Grão-Duque de Luxemburgo, 2000 pequenas armas grandes armas |                                                        |                                                        | Maria Teresa                             | Maria Teresa                             | Maria Teresa                    | Maria Teresa                    | Maria Teresa                    | Maria Teresa                    |                                 |                                 | João, Príncipe do Luxemburgo     | João, Príncipe do Luxemburgo     | João, Príncipe do Luxemburgo     | João, Príncipe do Luxemburgo     | João, Príncipe do Luxemburgo     | João, Príncipe do Luxemburgo     |                               |                               | Margarida de Liechtenstein       | Margarida de Liechtenstein       | Margarida de Liechtenstein       | Margarida de Liechtenstein       | Margarida de Liechtenstein       | Margarida de Liechtenstein       |  |  |  |  | Príncipe Guilherme de Luxemburgo | Príncipe Guilherme de Luxemburgo | Príncipe Guilherme de Luxemburgo | Príncipe Guilherme de Luxemburgo | Príncipe Guilherme de Luxemburgo | Príncipe Guilherme de Luxemburgo |
| Arquiduquesa Marie-Astrid da Áustria                                             | Arquiduquesa Marie-Astrid da Áustria                                             | Arquiduquesa Marie-Astrid da Áustria                                             | Arquiduquesa Marie-Astrid da Áustria                                             | Arquiduquesa Marie-Astrid da Áustria                                             | Arquiduquesa Marie-Astrid da Áustria                                             |                                                   |                                                   | Henrique 1955-, Grão-Duque de Luxemburgo, 2000 pequenas armas grandes armas | Henrique 1955-, Grão-Duque de Luxemburgo, 2000 pequenas armas grandes armas | Henrique 1955-, Grão-Duque de Luxemburgo, 2000 pequenas armas grandes armas | Henrique 1955-, Grão-Duque de Luxemburgo, 2000 pequenas armas grandes armas | Henrique 1955-, Grão-Duque de Luxemburgo, 2000 pequenas armas grandes armas | Henrique 1955-, Grão-Duque de Luxemburgo, 2000 pequenas armas grandes armas |                                                        |                                                        | Maria Teresa                             | Maria Teresa                             | Maria Teresa                    | Maria Teresa                    | Maria Teresa                    | Maria Teresa                    |                                 |                                 | João, Príncipe do Luxemburgo     | João, Príncipe do Luxemburgo     | João, Príncipe do Luxemburgo     | João, Príncipe do Luxemburgo     | João, Príncipe do Luxemburgo     | João, Príncipe do Luxemburgo     |                               |                               | Margarida de Liechtenstein       | Margarida de Liechtenstein       | Margarida de Liechtenstein       | Margarida de Liechtenstein       | Margarida de Liechtenstein       | Margarida de Liechtenstein       |  |  |  |  | Príncipe Guilherme de Luxemburgo | Príncipe Guilherme de Luxemburgo | Príncipe Guilherme de Luxemburgo | Príncipe Guilherme de Luxemburgo | Príncipe Guilherme de Luxemburgo | Príncipe Guilherme de Luxemburgo |
|                                                                                  |                                                                                  |                                                                                  |                                                                                  |                                                                                  |                                                                                  |                                                   |                                                   |                                                                             |                                                                             |                                                                             |                                                                             |                                                                             |                                                                             |                                                        |                                                        |                                          |                                          |                                 |                                 |                                 |                                 |                                 |                                 |                                  |                                  |                                  |                                  |                                  |                                  |                               |                               |                                  |                                  |                                  |                                  |                                  |                                  |  |  |  |  |                                  |                                  |                                  |                                  |                                  |                                  |
|                                                                                  |                                                                                  |                                                                                  |                                                                                  |                                                                                  |                                                                                  |                                                   |                                                   |                                                                             |                                                                             |                                                                             |                                                                             |                                                                             |                                                                             |                                                        |                                                        |                                          |                                          |                                 |                                 |                                 |                                 |                                 |                                 |                                  |                                  |                                  |                                  |                                  |                                  |                               |                               |                                  |                                  |                                  |                                  |                                  |                                  |  |  |  |  |                                  |                                  |                                  |                                  |                                  |                                  |
| Guilherme, grão-duque herdeiro de Luxemburgo                                     | Guilherme, grão-duque herdeiro de Luxemburgo                                     | Guilherme, grão-duque herdeiro de Luxemburgo                                     | Guilherme, grão-duque herdeiro de Luxemburgo                                     | Guilherme, grão-duque herdeiro de Luxemburgo                                     | Guilherme, grão-duque herdeiro de Luxemburgo                                     |                                                   |                                                   | Príncipe Félix de Luxemburgo                                                | Príncipe Félix de Luxemburgo                                                | Príncipe Félix de Luxemburgo                                                | Príncipe Félix de Luxemburgo                                                | Príncipe Félix de Luxemburgo                                                | Príncipe Félix de Luxemburgo                                                |                                                        |                                                        | Príncipe Luís de Luxemburgo              | Príncipe Luís de Luxemburgo              | Príncipe Luís de Luxemburgo     | Príncipe Luís de Luxemburgo     | Príncipe Luís de Luxemburgo     | Príncipe Luís de Luxemburgo     |                                 |                                 | Princesa Alexandra de Luxemburgo | Princesa Alexandra de Luxemburgo | Princesa Alexandra de Luxemburgo | Princesa Alexandra de Luxemburgo | Princesa Alexandra de Luxemburgo | Princesa Alexandra de Luxemburgo |                               |                               | Príncipe Sebastião de Luxemburgo | Príncipe Sebastião de Luxemburgo | Príncipe Sebastião de Luxemburgo | Príncipe Sebastião de Luxemburgo | Príncipe Sebastião de Luxemburgo | Príncipe Sebastião de Luxemburgo |  |  |  |  |                                  |                                  |                                  |                                  |                                  |                                  |